# Ceramika artystyczna

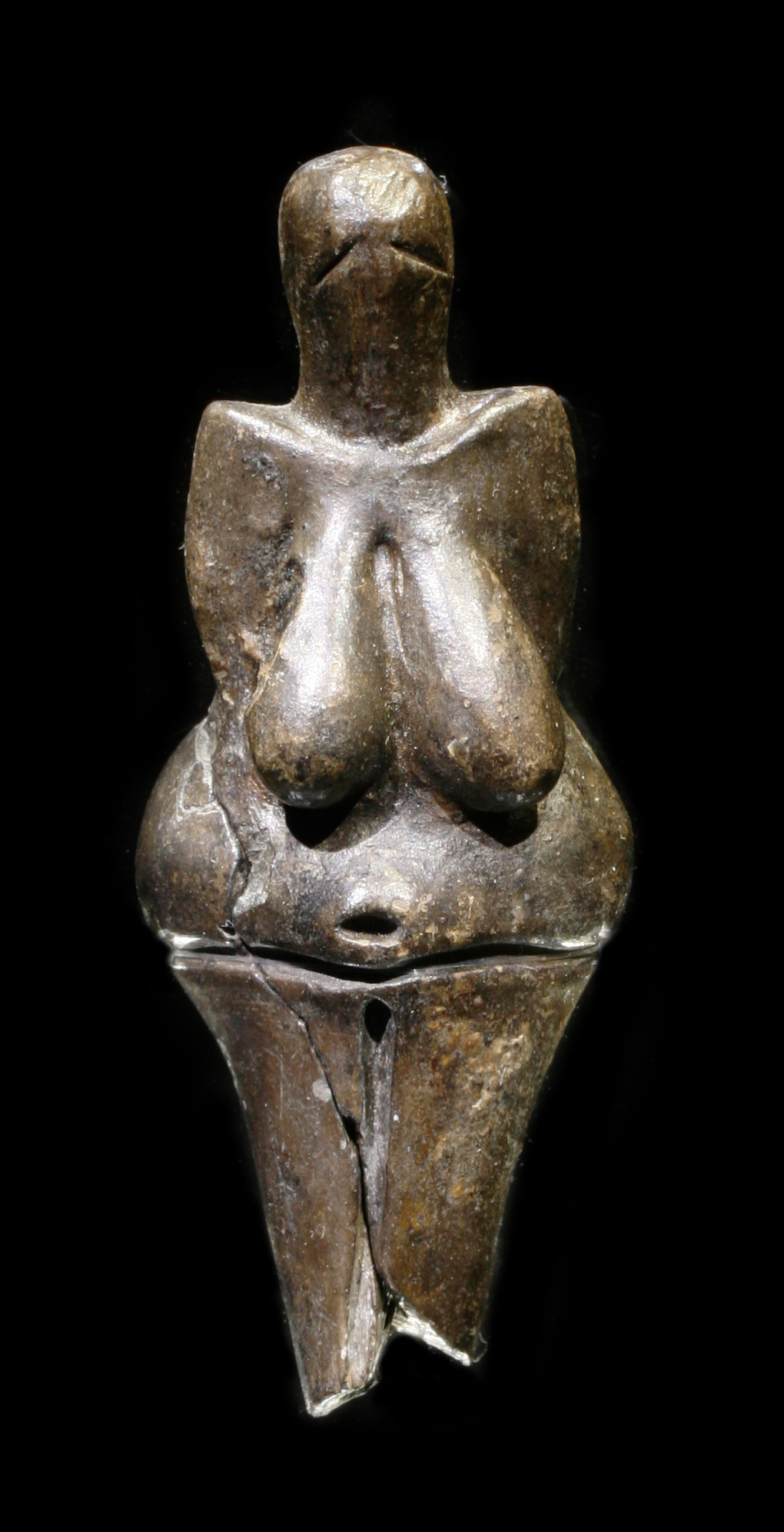
Wenus z Dolních Věstonic, datowana na 29 do 25 tys. lat p.n.e., jest najstarszym znanym przykładem ceramiki artystycznej. Chociaż ta ostatnia powszechnie kojarzona jest z ceramiką użytkową, to w rzeczywistości od początku obejmowała produkcję figurek. Muzeum Ziemi Morawskiej

Ceramika artystyczna – artystycznie ukształtowane i zdobione wyroby ceramiczne.
Glina, podstawowy materiał ceramiki artystycznej, charakteryzuje się z jednej strony plastycznością, zaś z drugiej zdolnością do przemiany w procesie wypalenia w twardy materiał, który jest odporny na większość czynników korodujących metale i tworzywa nieorganiczne. Wypalana w niższej temperaturze ceramika o czerepie porowatym w pewnym stopniu nadal przepuszcza wodę, co nie ma miejsca w przypadku wypalanej w wyższej temperaturze ceramiki o czerepie spieczonym (kamionki lub porcelany). Aby uniknąć porowatości początkowo używano pokostu, później zaś zaczęto pokrywać ceramikę szkliwem, które często pełni również funkcję dekoracyjną. Inne metody dekoracji ceramiki to m.in. odciskanie, aplika, rycie (w tym sgraffito), nacinanie, nakłuwanie i malowanie. Ceramikę najpierw lepiono, później zaś toczono na kole garncarskim i odlewano. Współcześnie stosuje się również takie metody formowania ceramiki artystycznej jak toczenie i prasowanie z mas półsuchych.
Historia ceramiki artystycznej sięga 29 do 25 tys. lat p.n.e. Pierwsza ceramika artystyczna wytwarzana przez profesjonalnych rzemieślników pojawiła się na Bliskim Wschodzie. To również stamtąd pochodzą jedne z pierwszych przykładów zastosowania koła garncarskiego oraz pierwsze prymitywne formy szkliwa. Starożytni Grecy i Rzymianie wytwarzali różne rodzaje ceramiki o czerepie porowatym, jednak w Cesarstwie Rzymskim rozwinęła się również ceramika o szkliwie ołowiowym, oparta na osiągnięciach starożytnych Egipcjan. Pod koniec II tysiąclecia p.n.e. w Chinach wypalono pierwsze naczynia z kamionki, zaś w I tysiącleciu n.e. w tym regionie powstała porcelana. Aż do XVIII wieku Chiny pozostawały najbardziej zaawansowanym technologicznie producentem ceramiki, zaś w ich cieniu rozwijały się ceramika koreańska i japońska. Pod wpływem chińskiej porcelany muzułmańscy ceramicy w IX wieku opracowali nową szkliwioną ceramikę o czerepie porowatym, która dała początek różnym odmianom fajansu. W późnym średniowieczu w Europie zaczęto rozwijać różne odmiany kamionki, zaś w XVIII wieku opracowano technologię produkcji porcelany, przełamując tym samym chiński monopol. W drugiej połowie XVIII wieku produkcja ceramiki zaczęła ulegać głębokim przemianom związanym z rewolucją przemysłową, która ostatecznie doprowadziła do zatracenia jej rzemieślniczego charakteru i oparcia się na produkcji masowej, możliwej dzięki ciągle rozwijanym nowym technologiom. Jednocześnie począwszy od drugiej połowy XIX wieku rozwijała się działalność indywidualnych ceramików, którzy produkowali naczynia pojedynczo lub w niewielkich seriach, koncentrując się na ich wartości artystycznej. Ten dualizm produkcji masowej oraz drobnej wytwórczości o charakterze czysto artystycznym pozostaje jedną z głównych cech dzisiejszej ceramiki artystycznej.

## Surowce i techniki

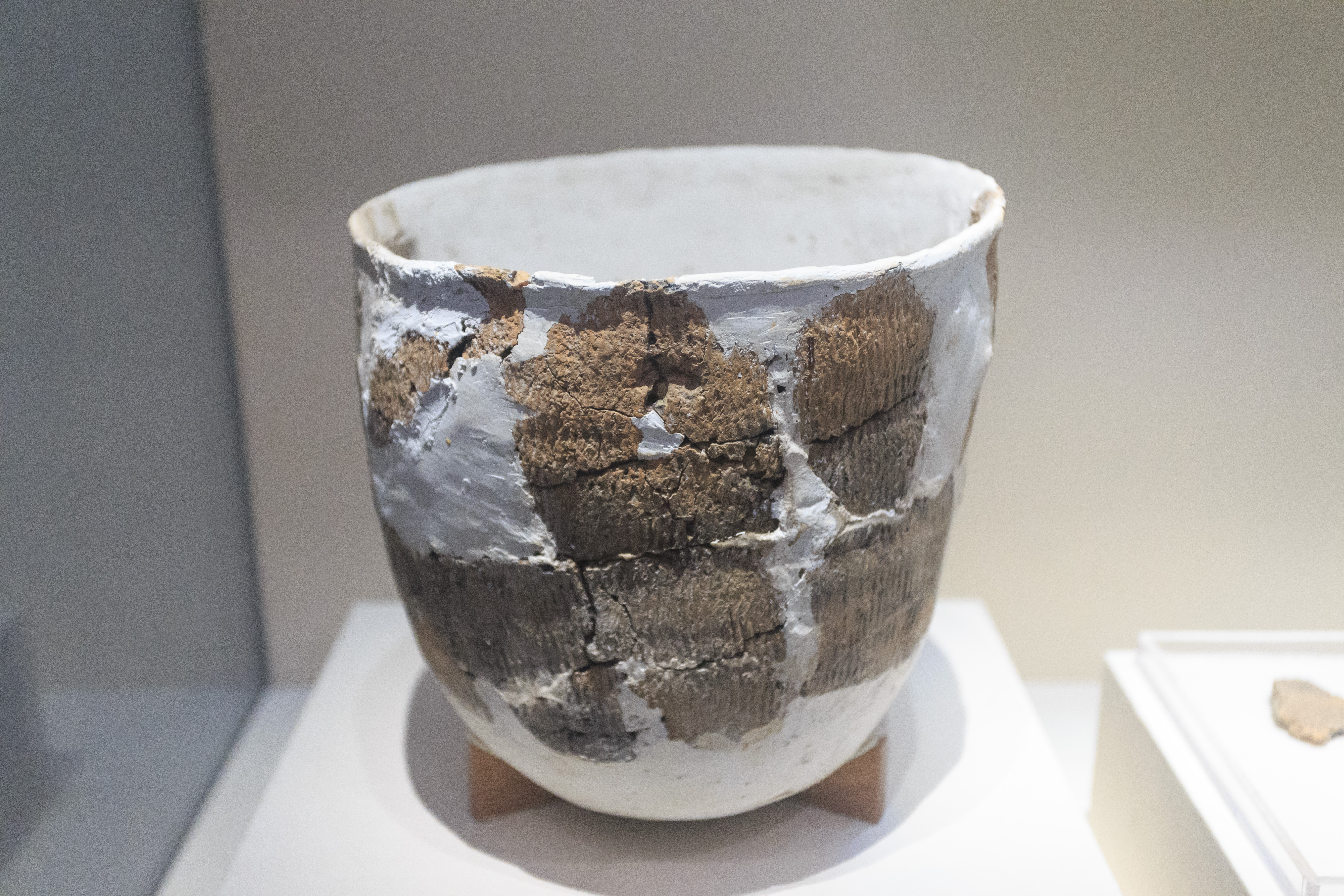
Naczynie (poddane rekonstrukcji) z jaskini Xianren w prowincji Jiangxi, skąd pochodzą najstarsze znane fragmenty ceramiki użytkowej, datowane na 18 do 17 tys. lat p.n.e. Chińskie Muzeum Narodowe

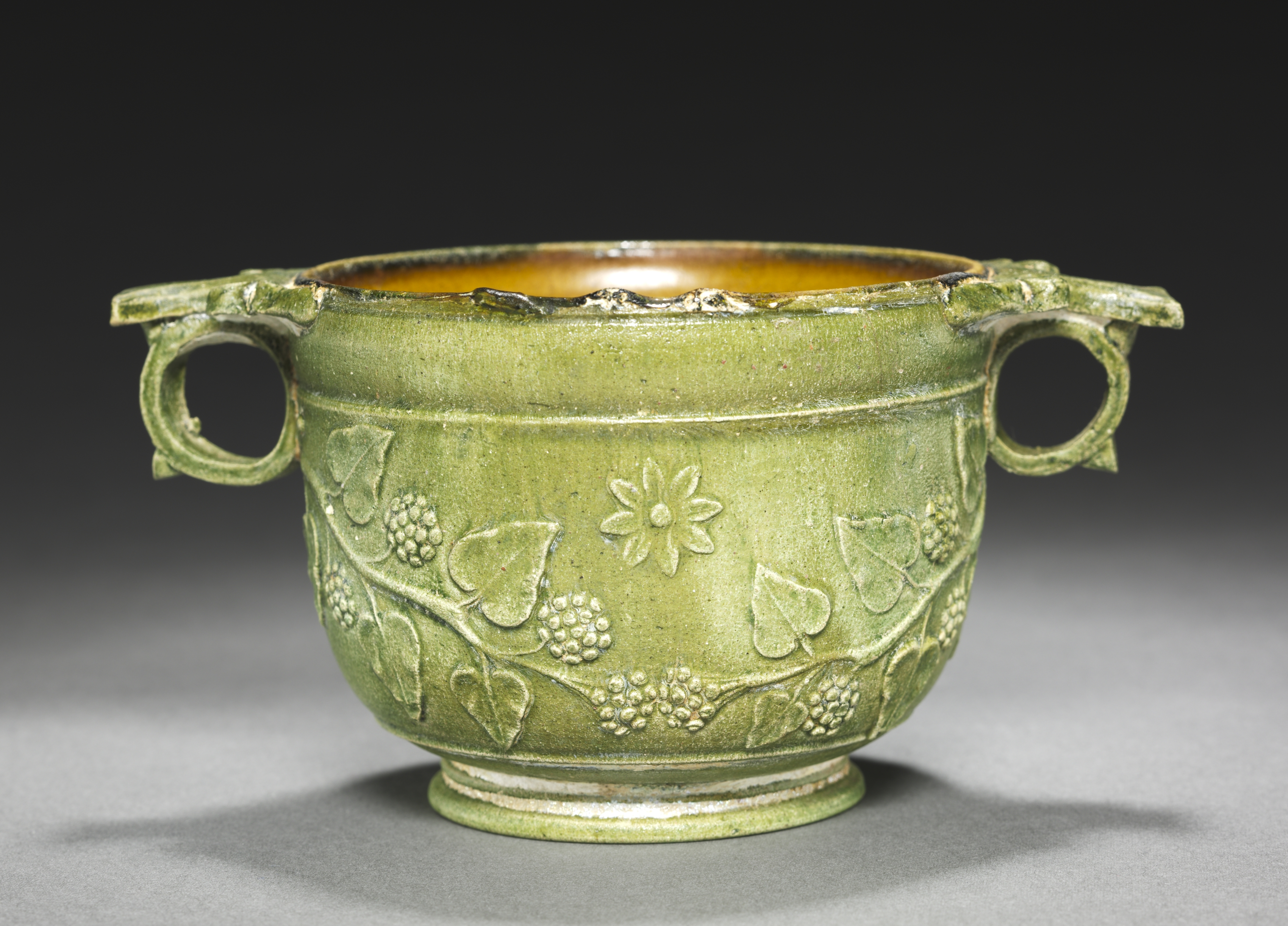
Skyfos pokryty szkliwem ołowiowym. Prawdopodobnie Anatolia, I wiek n.e. Cleveland Museum of Art

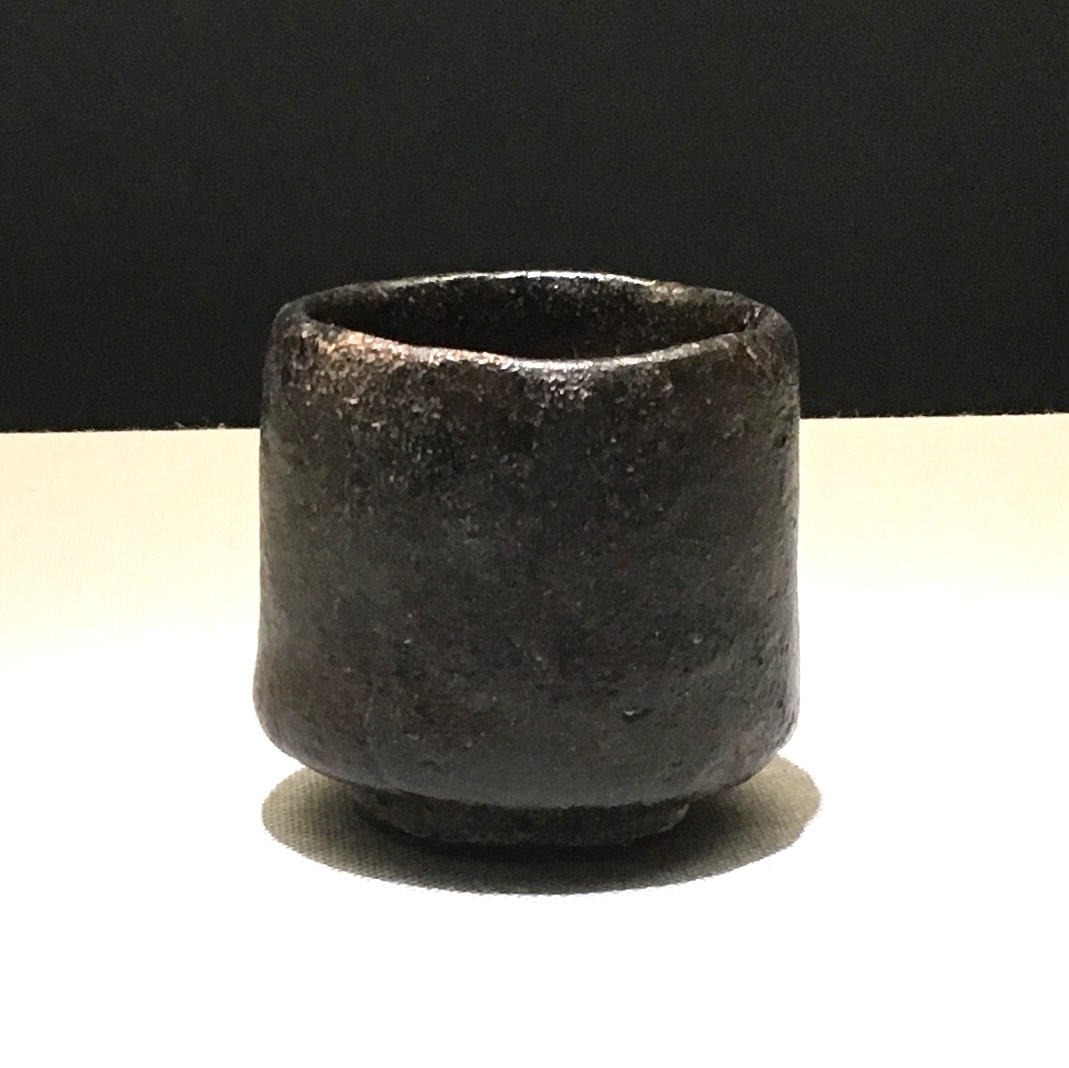
Ręcznie lepiona czarka raku wykonana przez Chōjirō (zm. 1592). Muzeum Ceramiki Prefektury Aichi

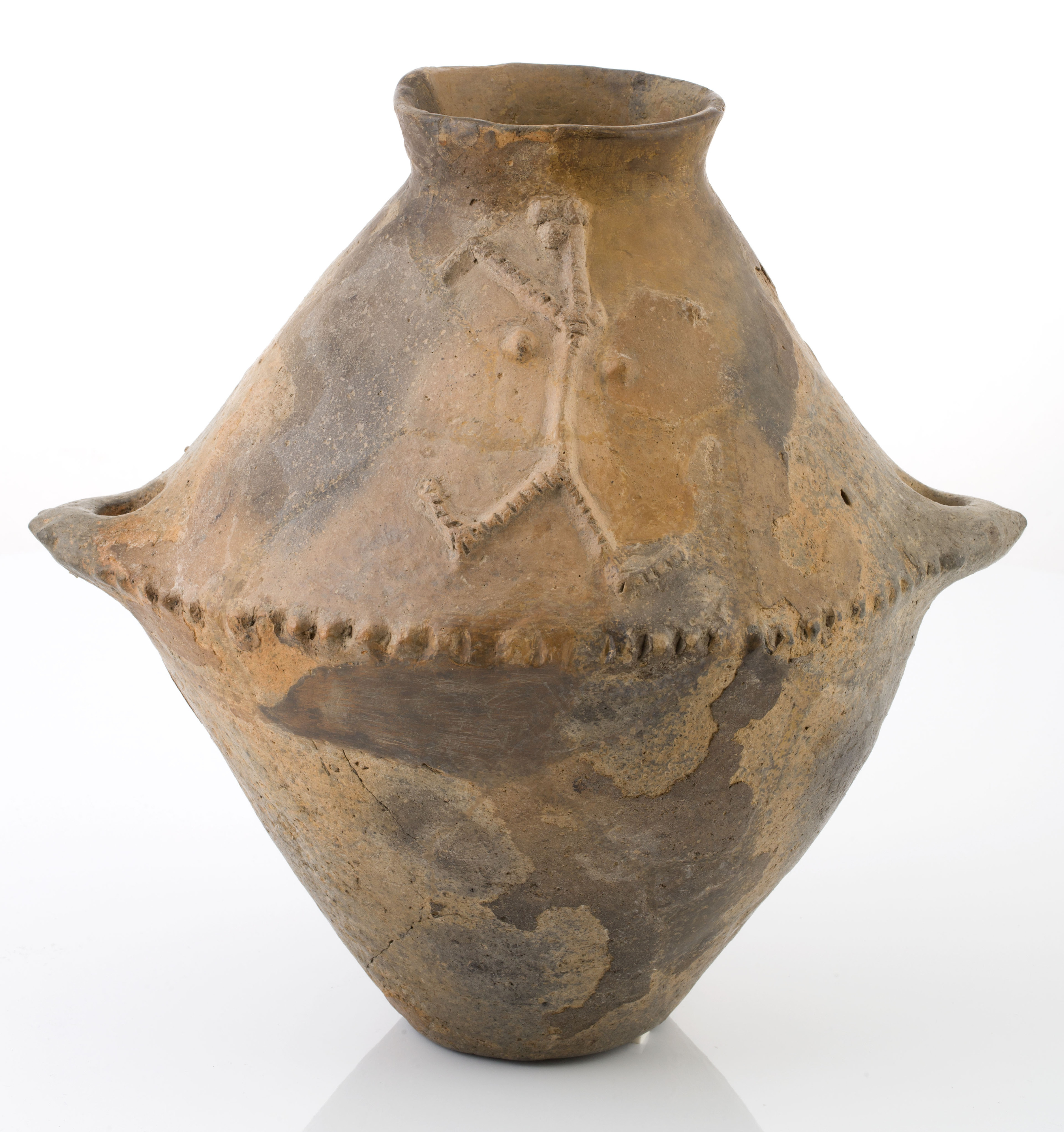
Amfora z wizerunkiem kobiety wykonanym za pomocą nalepiania guzków i listw z gliny, zdobionych odciskami paznokcia. Kultura malicka, ok. 4500 p.n.e. Muzeum Archeologiczne w Krakowie

Do produkcji ceramiki artystycznej oprócz surowców ilastych, kaolinów i iłów (glin), zaliczanych do surowców plastycznych, stosowane są surowce nieplastyczne, do których należą surowce schudzające (piasek kwarcowy, skalenie) i topniki (skalenie, pegmatyty). Surowce plastyczne stanowią składnik masy ceramicznej łączący pozostałe surowce w sposób umożliwiający formowanie wyrobów, który po wypaleniu stanowi tzw. szkielet. Natomiast topniki przyczyniają się do zagęszczenia czerepu poprzez wytworzenie fazy ciekłej i obniżenie temperatury spiekania, a po wypaleniu stanowią tzw. ciało.
Glina, podstawowy materiał ceramiki artystycznej, charakteryzuje się z jednej strony plastycznością, zaś z drugiej zdolnością do przemiany w procesie wypalenia w twardy materiał, który jest odporny na większość czynników korodujących metale i tworzywa nieorganiczne. Wypalenie w temperaturze około 500 ℃ chroni uformowaną ceramikę przed działaniem wody (najwcześniejsze naczynia, które były suszone na słońcu, mogły służyć jedynie do przechowywania zbóż i innych suchych substancji). Temperatura zeszklenia gliny wynosi ok. 1600 ℃, co sprawia, że po zmieszaniu jej z topnikiem o niższej temperaturze zeszklenia (około 1200 ℃) i wypaleniu tej mieszaniny w niższej temperaturze, glina zachowuje kształt obiektu, podczas gdy inne substancje ulegają zeszkleniu. W efekcie powstaje wyrób ceramiczny o czerepie spieczonym, zwany kamionką (wypalanie w niższej temperaturze prowadzi do uzyskania wyrobów o czerepie porowatym, do których zalicza się m.in. większość gatunków fajansu). Dodanie do gliny  skalenia lub steatytu i wypalenie uzyskanej masy w temperaturze od 1100 do 1450 ℃ sprawia, że produkt staje się przezroczysty, dając w rezultacie porcelanę. Granica pomiędzy kamionką a porcelaną nigdy nie była precyzyjnie określona. Wiąże się to z faktem, że na Zachodzie porcelana była zazwyczaj definiowana jako substancja przezroczysta, podczas gdy Chińczycy utożsamiali ją z ceramiką, która wydaje dźwięczący ton przy uderzeniu. Żadna z tych definicji nie jest całkowicie zadowalająca, choćby dlatego, że pewne cienkościenne odmiany kamionki są lekko przeświecające, zaś grubościenna porcelana jest nieprzezroczysta.
Ceramika o czerepie porowatym w pewnym stopniu nadal przepuszcza wodę, która przesącza się na zewnątrz, gdzie wyparowuje, tym samym chłodząc zawartość naczynia. Ta cecha jest często uważana za zaletę w krajach o gorącym klimacie, wykorzystuje się ją również w domowych pojemnikach chłodzących mleko, masło czy żywność. Poza tym jednak porowatość niesie ze sobą wiele problemów, tego rodzaju naczynia m.in. nie nadają się do przechowywania mleka lub wina. Aby uniknąć porowatości używano pokostu (u  starożytnych Greków w formie firnisu). Bardziej zaawansowaną techniką jest glazurowanie, polegające na pokryciu przedmiotu cienką warstwą szkliwa, które zatyka pory czerepu. Historycznie najczęściej stosowano cztery główne rodzaje szkliwa: ołowiowe, cynowe, solne i skaleniowe (współcześnie wynaleziono wiele innych rodzajów szkliwa). Szkliwa ołowiowe, solne i skaleniowe są przezroczyste, podczas gdy szkliwo cynowe tworzy mętną biel. Najwcześniej zaczęto stosować szkliwo ołowiowe, które zostało wynalezione w Mezopotamii około 4 tys. lat temu. W VIII stuleciu Arabowie zaczęli stosować szkliwo cynowe, dając tym samym początek różnym odmianom fajansu. Kamionka, wypalana w wyższej temperaturze, wymusiła stosowanie glazury solnej, ponieważ tradycyjnie stosowane szkliwo ołowiowe topiło się na spieczonym czerepie. Ponieważ wyroby kamionkowe i porcelanowe nie są porowate, w ich przypadku glazura pełni rolę jedynie dekoracyjną. Zarówno glazura solna, jak i używana w przypadku twardej porcelany glazura skaleniowa, jest zazwyczaj wypalana wspólnie z ceramicznym ciałem. Z reguły wyroby ceramiki artystycznej wypala się jednak dwukrotnie. Celem pierwszego wypalenia, tzw. biskwitowego, jest wytworzenie wyrobu o odpowiedniej wytrzymałości mechanicznej, która pozwala na jego szkliwienie (w przypadku fajansu) i dekorację. Wyroby uzyskują ostateczne właściwości użytkowe po drugim wypaleniu, nazywanym wypaleniem na ostro.
Najwcześniejsze naczynia były lepione ręcznie, tak jak do dzisiaj robi się to w przypadku japońskiej ceramiki raku. Później zaczęto stosować koło garncarskie, co z biegiem czasu stało się niemal synonimiczne z tworzeniem ceramiki artystycznej. Kwestia gdzie koło garncarskie pojawiło się po raz pierwszy pozostaje nierozstrzygnięta i mogło ono zostać wynalezione w kilku miejscach niezależnie od siebie. W każdym razie w drugiej połowie IV tysiąclecia p.n.e. posługiwano się nim już w Mezopotamii, dolinie Indusu oraz prawdopodobnie Egipcie. W Chinach w pełni rozwinięte koło garncarskie pojawiło się we wschodnich prowincjach nadbrzeżnych na początku III tysiąclecia p.n.e.. Obok lepienia i toczenia na kole od najwcześniejszych czasów ceramikę wykonywano za pomocą odlewania przy użyciu wcześniej przygotowanych form. Ta technologia miała szczególne znaczenie tam, gdzie w grę wchodziła wczesna produkcja masowa – na formach odlewniczych opierał się m.in. rzymski przemysł ceramiczny wytwarzający naczynia terra sigillata oraz fabryka Wedgwooda w Staffordshire. Współcześnie stosuje się również takie metody formowania ceramiki artystycznej jak toczenie i prasowanie z mas półsuchych.
Nawet najwcześniejsza ceramika była z reguły w jakiś sposób dekorowana. Jedną z najwcześniejszych metod jest pozostawienie odcisku w glinie, do czego używano czasem po prostu palców, albo sznura, tak jak w ceramice kultury Jōmon albo kultury ceramiki sznurowej. Oddzielnie wykonywane dekoracje (tzw. aplika), w formie guzów lub reliefów, pojawiły się nieco później. Rzymianie specjalizowali się w wykonywaniu reliefowej dekoracji za pomocą techniki barbotine. Inną wczesną formą dekoracji jest rycie, które szczególną formę znalazło w technice sgraffito, gdzie za jego pomocą odsłaniano wcześniej nałożone warstwy masy ceramicznej o innym kolorze, co tworzyło dekorację wielobarwną. Ta technika była szczególne chętnie stosowana przez ceramików muzułmańskich. Jej szczególną odmianą jest rycie nożem warstwy polewy (angoby) pokrywającej glinę, co pozostawia wyniesiony ponad powierzchnię naczynia wzór. Naczynia dekoruje się również poprzez nakłuwanie lub nacinanie. Angoba może być używana do malowania lub inkrustacji. Dekorację często stanowią ozdobne glazury, dosyć wcześnie zaczęto również malować ceramikę (początkowo ręcznie, począwszy od XVIII wieku również za pomocą druku lub dekalkomanii). W celu uzyskania specjalnych efektów zdobniczych już w starożytności stosowano zmianę atmosfery pieca podczas wypalania (za szczytowe osiągnięcie tej techniki uważane są greckie naczynia czarnofigurowe i czerwonofigurowe). Szczególnie dobrą glinę czasami polerowano, jak w przypadku ceramiki fazy Banshan kultury Majiayao lub ceramiki inkaskiej.

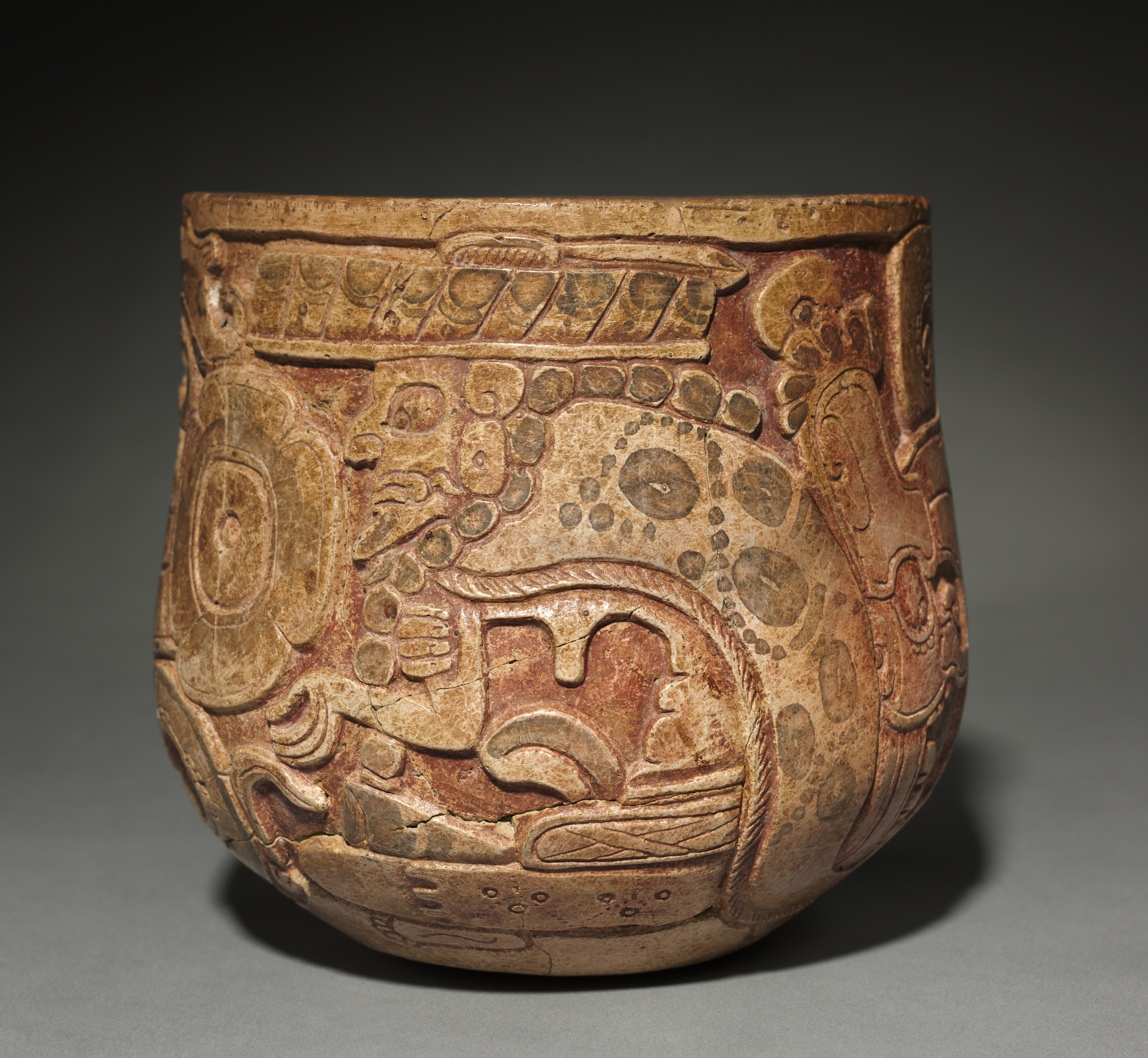
Naczynie z dekoracją przedstawiającą nieznanego boga wyciętą w warstwie angoby. Jukatan, okres klasyczny, 600–900. Cleveland Museum of Art
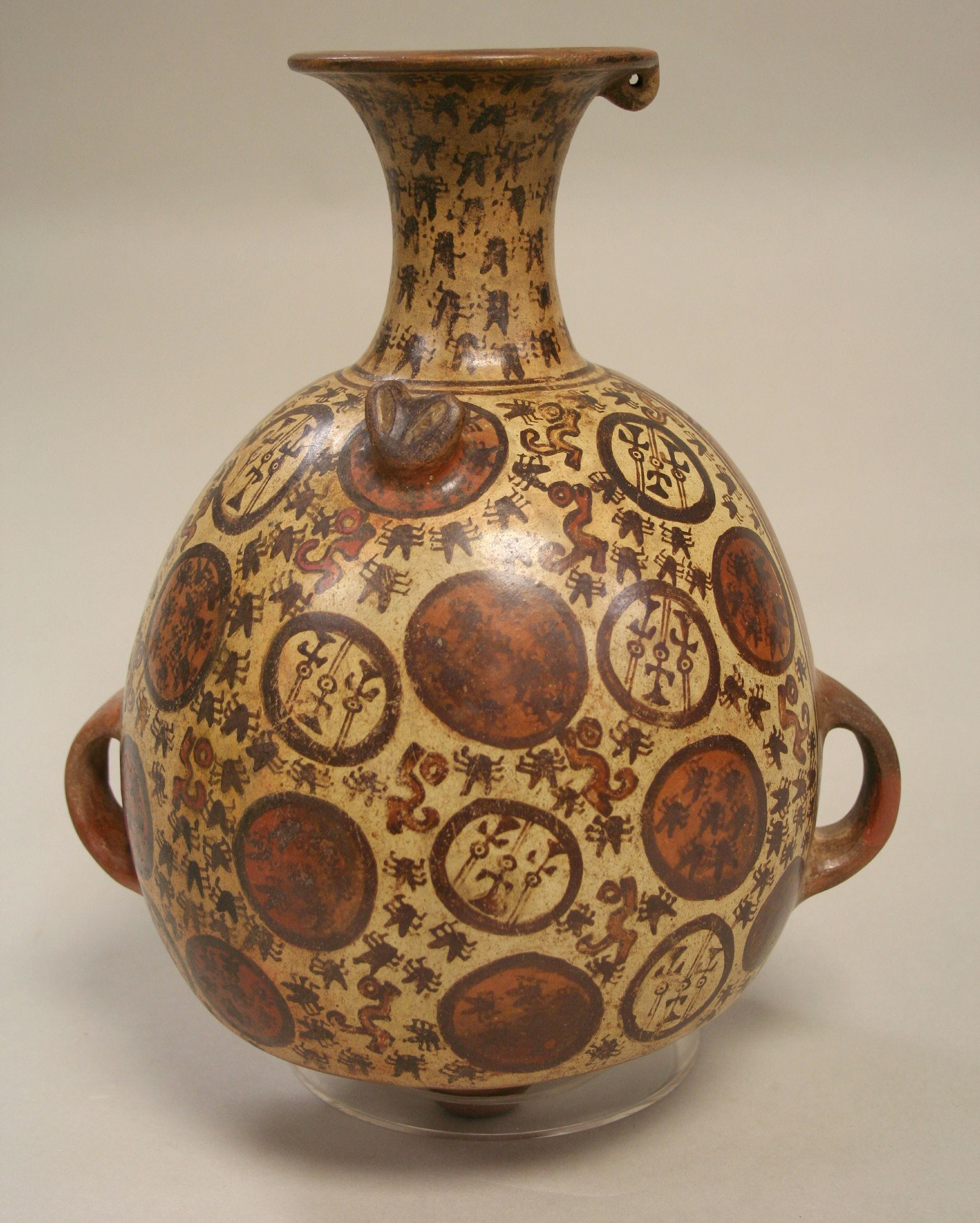
Inkaski aryballos dekorowany za pomocą angoby, następnie zaś wypolerowany przed wypaleniem, XV wiek – początek wieku XVI. Metropolitan Museum of Art
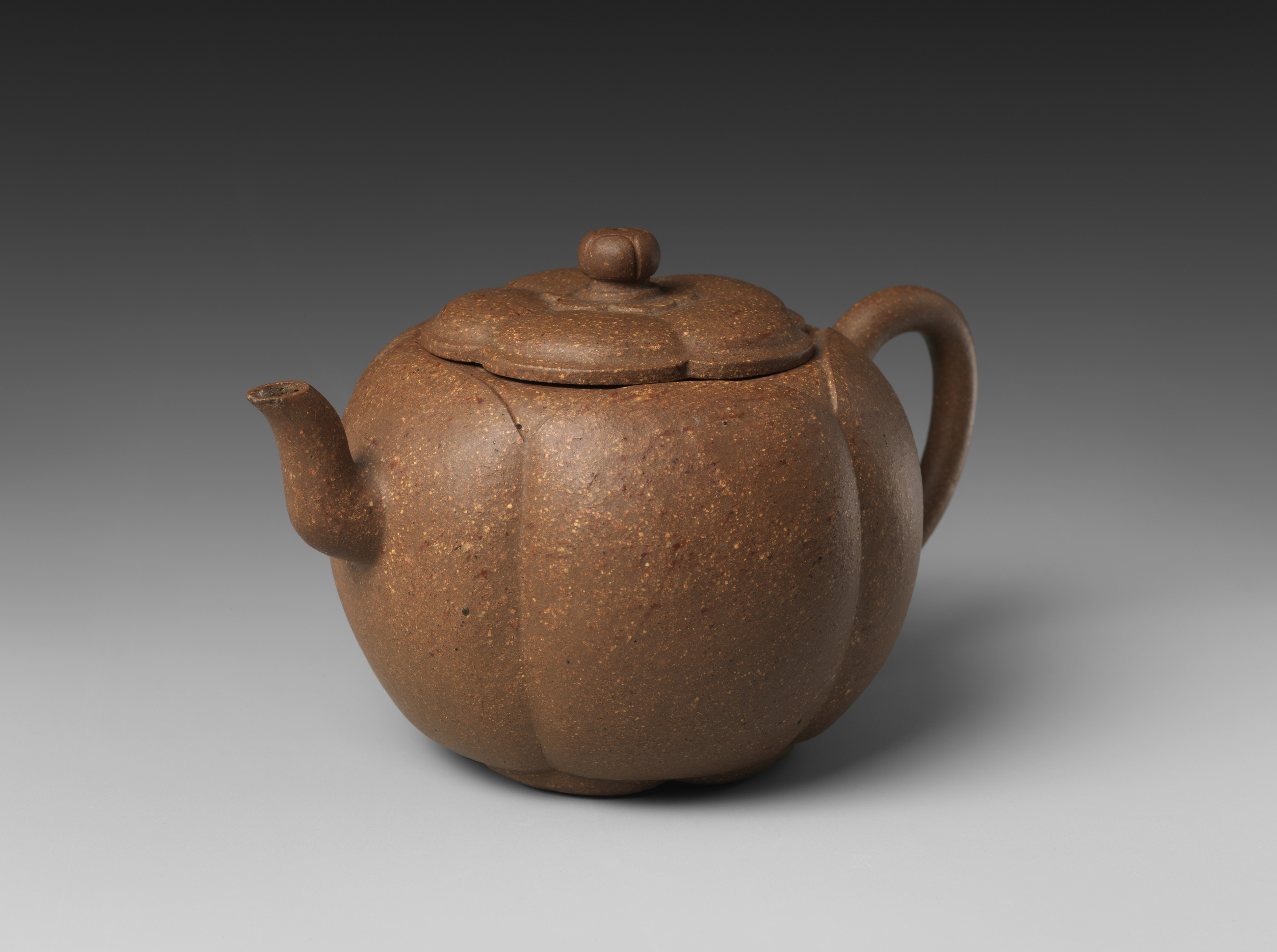
Czajniczek wykonany z kamionki Yixing, Chiny, początek XVII w. Metropolitan Museum of Art
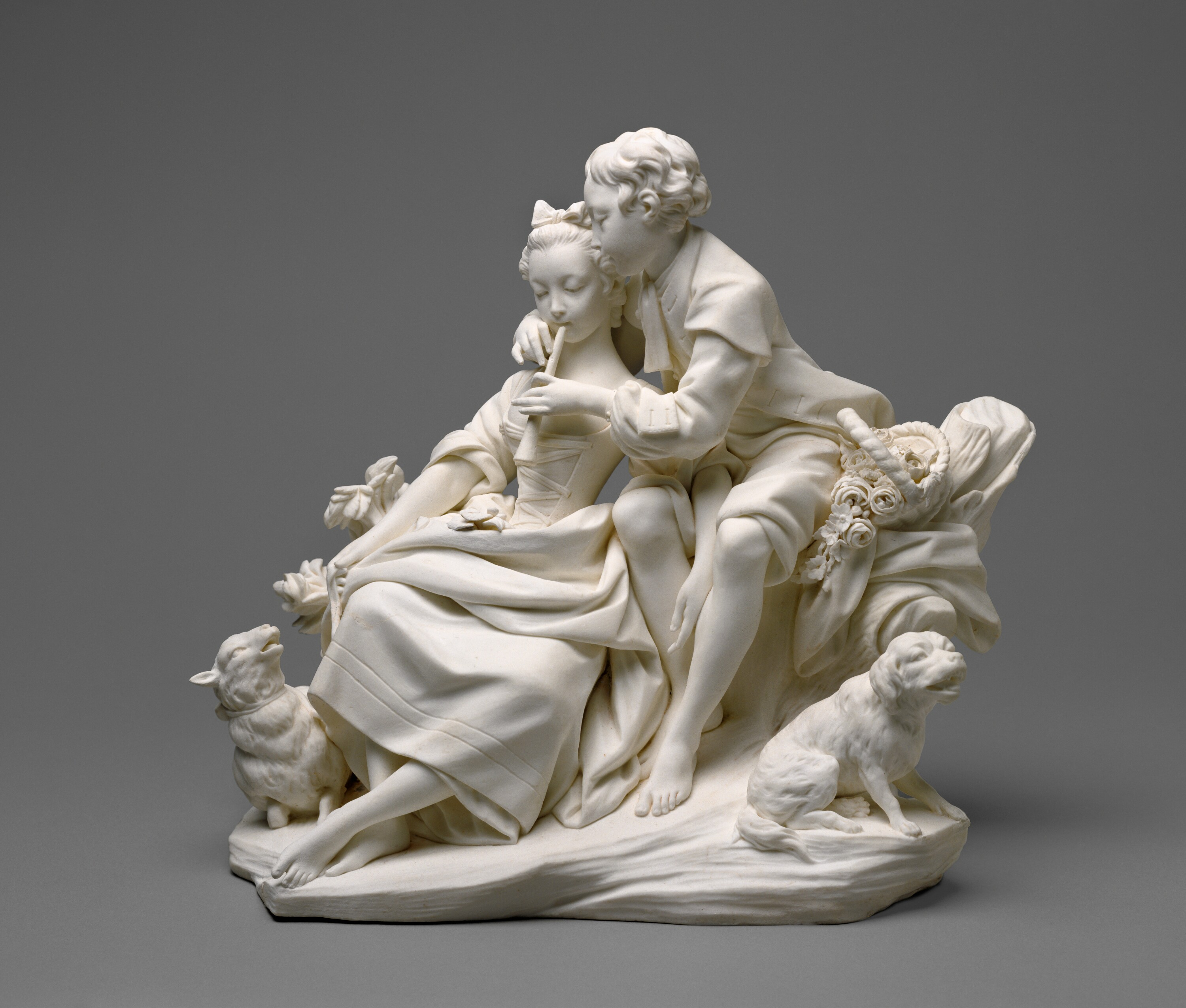
Porcelanowe figury w stylu neoklasycznym były wykonywane w biskwicie, który miał naśladować antyczny marmur. Na zdjęciu „Lekcja gry na flecie”, grupa figuralna wg modelu Étienne Maurice’a Falconeta na podstawie projektu François Bouchera[12]. Sèvres, ok. 1757–1766. J. Paul Getty Museum

## Historia

### Bliski Wschód

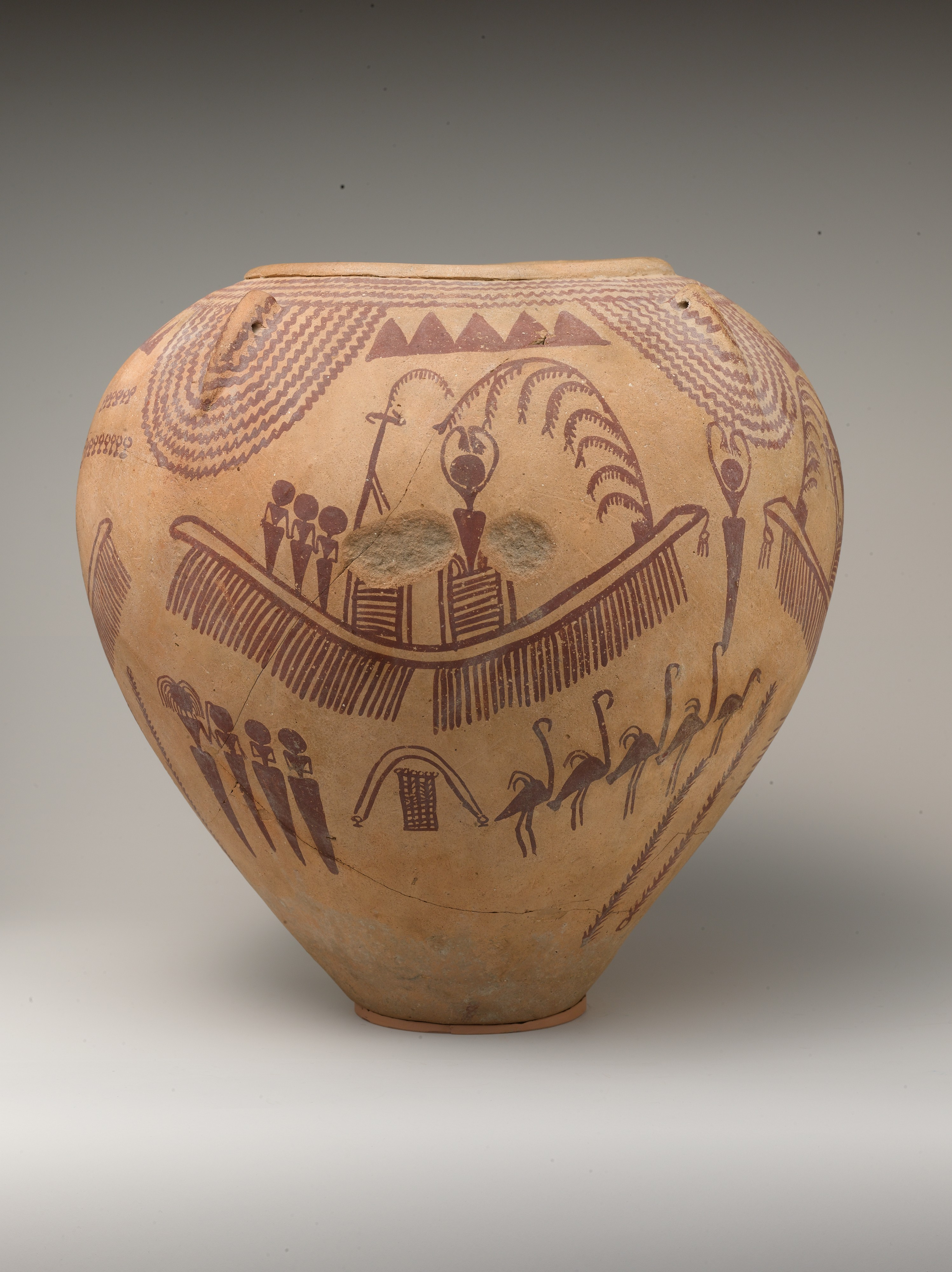
Dzban z dekoracją przedstawiającą zwierzęta i ludzi na łodziach. Egipt, okres Nagada II, ok. 3500–3300 p.n.e. Metropolitan Museum of Art

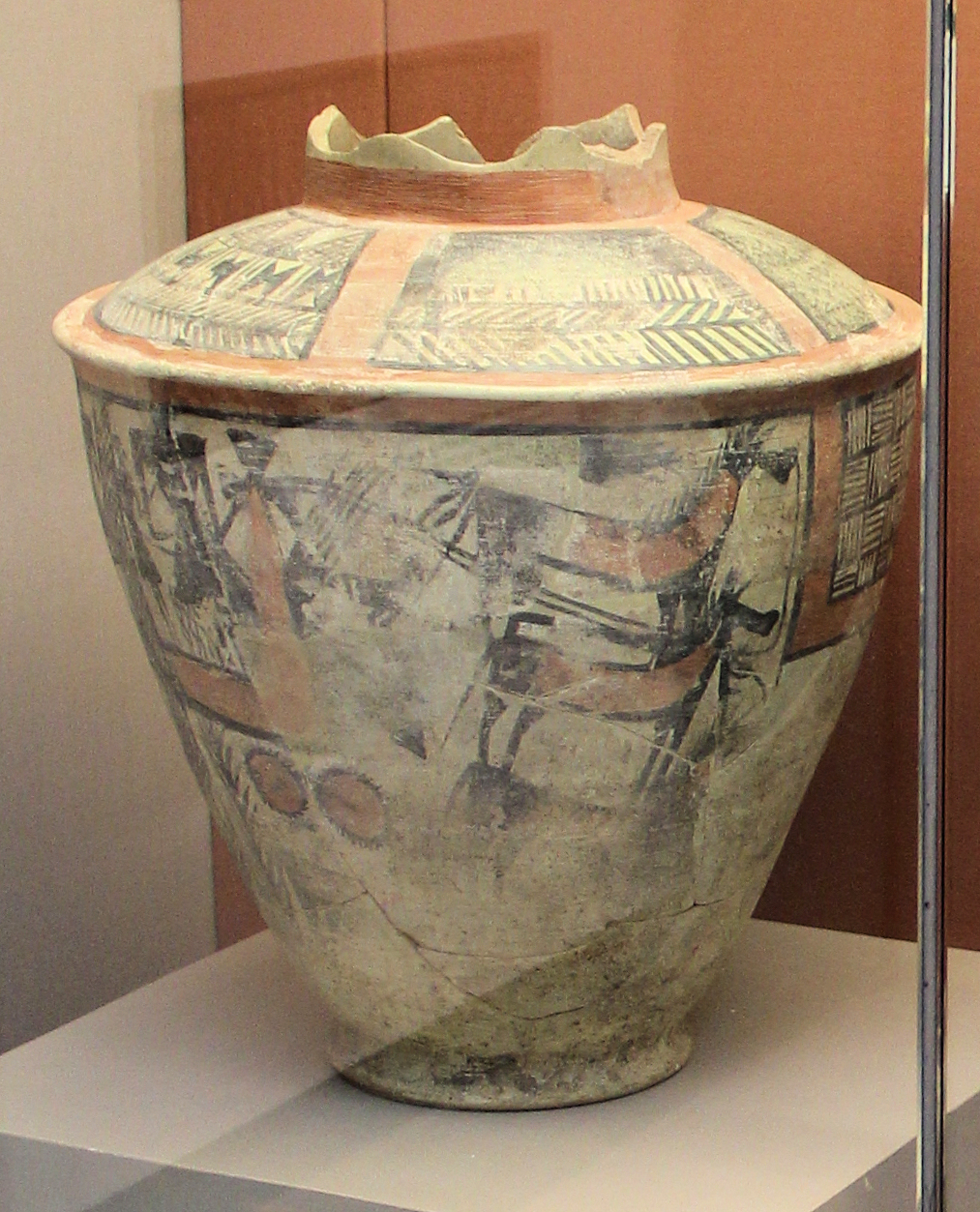
Dzban zaliczany do grupy tzw. „Szkarłatnych Naczyń”, Chafadżi, ok. 2800–2600 p.n.e. Muzeum Brytyjskie

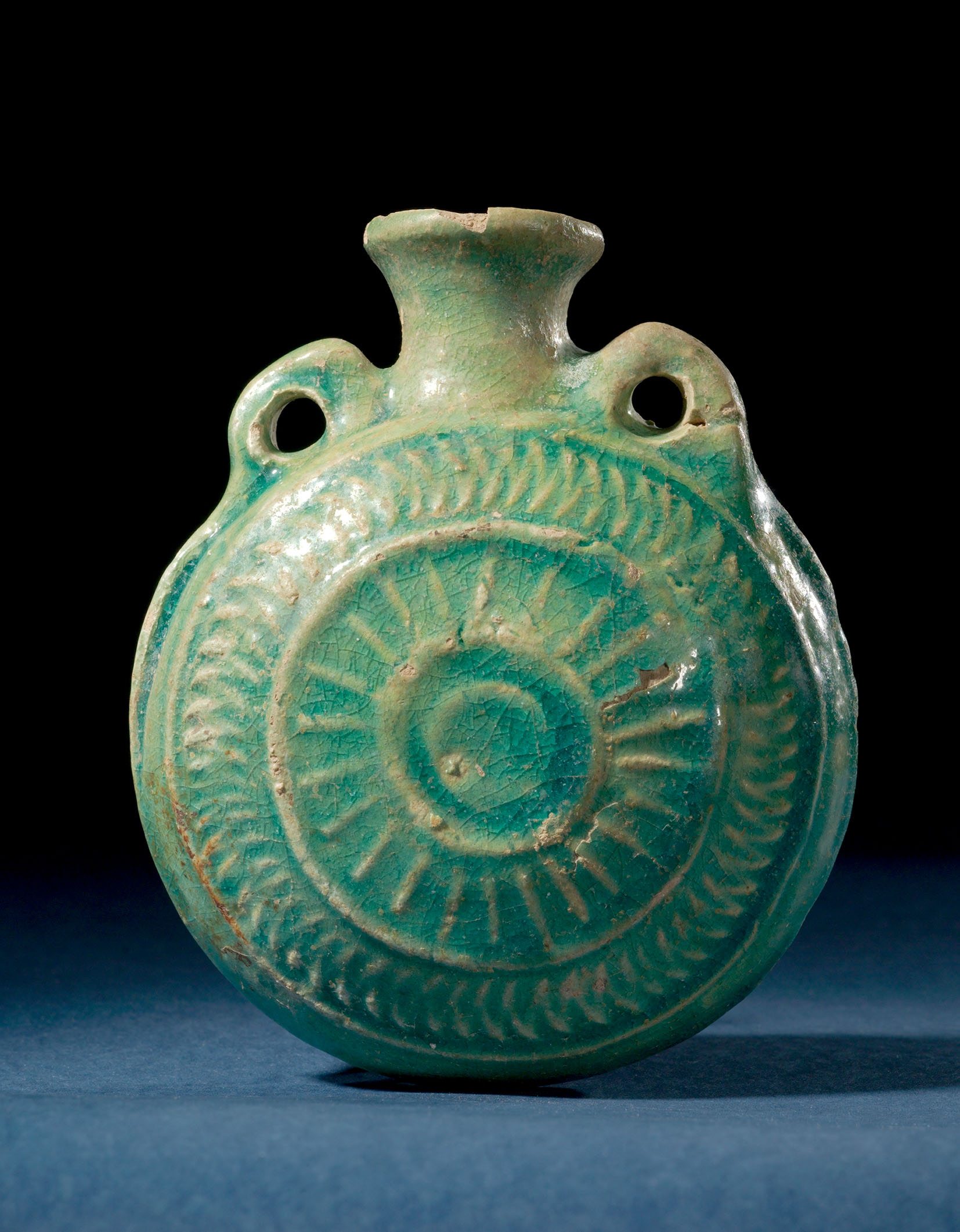
Butla pielgrzyma pokryta glazurą w kolorze „partyjskiej zieleni”, Mezopotamia, I w. p.n.e.–II w. n.e. Muzeum Pergamońskie

Region Bliskiego Wschodu, zwłaszcza zaś starożytne cywilizacje Mezopotamii i Egiptu, były miejscem gdzie po raz pierwszy pojawiło się wiele przełomowych osiągnięć ludzkości, również w dziedzinie ceramiki. Najwcześniejsza mezopotamska ceramika wiązana jest z kulturą Hassuna (VI tysiąclecie p.n.e.), zaś w nieco późniejszej kulturze Samarra naczynia są już dekorowane skomplikowanymi motywami geometrycznymi oraz przedstawieniami zwierząt i ludzi (zobacz ilustracja). Ceramika kultury Halaf była znacznie bardziej wyrafinowana niż wcześniejsza produkcja i bez wątpienia tworzona przez profesjonalnych rzemieślników. W jej ramach powstały pierwsze naczynia wielobarwne (polichromowane), w kolorze czerwonym, czarnym i białym (zobacz ilustracja). Z kulturą Ubajd wiązana jest m.in. ceramika z Suzy, która charakteryzowała się wyjątkowym bogactwem dekoracji. Stanowi ona również jeden z przykładów kulturowego oddziaływania pomiędzy Mezopotamią a Iranem, który absorbując zachodnie innowacje, zaczął jednocześnie tworzyć własną tradycję ceramiczną.
Pod koniec okresu Ubajd pojawiły się pierwsze naczynia toczone na kole garncarskim. Najsłynniejsza ceramika okresu wczesnodynastycznego to tzw. Szkarłatne Naczynia, znajdowane w regionie Dijali, wykonywane za pomocą doskonałej czerwieni i czasami opatrzone rozbudowaną dekoracją, przedstawiającą sceny z udziałem ludzi i zwierząt (zobacz ilustracja). W II tysiącleciu p.n.e. zaczęto używać glazury, początkowo jednak w ceramice architektonicznej. Pierwsze szkliwa miały charakter alkaliczny – przypuszczalnie robiono je z popiołu roślinnego i mineralnego, piaskowca i okruchów kryształu górskiego, do których następnie dodawano barwniki mineralne sprawiające, że mogły one imitować kamienie szlachetne i półszlachetne. Barwa pochodziła od związków miedzi, dominowały zaś różne odcienie niebieskości: od granatowego aż po zieleń. Użycie glazury na naczyniach stało się znacznie powszechniejsze w okresie partyjskim, przy czym charakterystyczna „partyjska zieleń” (zobacz ilustracja) pozostawiała niewiele miejsca na dekorację powierzchni, co mogło być jednym z powodów silnego wyczucia samego kształtu w partyjskiej ceramice.
Egipska ceramika osiągnęła wysoki poziom artystyczny już w okresie predynastycznym (zobacz ilustracja dzbana z okresu Nagada II). Najwcześniejsze formy dekoracji przybierały postać geometrycznych lub stylizowanych zwierząt oraz motywów scenicznych malowanych za pomocą białej polewy na czerwonym czerepie. Naczynia często były zakończone stożkowo, co wynika z faktu, iż były ustawiane bezpośrednio na piasku, brakowało im również uch, zastępowanych nasadkami do przytrzymywania. Późniejsza produkcja pozostawała przy tym stosunkowo mało różnorodna, przynajmniej do okresu panowania XXVI dynastii, kiedy można zaobserwować pewne wpływy greckie. Wraz z rozwojem egipskiej cywilizacji stopniowo wzrastała ilość używanych przez garncarzy technologii, przy czym pomysłowość Egipcjan sprawiła, iż uważa się ich za „chemików starożytnego świata ceramiki”. Najstarszym z wprowadzonych przez Egipcjan do ceramiki materiałów był tzw. egipski fajans (jego nazwa jest myląca, ponieważ pod względem składu nie ma on nic wspólnego z późniejszym fajansem). Powstał on w IV tysiącleciu p.n.e. z połączenia ze sobą skruszonego kwarcu (niemal czystej krzemionki) i alkalicznego szkliwa, któremu związki miedzi nadawały barwy przechodzące od niebieskiego do zielonego. Pod względem chemicznym ta substancja była najbardziej zbliżona do szkła, jednak w okresie rzymskim zaczęto do niej dodawać glinę. Materiałem pokrewnym z egipskim fajansem jest fryta, która zawiera więcej krzemionki, używana przez Egipcjan przede wszystkim do tworzenia mniejszych przedmiotów. W okresie muzułmańskim miała ona posłużyć do stworzenia masy frytowej (zobacz poniżej). W Egipcie rozwinięto również glazurę ołowiową, która prawdopodobnie została wynaleziona w Mezopotamii, jednak odgrywała tam rolę jedynie marginalną. Glazury ołowiowe na ceramicznych naczyniach pojawiają się w ostatnich stuleciach istnienia Egiptu faraonów (ok. 750–332 p.n.e.). Egipt jest również miejscem w którym znaleziono najwcześniejsze przykłady zastosowania tlenku kobaltu, najsilniejszego z tlenków pod względem siły zabarwienia, którego użycie pozwoliło na powstanie tzw. Niebieskiej ceramiki (zobacz ilustracja) w okresie Nowego Państwa.

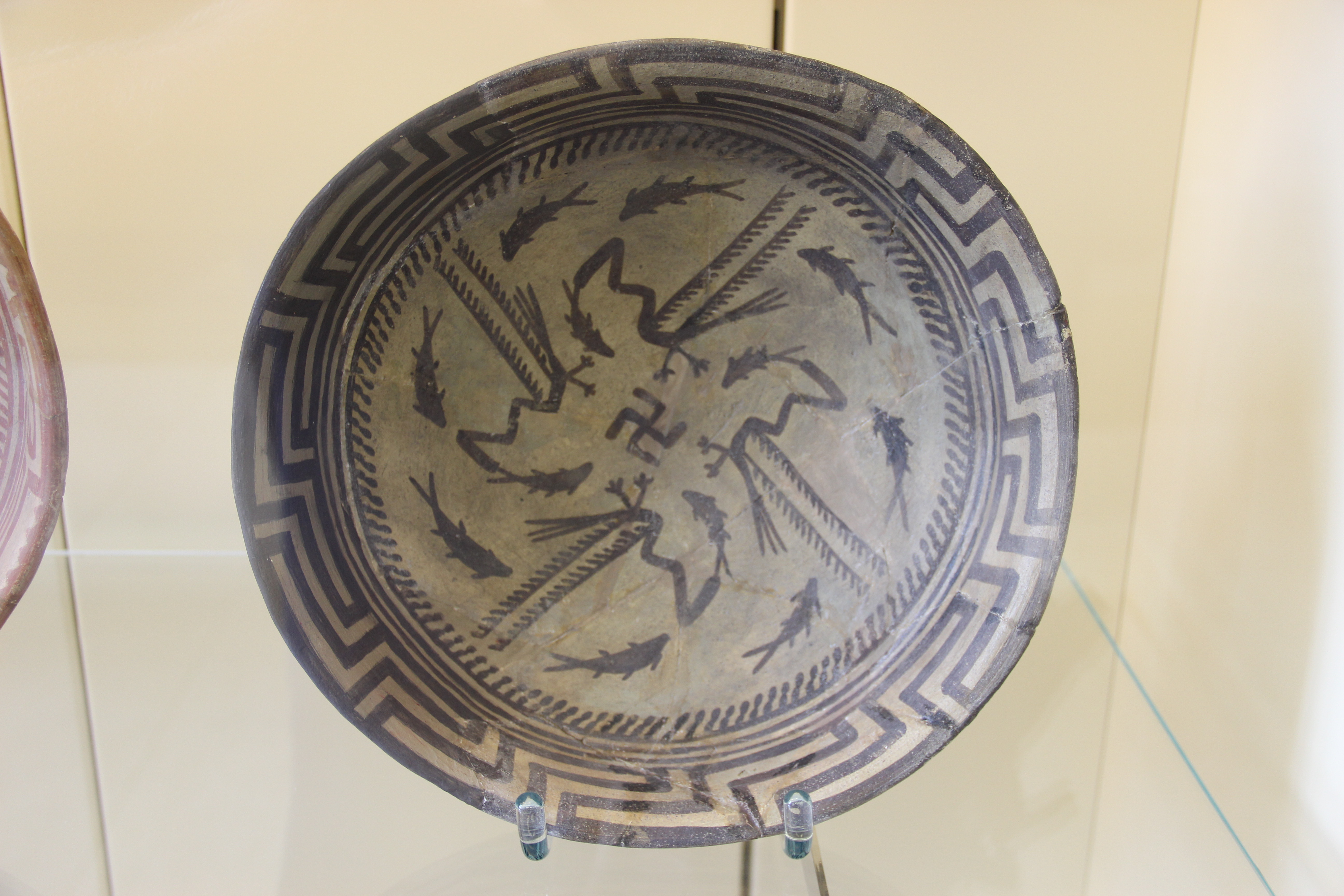
Misa z przedstawieniem swastyki i ryb. Kultura Samarra, ok. 6200–5800 p.n.e. Muzeum Pergamońskie
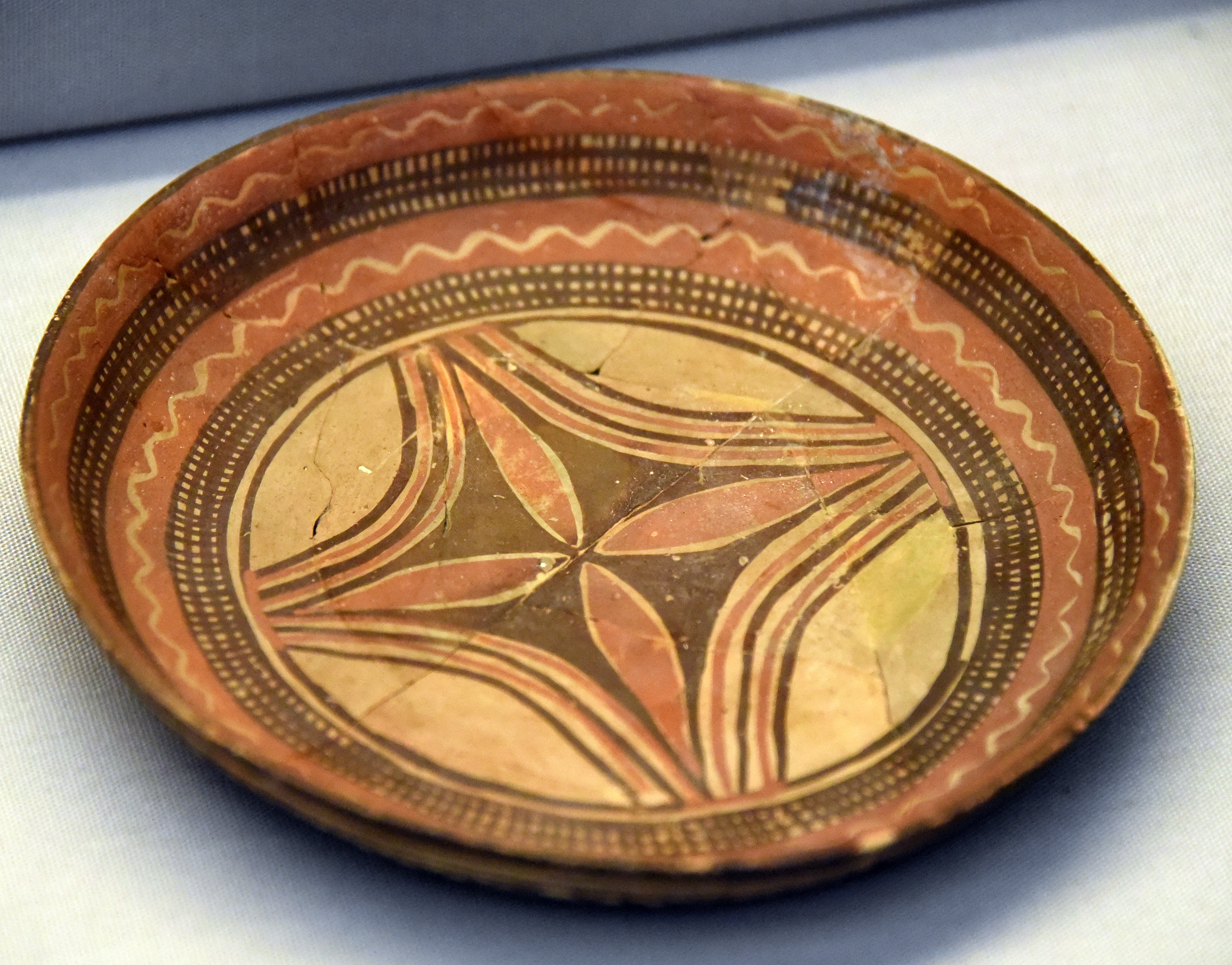
Trójkolorowy talerz. Kultura Halaf, VI tysiąclecie p.n.e. Muzeum Brytyjskie
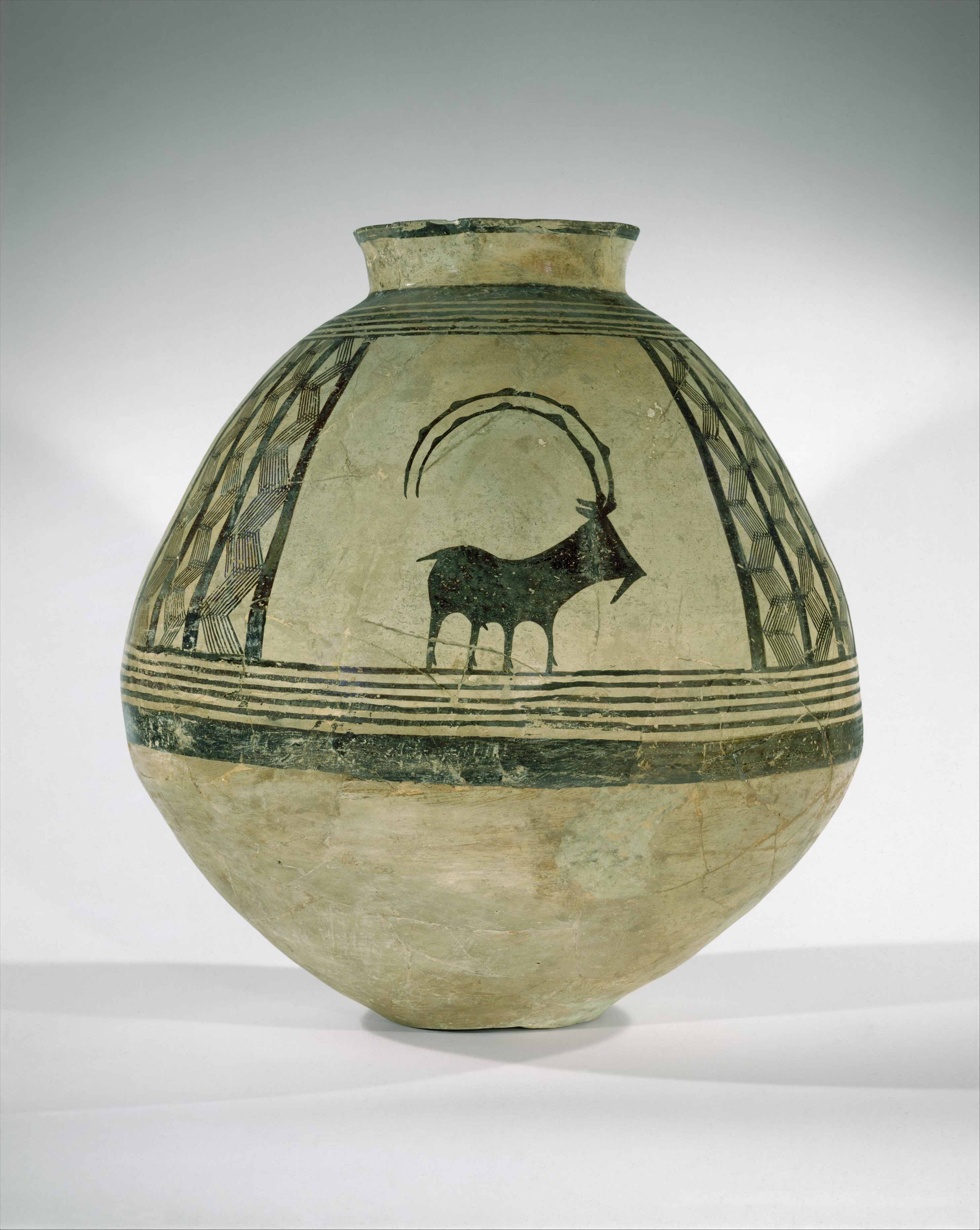
Dzban dekorowany obrazem górskiej kozy. Centralny Iran, ok. 4000–3600 p.n.e. Metropolitan Museum of Art
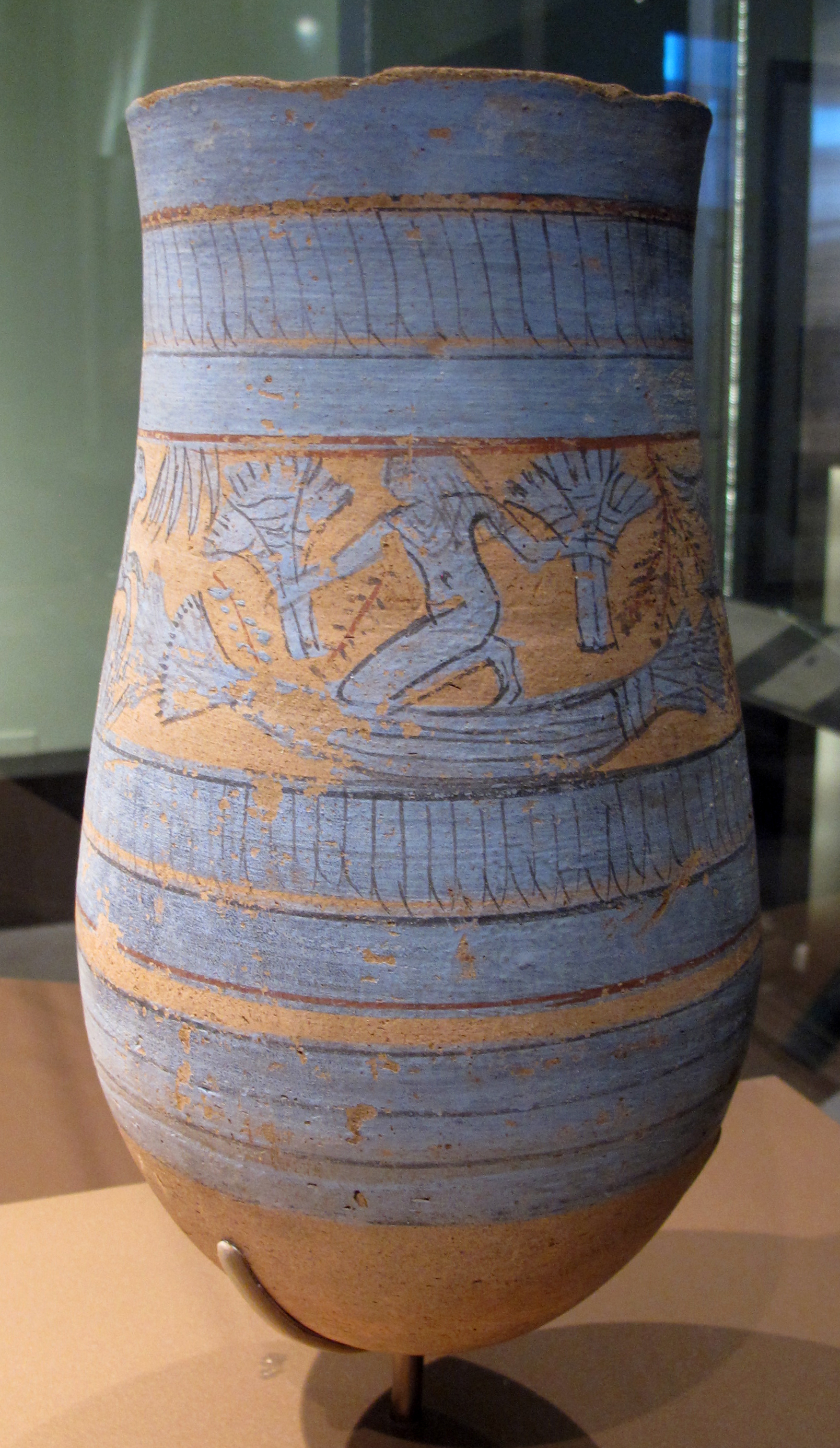
Waza z niebieską dekoracją przedstawiającą scenę narodzin na bagnach pierwszego boga wykonaną za pomocą tlenku kobaltu. Egipt, panowanie Amenhotepa III, Brooklyn Museum
Dzban z wysoką szyjką wykonany z egipskiego fajansu. Rzymski Egipt, 30 p.n.e.–395 n.e. Cleveland Museum of Art

### Grecja i Rzym

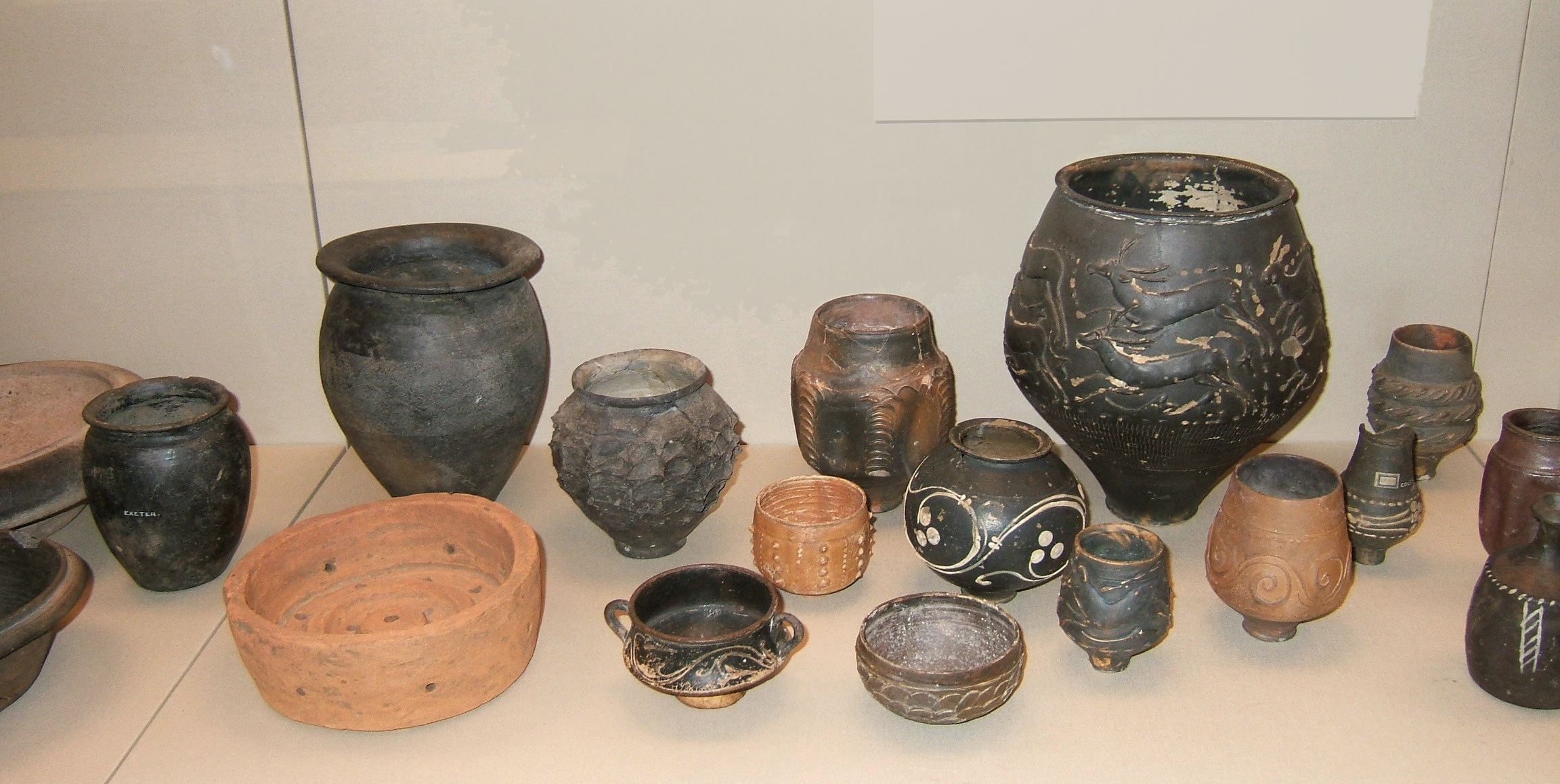
Różne naczynia używane w rzymskiej Brytanii, I–IV w. n.e. Muzeum Brytyjskie

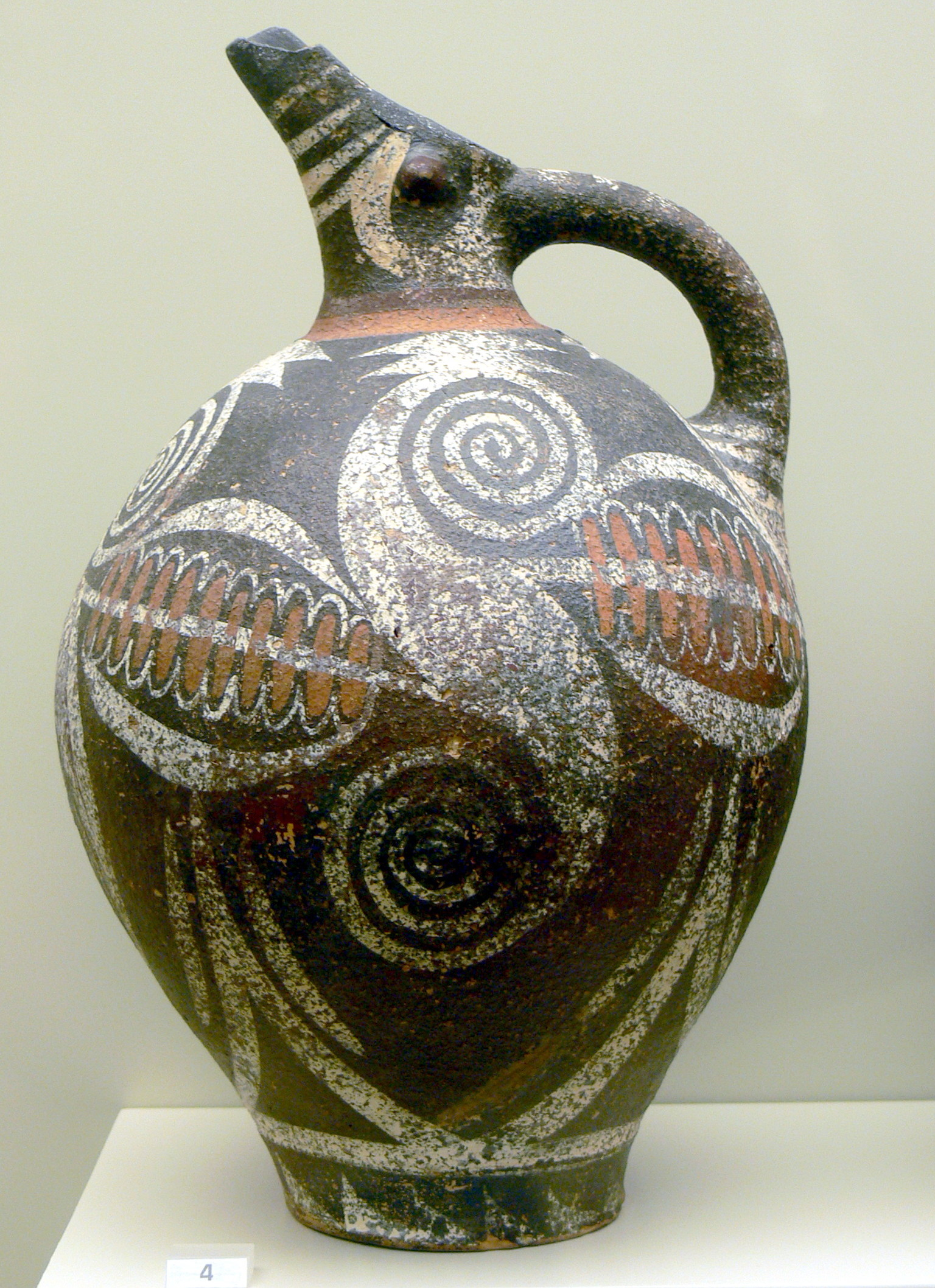
Waza Kamares. Kreta, ok. 2100 p.n.e. Muzeum Archeologiczne w Heraklionie

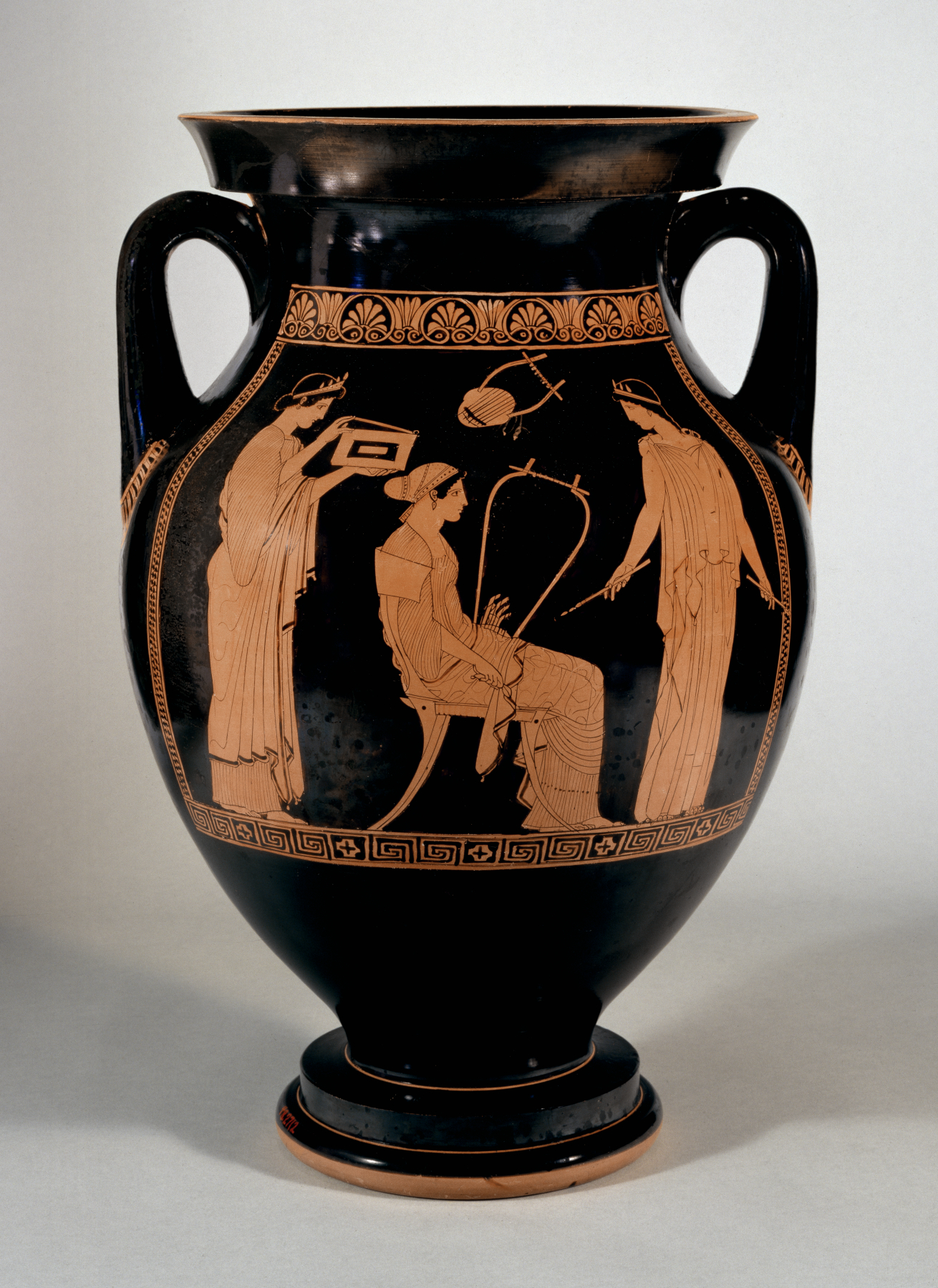
Amfora w stylu czerwonofigurowym ze sceną muzyczną przypisywaną Malarzowi Niobidów, ok. 460–450 p.n.e. Walters Art Museum

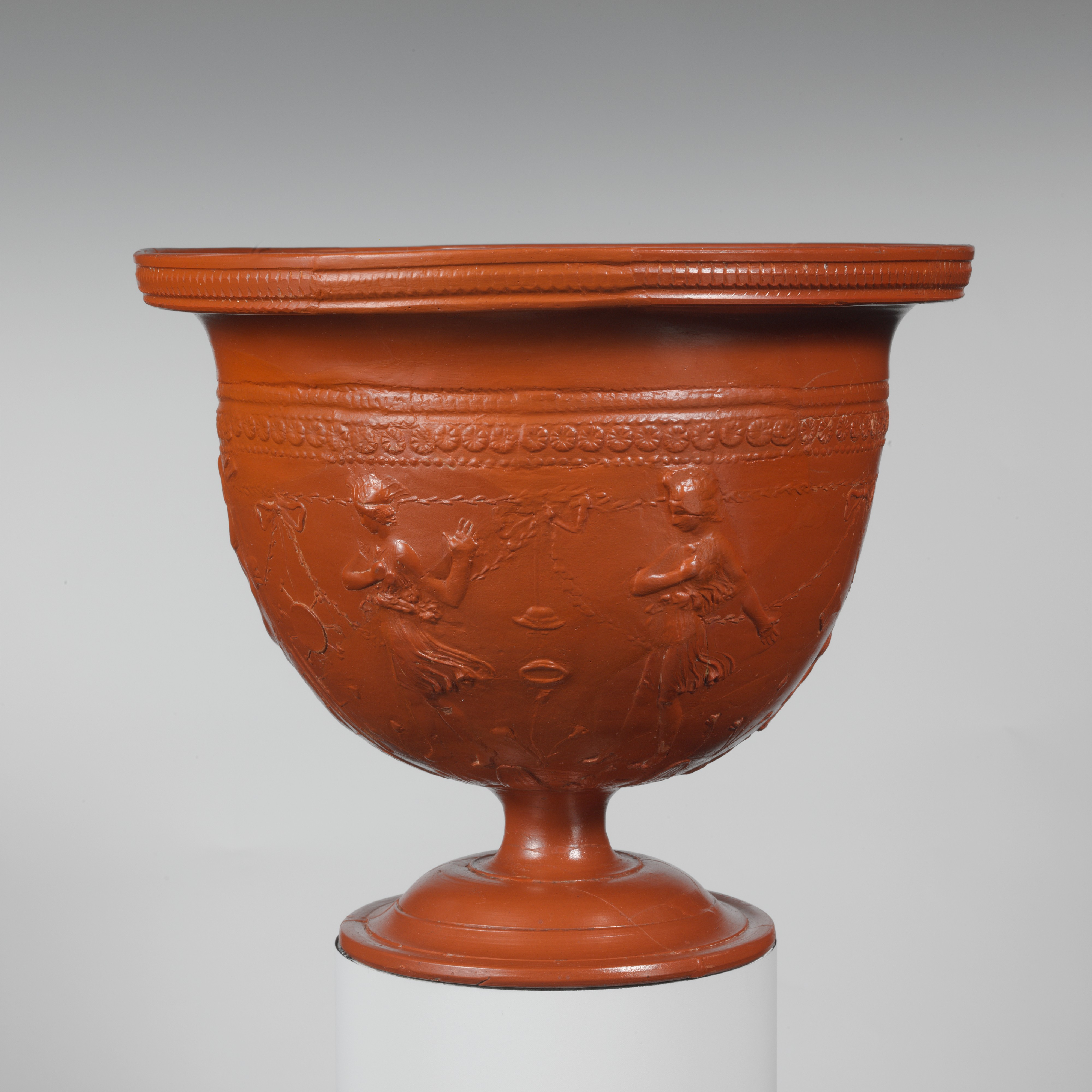
Wykonany z odlewu puchar typu terra sigillata należący do Perenniusa Tigranusa, ok. 10 p.n.e. do 10 n.e. Metropolitan Museum of Art

Geograficznie Starożytna Grecja stanowiła luźno powiązany zespół wysepek i otoczonych morzem krain, który z jednej strony był wystarczająco blisko starych cywilizacji Bliskiego Wschodu, by łatwo przyswajać ich zdobycze, z drugiej zaś był na tyle trudno dostępny, że inwazja na niego była niezwykle trudnym przedsięwzięciem. Pierwsze cywilizacje w tym regionie powstały na wyspach Morza Egejskiego i wraz z nimi pojawiła się również ceramika. Z kulturą cykladzką kojarzone są tzw. cykladzkie figurki, wykonywane z marmuru, ale również terakoty. Najbogatsza cywilizacja epoki brązu rozwinęła się na Krecie, zaś jednym z jej szczytowych osiągnięć były wazy Kamares, dekorowane za pomocą kolorowych wzorów o naturalistycznym charakterze. Przemiana liści, drzew, muszli, kwiatów czy ryb w ornament jest jednym z największych osiągnięć sztuki kreteńskiej, które zostało podchwycone przez ceramików kultury mykeńskiej. To pośród ich naczyń, tworzonych już w kontynentalnej Grecji, można zaobserwować początek ewolucji, która doprowadziła do powstania takich typowo greckich form jak amfora, krater czy puchar na wino.
Po upadku cywilizacji mykeńskiej w Grecji nastąpił okres wieków ciemnych, pod koniec którego w ceramice zaczął rozwijać się styl geometryczny, charakteryzujący się pozostawianiem pasów w kolorze gliny oraz innymi silnie skonwencjonalizowanymi geometrycznymi motywami, którym towarzyszyły sylwetki zwierząt i motywy figuralne. Względna monotonia stylu geometrycznego została przezwyciężona wraz z pojawieniem się w VII w. p.n.e. stylu orientalizującego, który wiązał się z otwarciem na obce wpływy w epoce kolonizacji. W dekoracji pojawiły się wschodnie fantastyczne zwierzęta, takie jak gryf czy chimera, zaś „monotonię czarno–białych lub brązowo–kremowych naczyń stylu geometrycznego zastąpiły barwy: biała, czerwona, fioletowa, oliwkowa i żółta. Rysunek dodatkowo był ożywiany przez wprowadzenie linii rytych”. Najsłynniejsza grecka ceramika wiąże się z powstaniem techniki dekoracji w tzw. stylu czarnofigurowym, później zaś czerwonofigurowym. Oba były możliwe dzięki wytworzeniu w piecu atmosfery redukcyjnej, która prowadziła do pozostawienia czarnej powierzchni wcześniej wypalonego w atmosferze utleniającej naczynia w miejscach pokrytych grubszą warstwą firnisu, podczas gdy te pokryte cieńszą warstwą robiły się czerwone. W stylu czarnofigurowym do tworzenia dekoracji wykorzystywano czarną powierzchnię naczynia i był on sztuką sylwetki, gdzie detale przypominających cienie postaci ryto w czarnym firnisie, odsłaniając barwę podłoża. Styl czerwonofigurowy był niejako odwróceniem poprzedniego, przy czym korzystanie z czerwonej powierzchni naczynia, na którą nanoszono czarny rysunek, pozwoliło na bardziej naturalistyczne odwzorowanie ludzkich postaci i przedstawienie większej ilości szczegółów. Chociaż proces redukcji nie został wynaleziony przez Greków, to jako pierwsi wykorzystali go do stworzenia wyrafinowanej dekoracji. Poza tym jednak ich ceramika nie była szczególnie zaawansowana pod względem technicznym, opierając się na wypalanych w maksymalnej temperaturze 950 ℃ naczyniach o czerepie porowatym, które pozbawione były glazury. Grecy tworzyli również ceramiczne figurki (zobacz koroplastyka), z których najsłynniejsze pozostają wywodzące się z Beocji figurki tanagryjskie, przedstawiające zazwyczaj elegancko ubrane ówczesne kobiety.
Najsłynniejsza rzymska ceramika, terra sigillata, opierała się zasadniczo na tej samej technologii co ceramika grecka, jednak Rzymianie wypalali naczynia w całości na czerwono. Rezygnacja z kolorystycznego zróżnicowania powierzchni naczynia oznaczała, że dekoracja miała charakter reliefowy. Naczynia terra sigillata były produkowane w sposób masowy za pomocą technologii polegającej na sporządzeniu wklęsłych form z wypalonej gliny, przy czym połyskującą powierzchnię o czerwonej barwie uzyskiwano dzięki cienkiej warstwie specjalnie szlamowanej gliny, czyli pewnego rodzaju angoby (reliefowa dekoracja była również wykonywana za pomocą techniki barbotine). Najważniejszym ośrodkiem produkcji terra sigillata było Arretium (dzisiejsze Arezzo), stąd mówi się czasami o ceramice aretyńskiej. W I w. p.n.e. terra sigillata zaczęto produkować również w  Afryce Północnej, a później także w Galii i Nadrenii. Podobnie stało się z masowo wytwarzanymi przez rzymskich garncarzy terakotowymi lampkami oliwnymi, przy czym w Galii z ich wyrobu zasłynęło Lugdunum. Rzymska ceramika była wytworem raczej produkcji przemysłowej, niż artystycznej. W ramach rzymskiego imperium istniało jednak wiele regionalnych tradycji ceramicznych, które trudno ująć w jedną generalizującą formułę. W rzymskiej Germanii, Galii i Brytanii wytwarzano lokalną ceramikę o dekoracji reliefowej. Na Wschodzie w I wieku p.n.e. pojawiła się ceramika z glazurą ołowiową, którą zaadaptowano z Egiptu, jednak zastosowano do klasycznych greckich naczyń, takich jak skyfos (zobacz ilustracja). Chociaż jej produkcja była niewielka w porównaniu z masową wytwórczością naczyń typu terra sigillata, to jednak rozprzestrzeniła się na wiele prowincji cesarstwa, docierając nawet do Brytanii. W nowej stolicy cesarstwa, Konstantynopolu, stanowiła standardową zastawę, zaś w VIII-wiecznej Anatolii była prawdopodobnie podstawową glazurowaną ceramiką. W Egipcie wytwarzano naczynia z fajansu. W sumie rzymska ceramika miała prawdziwie imperialny charakter, tzn. odzwierciedlała mnogość kultur i tradycji jednoczącego wiele ludów cesarstwa.

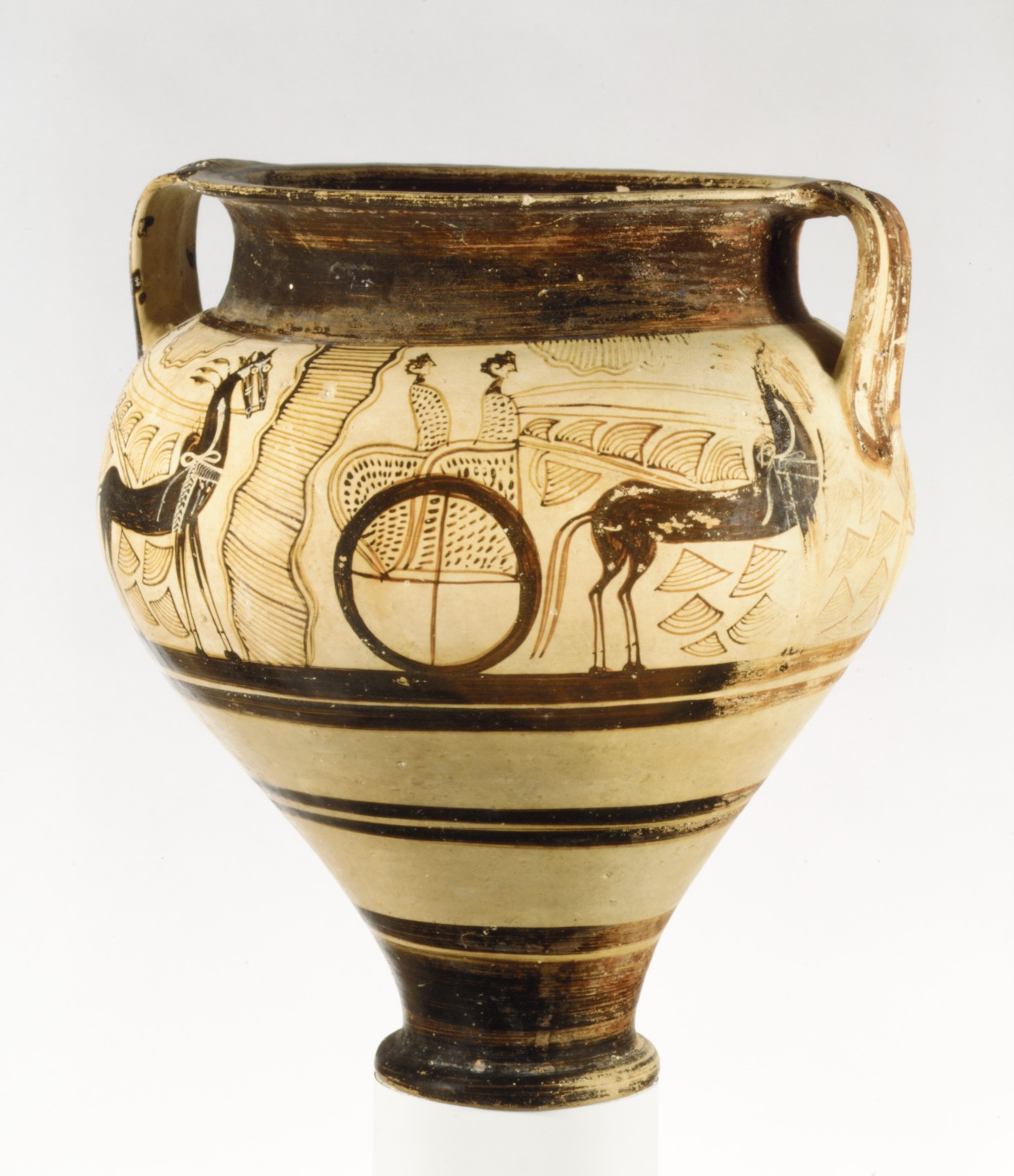
Krater z rydwanami, Mykeńska Grecja, ok. 1375–1350 p.n.e. Metropolitan Museum of Art
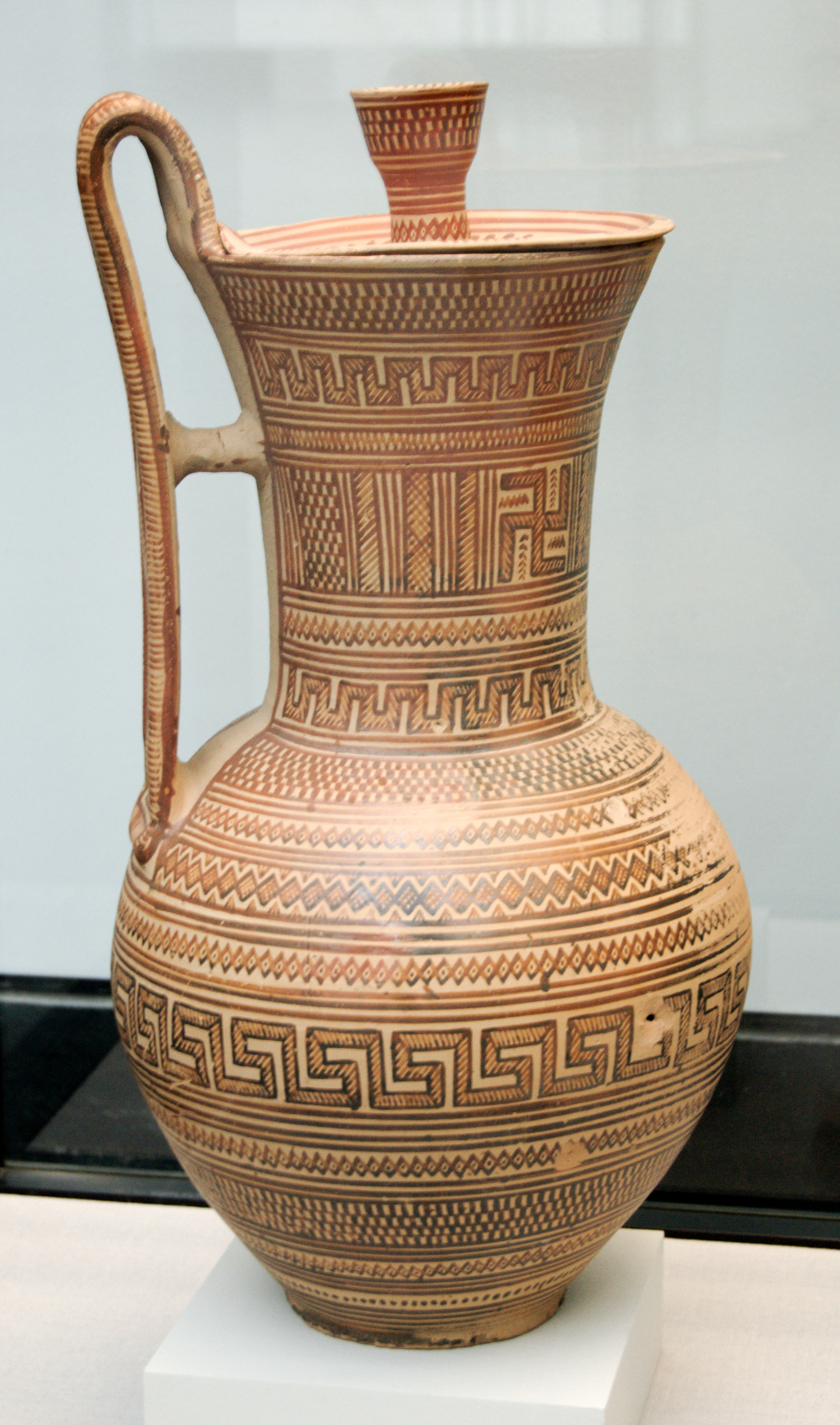
Dzban w stylu geometrycznym. Attyka, ok. 740 p.n.e. Staatliche Antikensammlungen
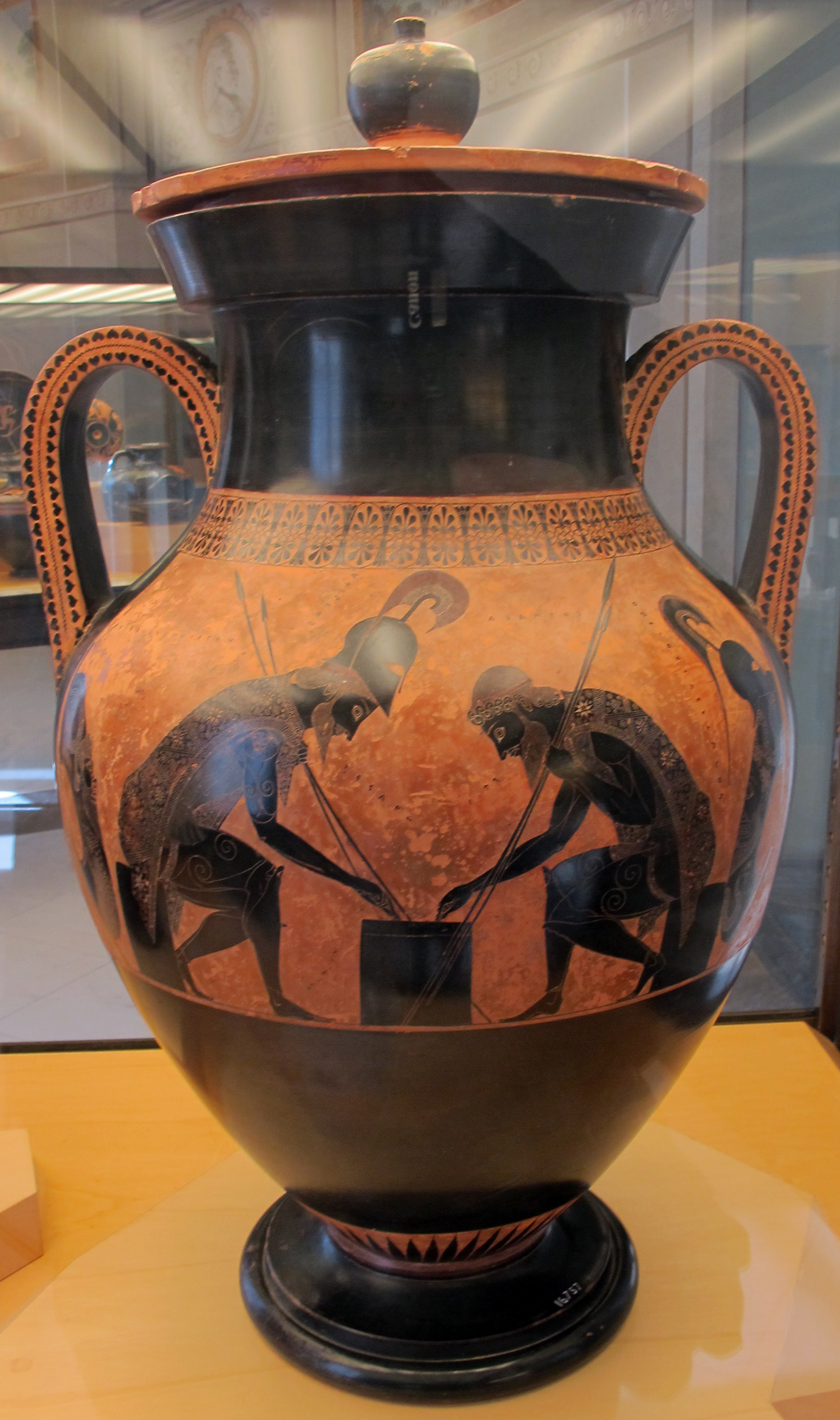
Amfora w stylu czarnofigurowym z przedstawieniem Achillesa i Ajaksa grających w kości wykonana przez Eksekiasa, ok. 540–530 p.n.e. Gregoriańskie Muzeum Etruskie
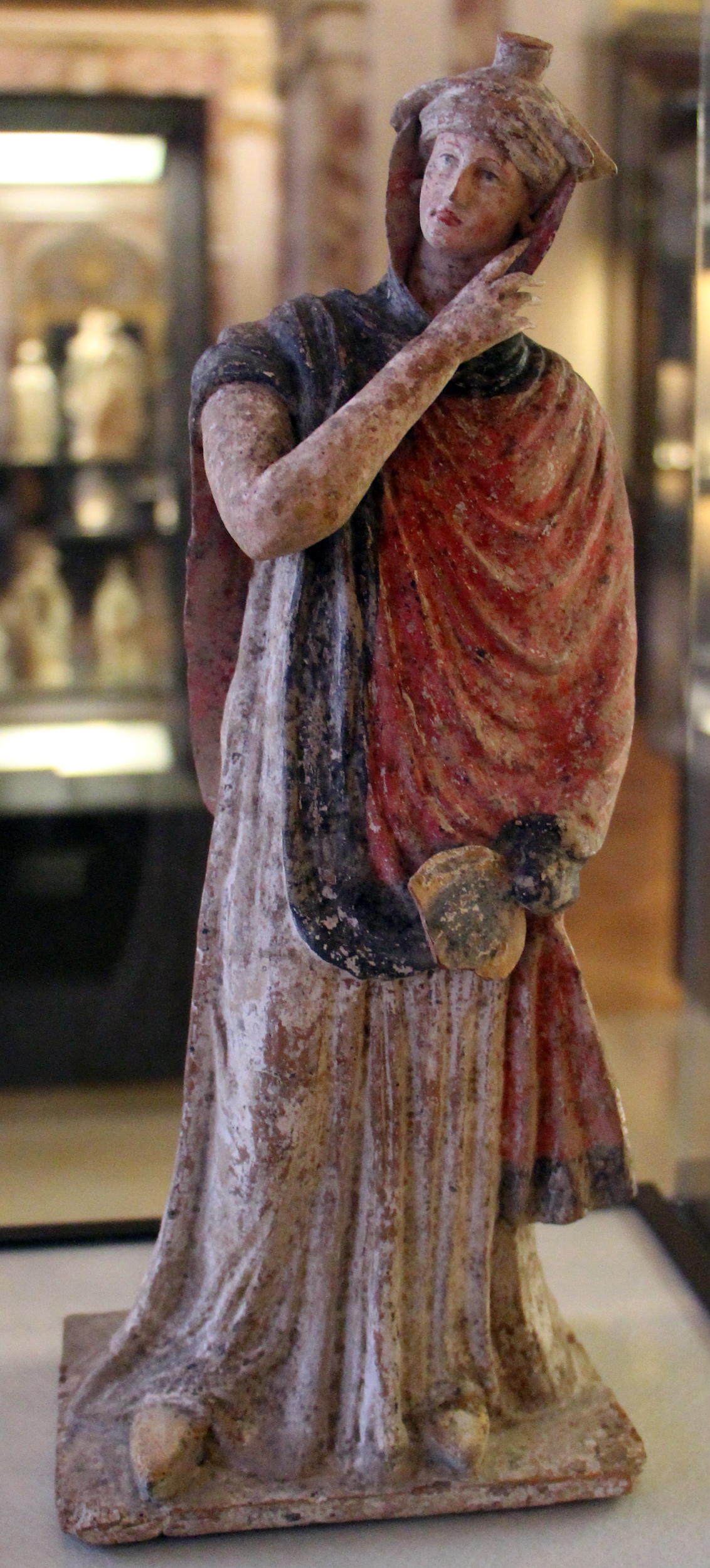
Figurka tanagryjska, Grecja, ok. 350 p.n.e. Luwr
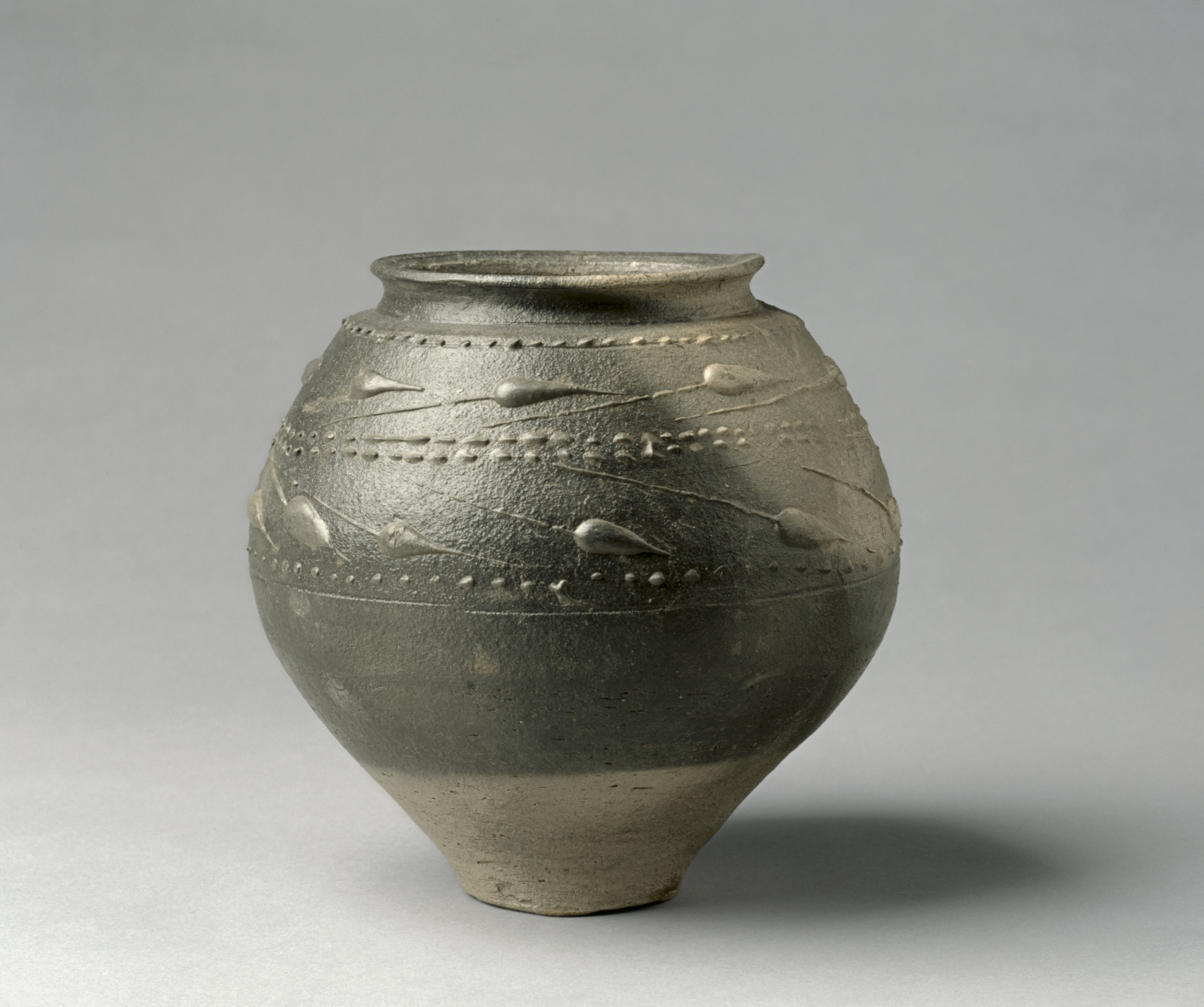
Dzban z dekoracją reliefową wykonaną w technice barbotine. Kolonia, 25–50. Cleveland Museum of Art

### Ceramika świata islamu i jej wpływ w Europie

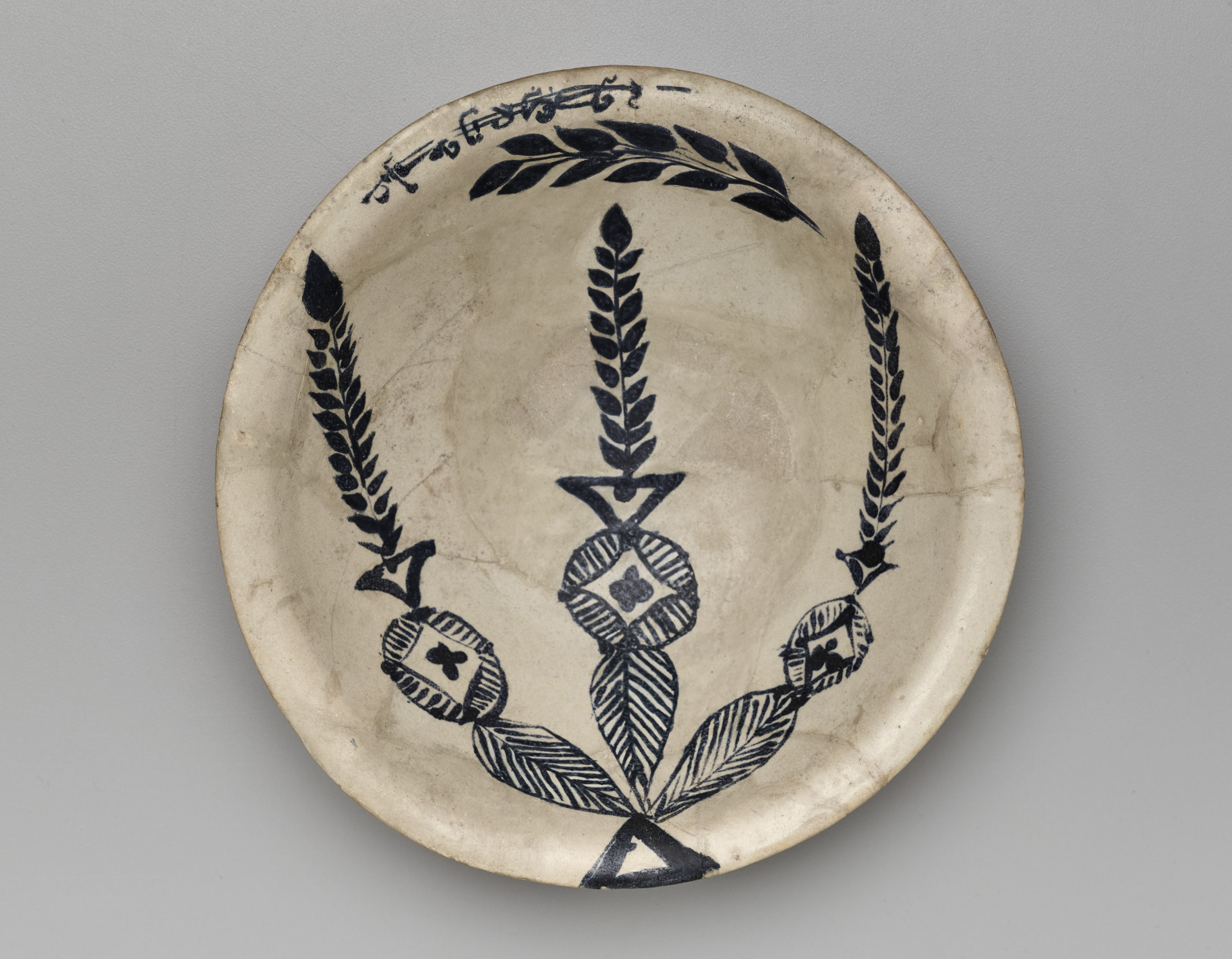
Misa malowana na niebiesko na nieprzezroczystej białej glazurze cynowej. Irak, IX w. Dallas Museum of Art

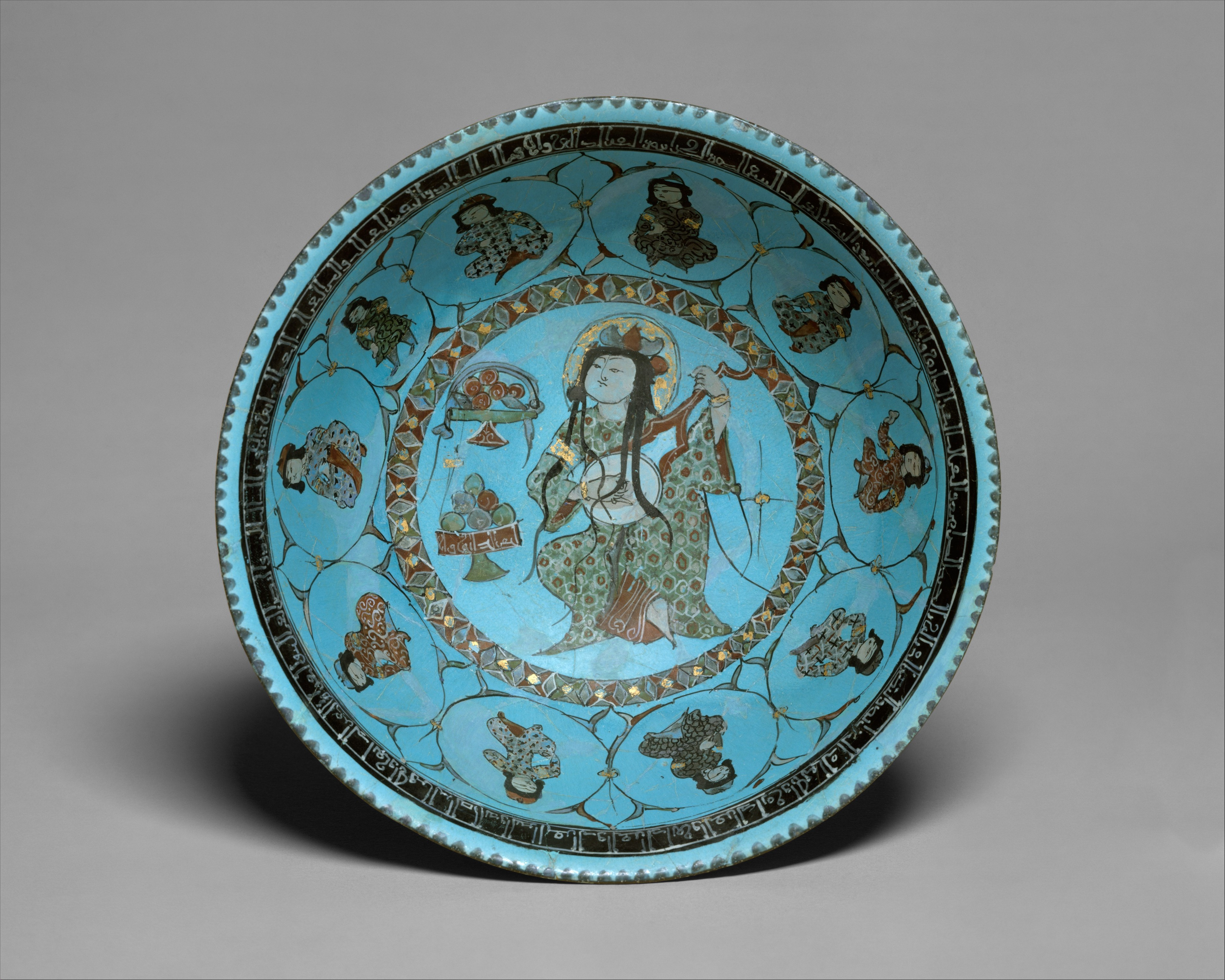
Emaliowana (pers. minai) misa z lutnistą i publicznością. Iran, przełom XII i XIII wieku. Metropolitan Museum of Art

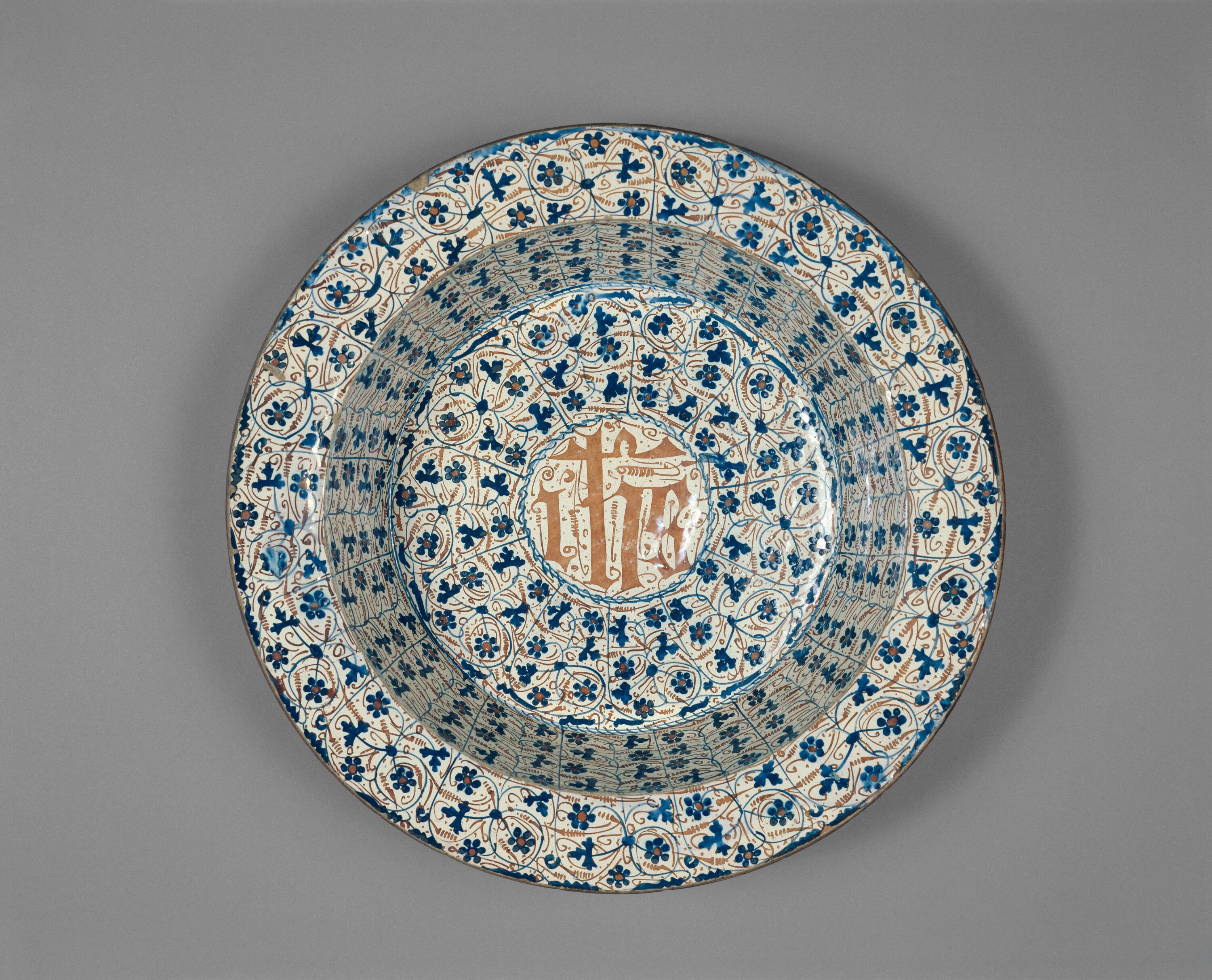
Misa z monogramem IHS używanym na oznaczenie zwrotu Iesus Hominum Salvator – Jezus Zbawcą Ludzkości, kojarzonym z Bernardynem ze Sieny. Prawdopodobnie Manises, ok. 1450. J. Paul Getty Museum

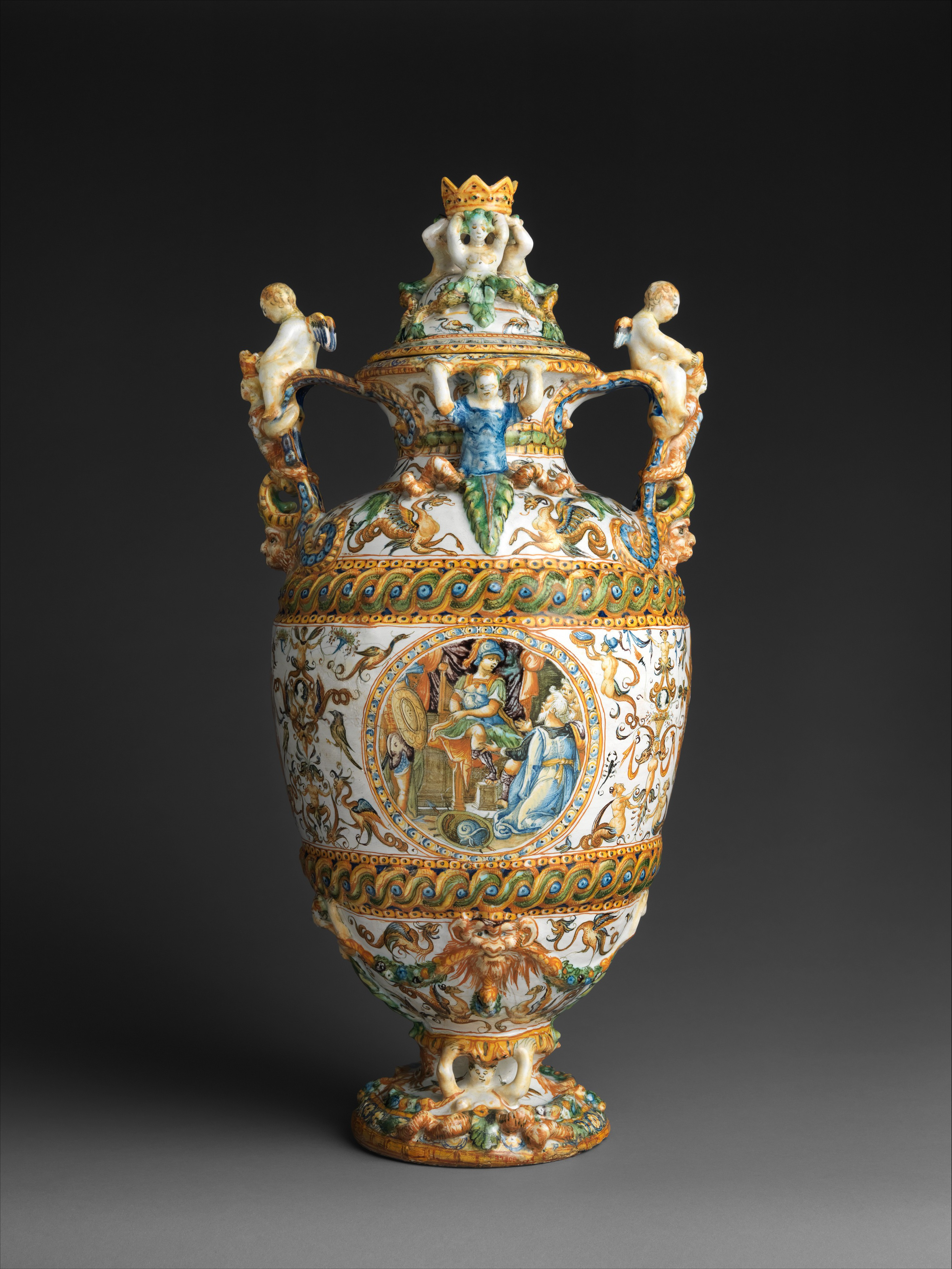
Dzban apteczny ze scenami z kampanii Juliusza Cezara wykonany w warsztacie rodziny Patanazzi. Urbino, 1581. Metropolitan Museum of Art

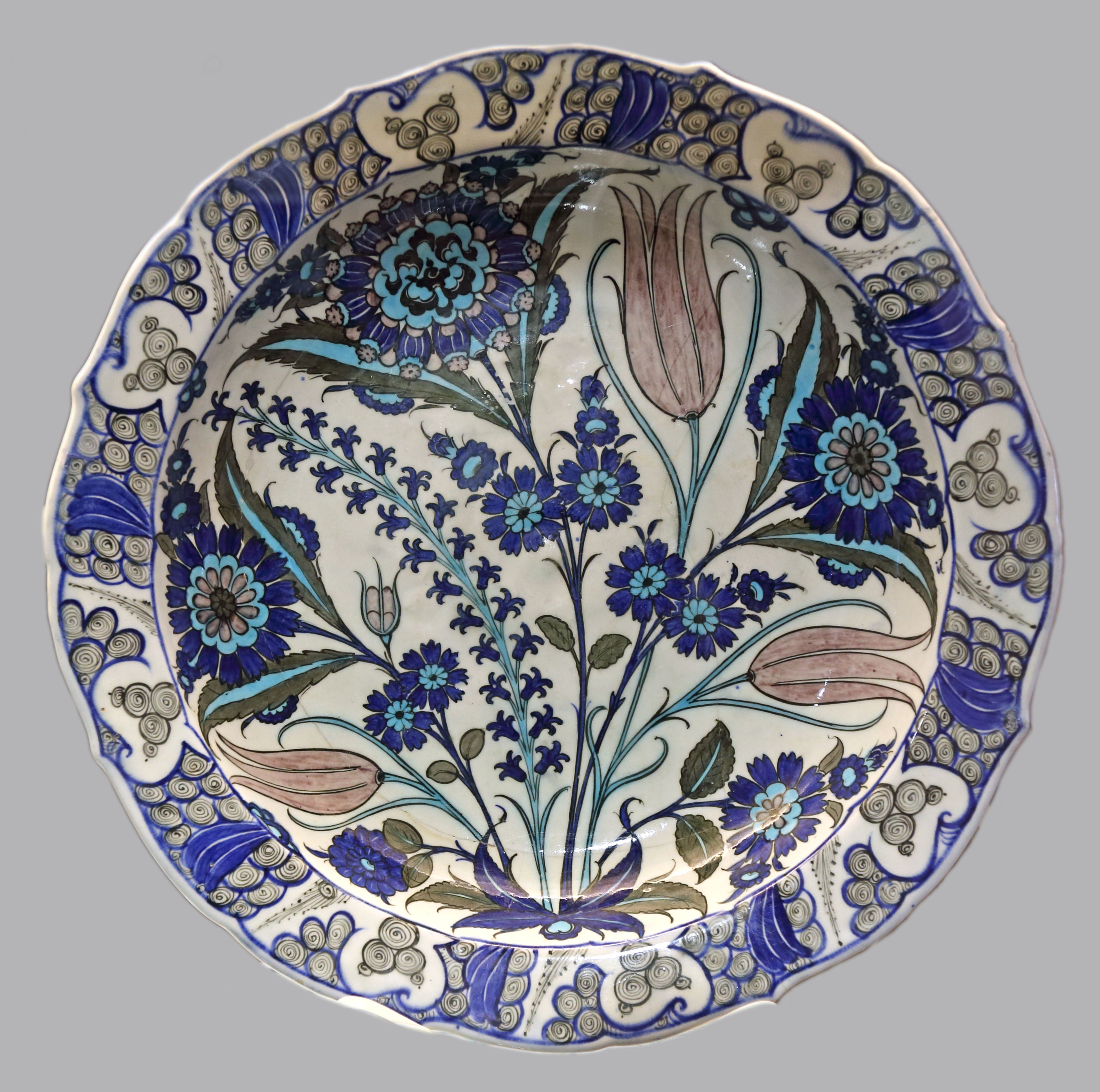
Talerz z malowaną podszkliwnie dekoracją z róż, hiacyntów i tulipanów. İznik, ok. 1550–1560. Muzeum Brytyjskie

Koniec Cesarstwa Rzymskiego pociągnął za sobą upadek jego przemysłu ceramicznego. Naczynia typu terra sigillata zniknęły, ale na Zachodzie przetrwała technologia wytwarzania glazury ołowiowej, która „stała się typową europejską glazurą użytkową i była prawdopodobnie najczęściej używaną recepturą pomiędzy wiekiem VII a końcem wieku XVIII”. Generalnie produkcja ceramiki straciła swój profesjonalny charakter i cofnęła się do poziomu wytwarzania wyrobów na własny użytek. Nawet kiedy w pełnym średniowieczu ponownie rozprzestrzeniły się garncarskie warsztaty, nie zmienia to faktu, że wraz z upadkiem imperium europejska ceramika ponownie rozpadła się na wiele lokalnych tradycji, które nie poddają się łatwemu uogólnieniu. W XIX i na początku XX wieku dla niektórych ceramików (choćby Bernarda Leacha) średniowieczne garncarstwo stało się synonimem lokalnej autentyczności, którą przeciwstawiali przemysłowej ceramice ich własnych czasów. Jednak najsilniejszy impuls dla dalszego rozwoju europejskiej kultury ceramicznej przyszedł z zewnątrz i wiązał się z powstaniem na obrzeżach Europy nowej cywilizacji, zbudowanej wokół nowej religii, islamu.
Ceramika nowego muzułmańskiego kalifatu początkowo kontynuowała tradycje podbitych przez Arabów ludów, co w Iraku oznaczało nieprzerwaną produkcję naczyń z glazurą alkaliczną, zaś w innych regionach wytwarzanie nieszkliwionej ceramiki o czerepie porowatym. Jednak w stosunkowo krótkim czasie te naczynia ustąpiły miejsca nowej glazurowanej ceramice, której produkcja rozprzestrzeniła się na cały świat islamu. Nastąpiło przy tym przejście od zwykłego glazurowania już istniejących naczyń do tworzenia ceramiki opartej na glazurze, zaprojektowanej i tworzonej w taki sposób by uwypuklić potencjał kolorowego, lśniącego wzoru. Ta integracja glazury i ornamentu oznaczała nową koncepcję ceramiki. Początkowo stosowano głównie szkliwo ołowiowe oraz w mniejszym stopniu alkaliczne, jednak prawdziwym przełomem okazało się wynalezienie szkliwa cynowego, za pomocą którego na powierzchni naczynia uzyskiwano nieprzezroczystą białą glazurę, która ogromnie zwiększała potencjał dekoracji. Była to próba imitacji białej porcelany, która wówczas zaczęła docierać do krajów islamu z Chin, i nowa glazura wkrótce pozwoliła na powstanie takich nowych form dekoracji jak malowanie na niebiesko i malowanie lustrem. Obie te techniki narodziły się w IX wieku w abbasydzkim Iraku i początkowo miejscowi ceramicy utrzymywali na nie monopol. Z Iraku zarówno ceramika malowana lustrem, jak i niebiesko-biała, była eksportowana na cały świat islamu oraz chińskim szlakiem morskim, docierając do miejsc tak odległych jak Kordoba na zachodzie i Tajlandia na wschodzie. Sama technika pokrywania naczyń białą glazurą szybo rozprzestrzeniła się i w całym świecie islamu pojawiły się naczynia dekorowane smugami, plamami i cętkami zieleni, brązu i fioletu (tego rodzaju dekorację wykonywano także na podłożu z angoby), zaś w Iranie i Azji Środkowej nowa odmiana ceramiki pokrytej (zazwyczaj) białą polewą i malowanej pod przezroczystą glazurą kolorowymi angobami (najczęściej czarną, ale czasem również czerwoną) (zobacz ilustracja).
Technika malowania lustrem polegała na używaniu barwnika spreparowanego na bazie tlenków srebra i miedzi na już wypalonej glazurze cynowej. Podczas drugiego wypalenia, bez dostępu do tlenu (wypalenia redukcyjnego), tlen ulatniał się z tlenków metali, pozostawiając na powierzchni warstewkę metalu w odcieniach od żółtego, przez brąz aż do czerwieni, charakteryzującą się świetlistym połyskiem. Ta technika była wcześniej stosowana do dekoracji szkła, zaś efekt połysku uległ jeszcze wzmocnieniu, kiedy pod koniec XI wieku egipscy ceramicy zaadaptowali od dawna znaną w tym kraju frytę, na jej podstawie tworząc nową mieszankę kwarcu, delikatnej glinki i utartej na proszek stłuczki szklanej. Masa frytowa oferowała czystą biel bez konieczności używania białej polewy czy glazury i dawała znacznie większe możliwości dekoracji. Jej powstanie w Egipcie wiąże się z ogólnym rozwojem ceramiki pod rządami Fatymidów, po tym jak w X wieku garncarze przenieśli się do tego kraju z upadającego ekonomicznie Iraku. Wraz ze schyłkiem kalifatu Fatymidów w XII wieku rozpoczęła się ponowna migracja ceramików na wschód i głównym ośrodkiem ceramicznym stał się irański Kaszan. To tam w pełni wykorzystano możliwości jakie dawała masa frytowa, stosując ją do podłoża dekoracji malowanych, które zyskały większą niż dotychczas różnorodność linearną i zróżnicowanie odcieni barwnych. Prawdopodobnie masa frytowa powstała jako próba skopiowania nowego rodzaju chińskiej porcelany z jej delikatną żłobioną dekoracją, ale stała się podstawą do stworzenia wspaniałych kolorowych glazur i rytej dekoracji w stylu muzułmańskim. W Kaszanie rozwinięto całkowicie nową technologię malowania emaliami (persk. minai), zaś na początku XIII wieku w Iranie zaczęto praktykować malowanie podszkliwne. Wszystko to spowodowało, że około roku 1200 w ceramice świata islamu „używano zestawu technik, który został przewyższony dopiero przez przemysłowych ceramików XVIII-wiecznej Anglii”. Począwszy od XIV wieku, masę frytową i malowanie podszkliwne wykorzystywano do tworzenia szeroko rozpowszechnionych imitacji chińskiej niebiesko–białej porcelany. Artystyczne apogeum muzułmańska ceramika prawdopodobnie osiągnęła w osmańskim İzniku, gdzie w XVI wieku stworzono ornamentalny język, który stał się archetypiczny.
Muzułmański przemysł ceramiczny osiągnął skalę rzymskiego, z tą różnicą, że tym razem ceramika była rozumiana jako wypalana glina pokryta glazurą, która oprócz zalet higienicznych dawała całkowicie nowe możliwości dekoracji. Nieprzezroczysta (matowa) biała glazura była najważniejszą z ceramicznych technologii świata islamu, które rozprzestrzeniły się po świecie. W Europie stanowiła ona techniczną podstawę dla „całej ceramiki szlachetnej [tj. stołowej] od okresu średniowiecza aż do wieku osiemnastego”. Ceramika ze szkliwem cynowym pojawiła się w Europie za pośrednictwem Arabów zamieszkujących Półwysep Iberyjski (zobacz Al-Andalus). Tworzyli oni swoją odmianę muzułmańskiej ceramiki, nazywaną dzisiaj hiszpańsko–mauretańską, również po chrześcijańskim podboju. W późnośredniowiecznej Europie była ona synonimem luksusu. Do Włoch docierała przez wyspę Majorkę i prawdopodobnie to od jej nazwy Włosi nazwali ją majoliką. Od XIV wieku zaczęli oni rozwijać własną majolikę, czyli opartą na muzułmańskiej technologii ceramikę glazurowaną cyną. Z początkiem XVI wieku Włochom udało się opanować technikę malowania lustrem, co ostatecznie uniezależniło ich od hiszpańsko–mauretańskich rzemieślników. Wczesna włoska majolika w swej dekoracji często wykazuje wiele cech wspólnych z ceramiką muzułmańską, przejawiając podobną fascynacją ornamentem (zobacz ilustracja talerza ze wzorem w formie pawiego pióra). W XVI wieku zaczęły jednak powstawać nowe naczynia dekorowane figuralnymi scenami zaczerpniętymi z mitologii i tradycji chrześcijańskiej, nazywane istoriata, których dekoracja miała wiele wspólnego z renesansowym malarstwem (zobacz ilustracja talerza ze sceną porwania Heleny). Z technicznego punktu widzenia szeroka paleta barw istoriata oznaczała powstanie pierwszej naprawdę polichromowanej ceramiki w historii. Włoska majolika szybko zaczęła być eksportowana do całej Europy, ustanawiając nowy ceramiczny standard. Ponieważ jednym z najważniejszych centrów jej produkcji była Faenza, we Francji zaczęto nazywać ją fajansem. Pod koniec XVI wieku włoscy ceramicy zaczęli migrować na północ, przede wszystkim do Francji i Niderlandów i zaczęły tam powstawać ośrodki produkcji fajansu. Jednak w tym samym czasie po raz pierwszy na większą skalę w Europie pojawiła się chińska porcelana i szybko to ona stała się wzorem ceramicznej doskonałości.

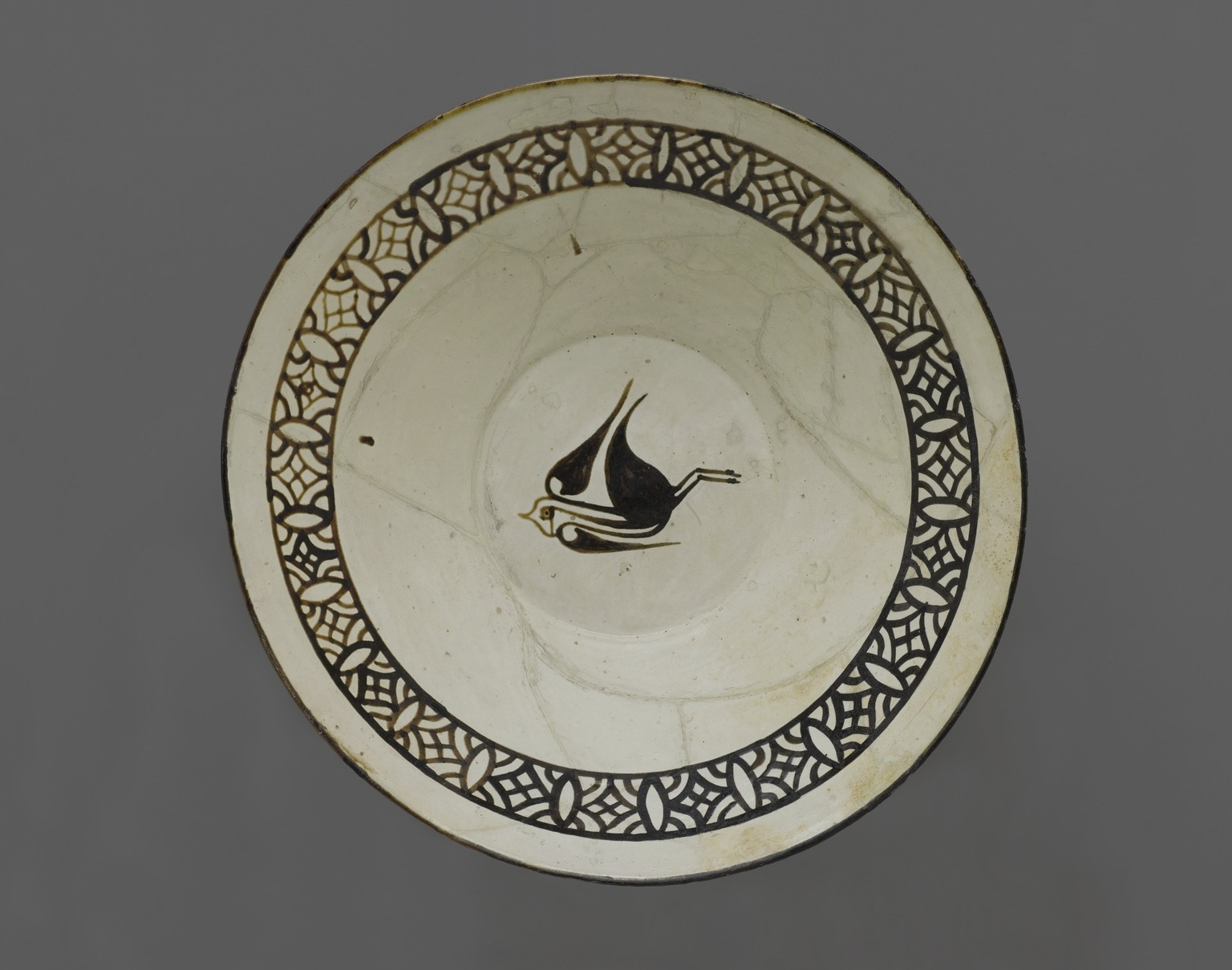
Misa malowana podszkliwnie ciemną angobą, Okres samanidzki, IX–X w. Brooklyn Museum
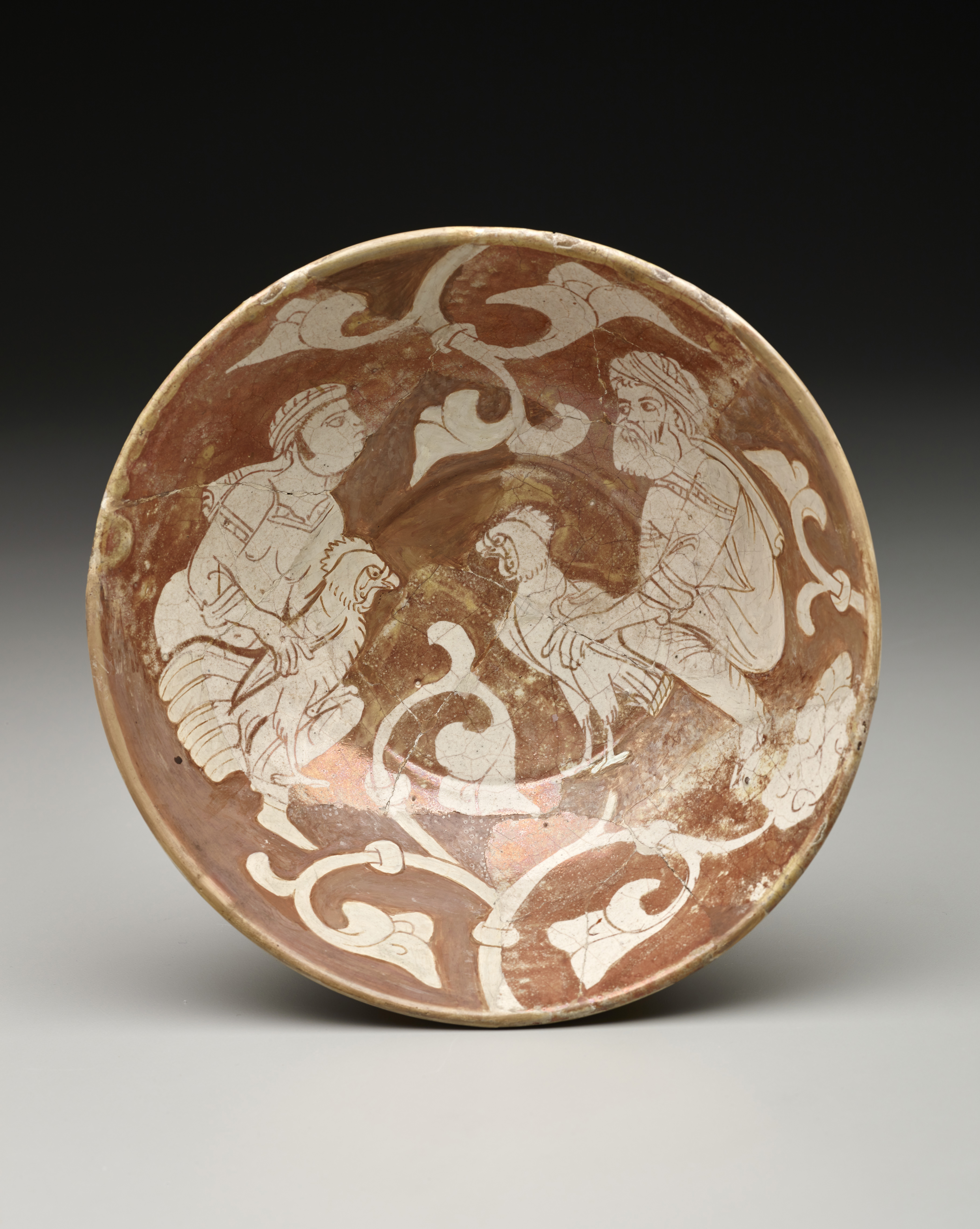
Talerz malowany lustrem z przedstawieniem walki kogutów. Fatymidzki Egipt, XI–XII w. Dallas Museum of Art
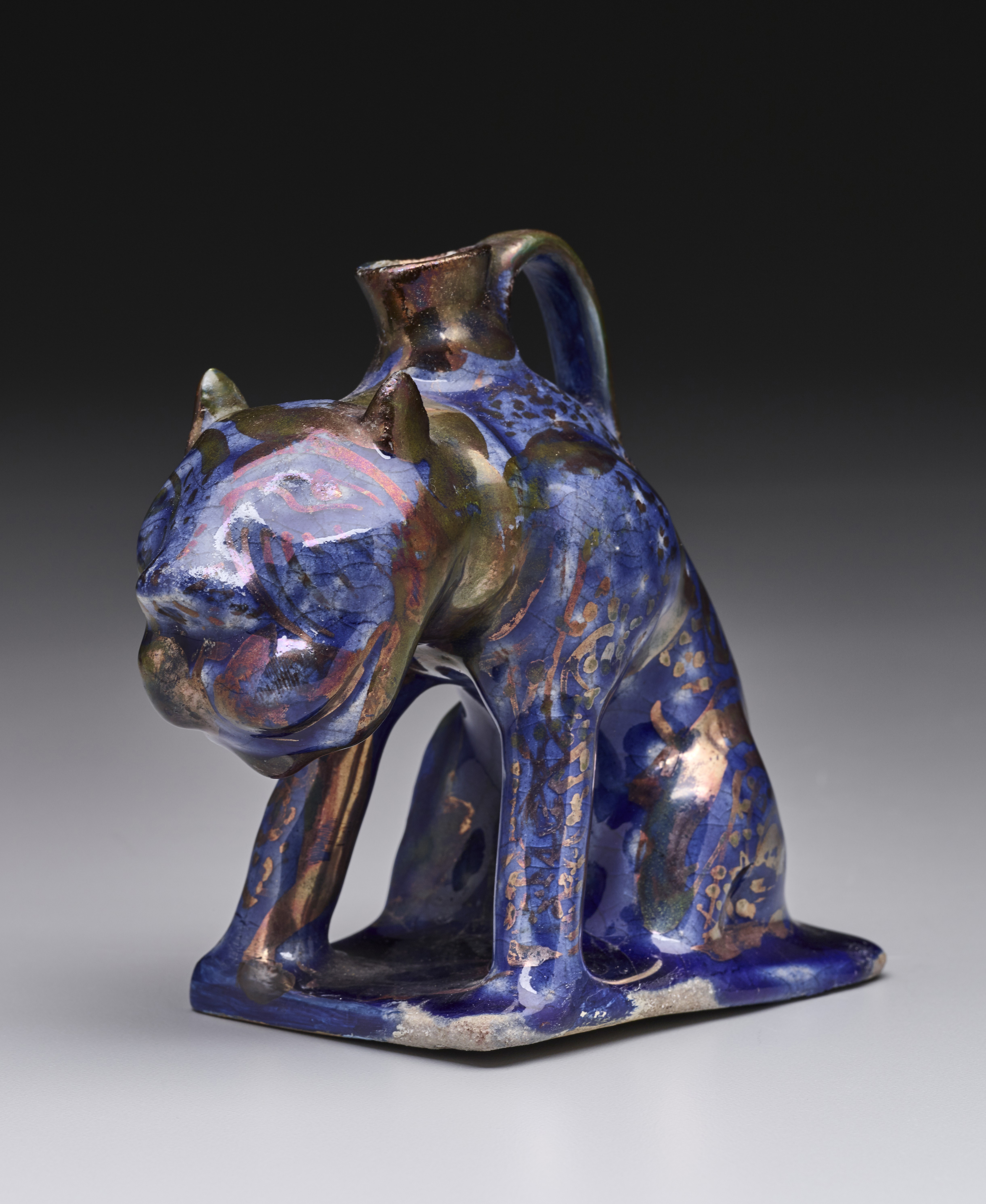
Malowane lustrem naczynie w formie siedzącej lwicy. Iran, XII–XIII wiek. Dallas Museum of Art
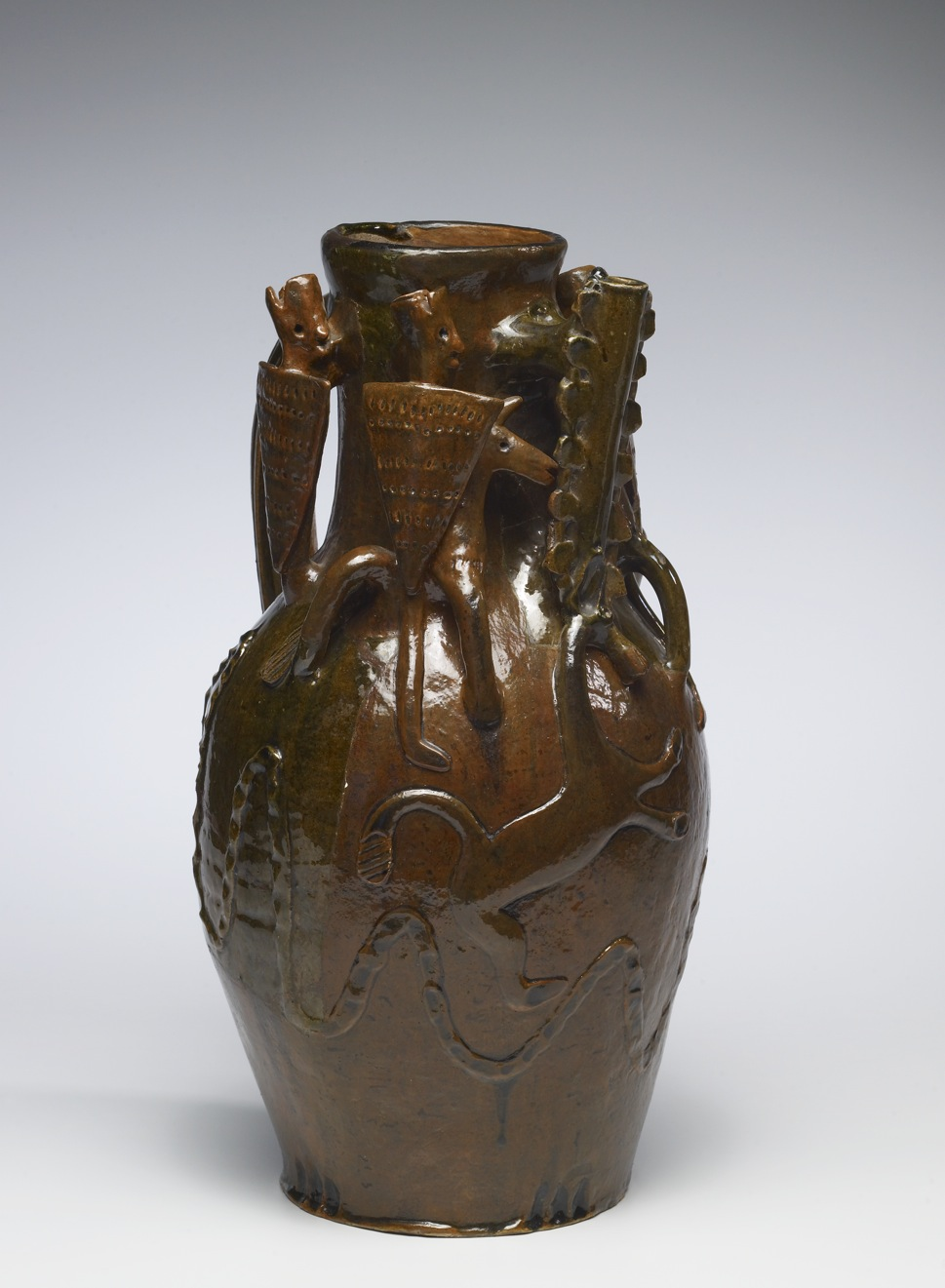
Dzban z reliefową dekoracją w formie rycerzy ścigających jelenia. Scarborough, przełom XIII i XIV wieku. Walters Art Museum
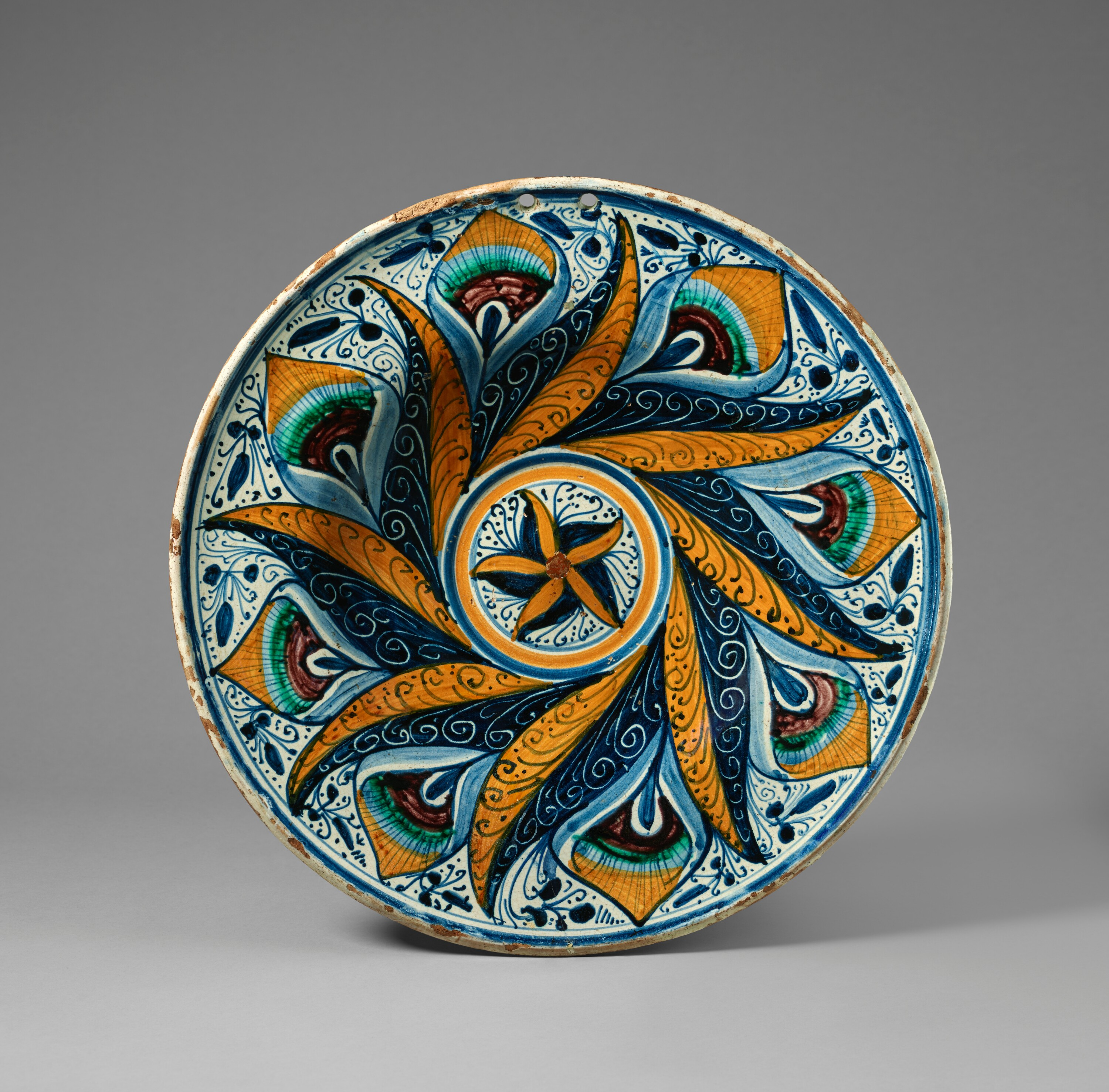
Talerz ze wzorem w formie pawiego pióra. Prawdopodobnie Deruta, ok. 1470–1500. J. Paul Getty Museum
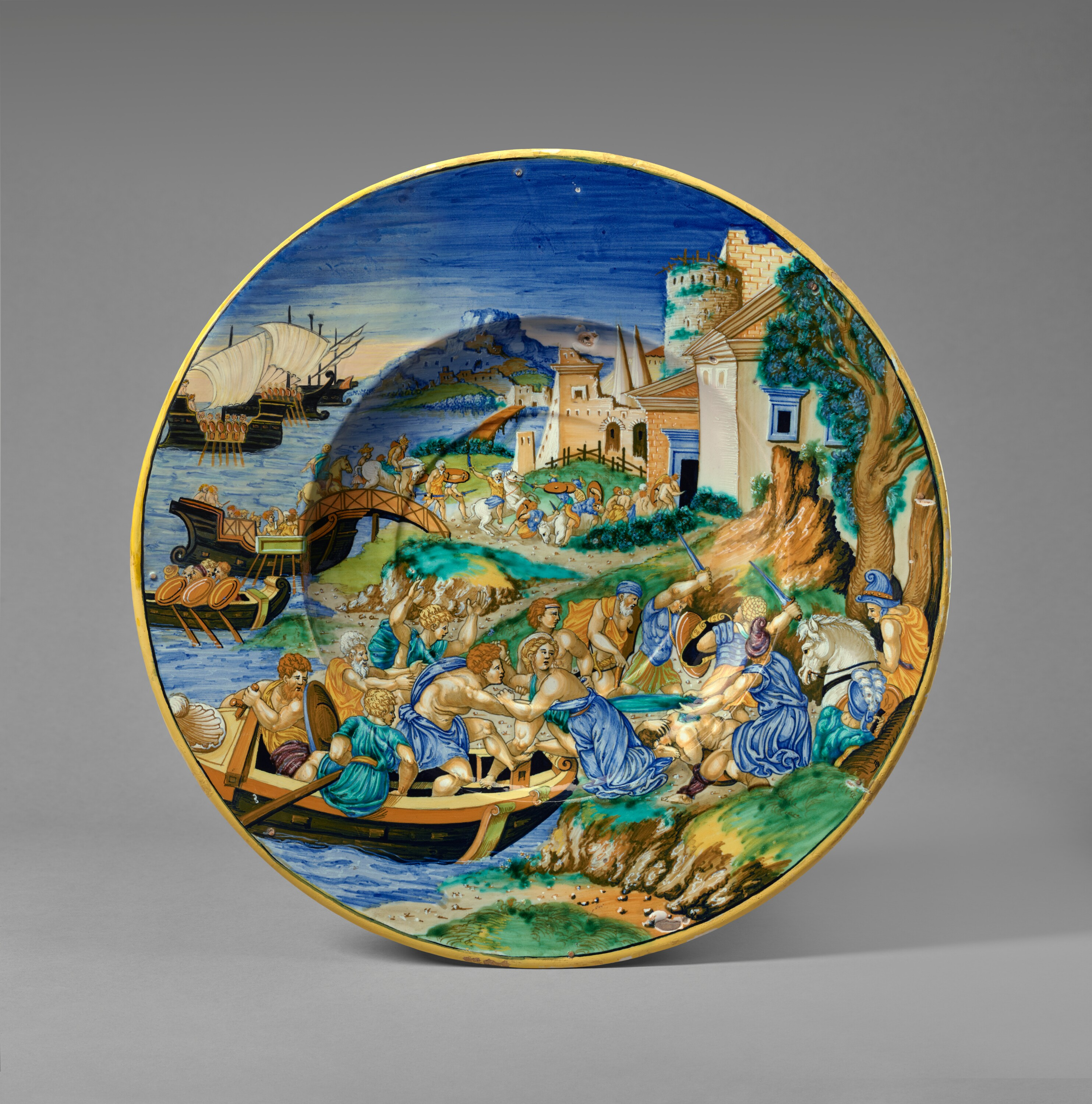
Talerz ze sceną porwania Heleny wykonaną przez Francesco Xanto Avelliego. Urbino, 1534. J. Paul Getty Museum
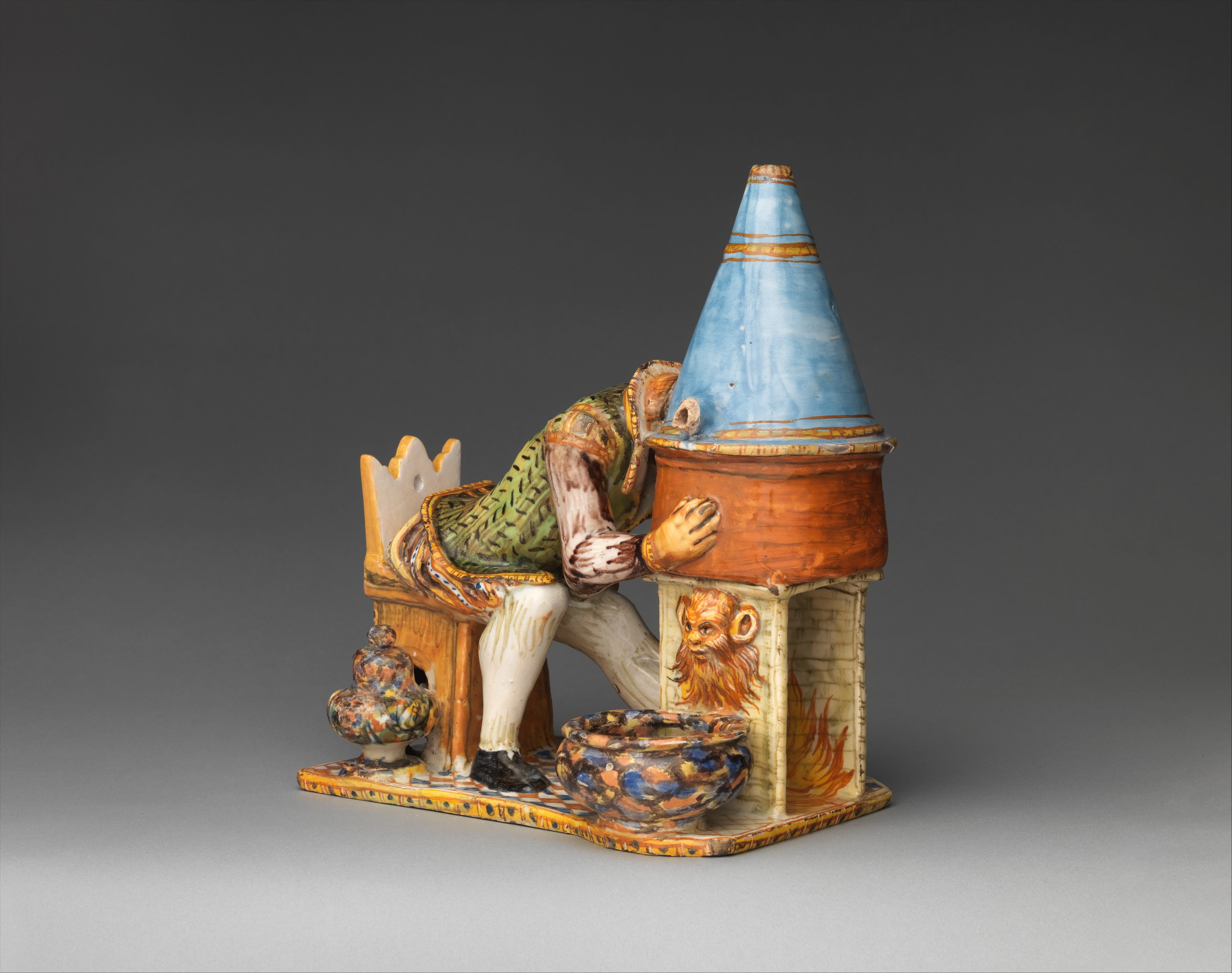
Podstawka na przybory pisarskie w formie człowieka destylującego swój mózg w ceramicznym piecu. Prawdopodobnie Urbino, ok. 1600. Metropolitan Museum of Art
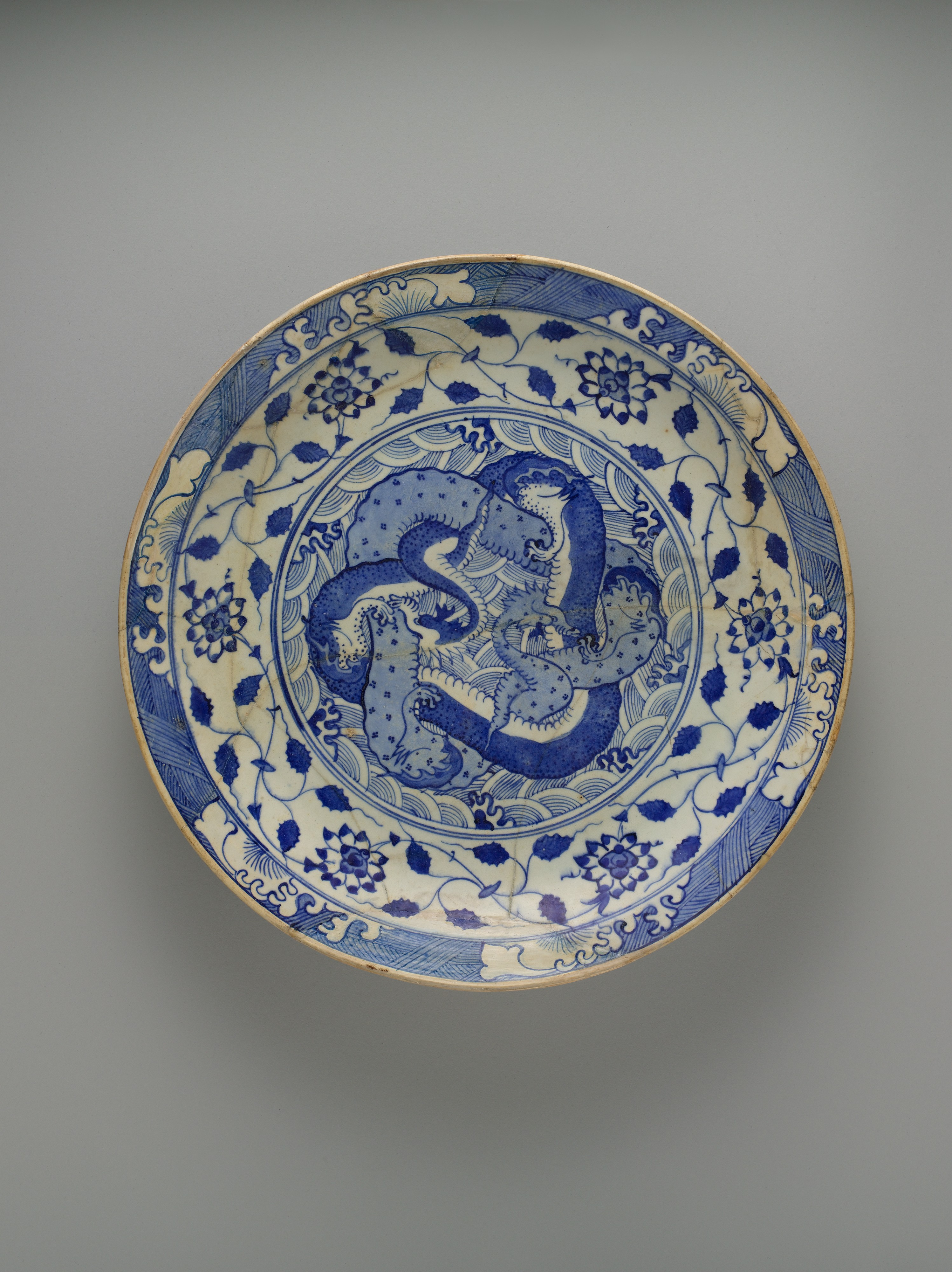
Półmisek z dwoma przeplatającymi się smokami. Kerman, ok. 1640. Metropolitan Museum of Art

### Azja Wschodnia

#### Chiny

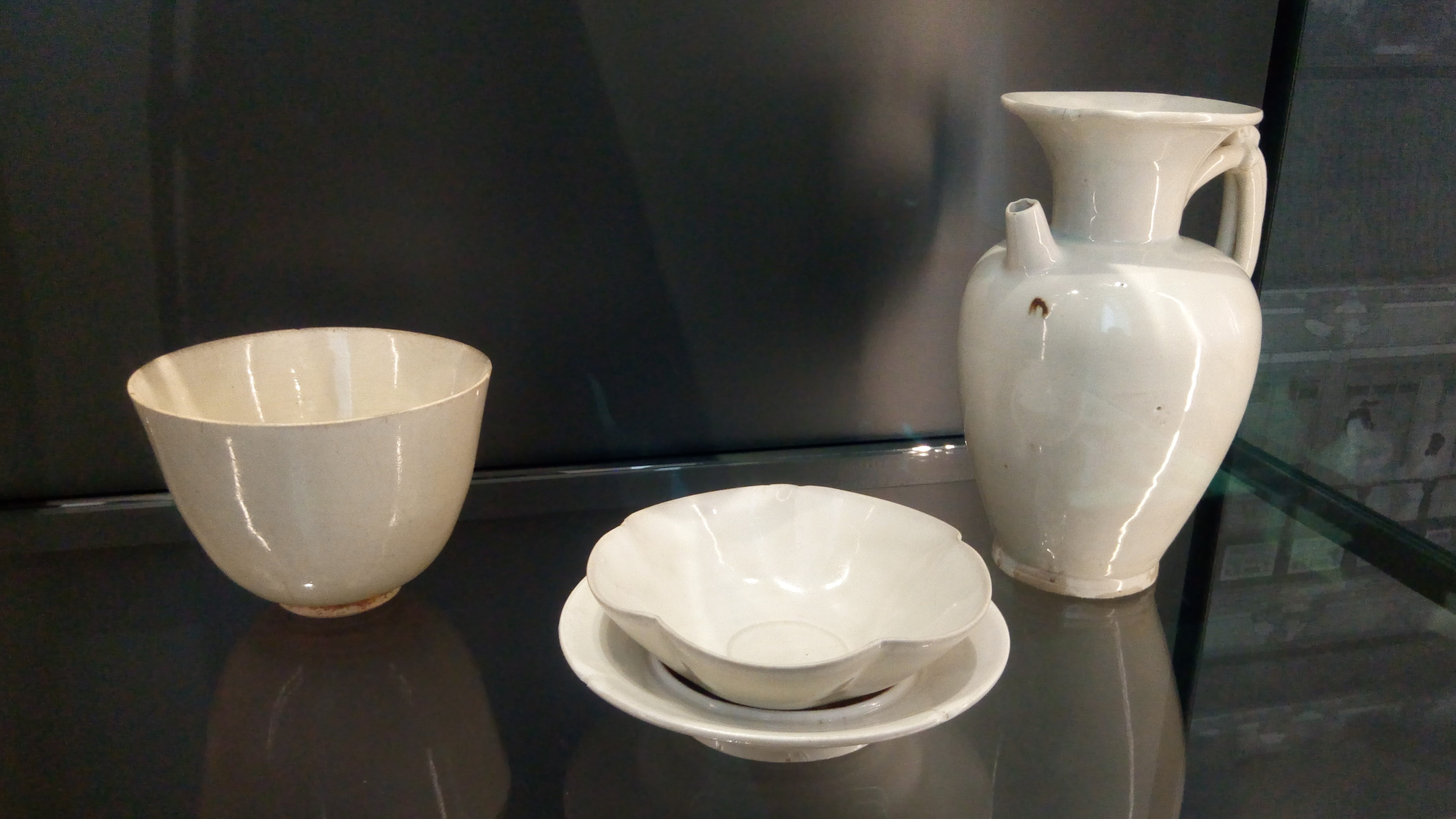
Pierwsze naczynia z białej porcelany – filiżanka datowana na epokę Sui (581–618) oraz miseczka ze spodkiem i dzbanek na herbatę datowane na IX–X w. Muzeum Brytyjskie

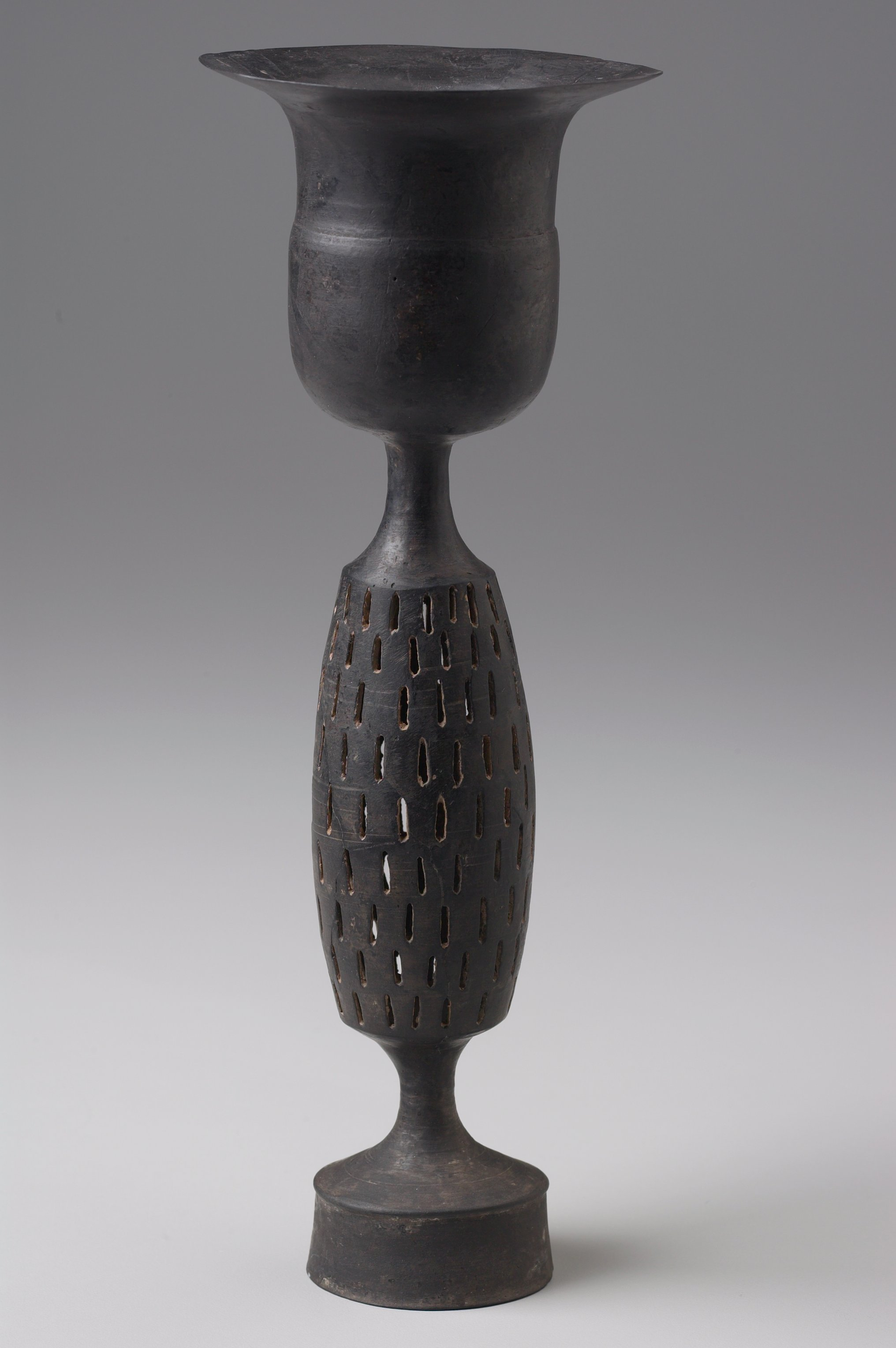
Puchar. Kultura Longshan, druga połowa III tysiąclecia p.n.e. Minneapolis Institute of Art

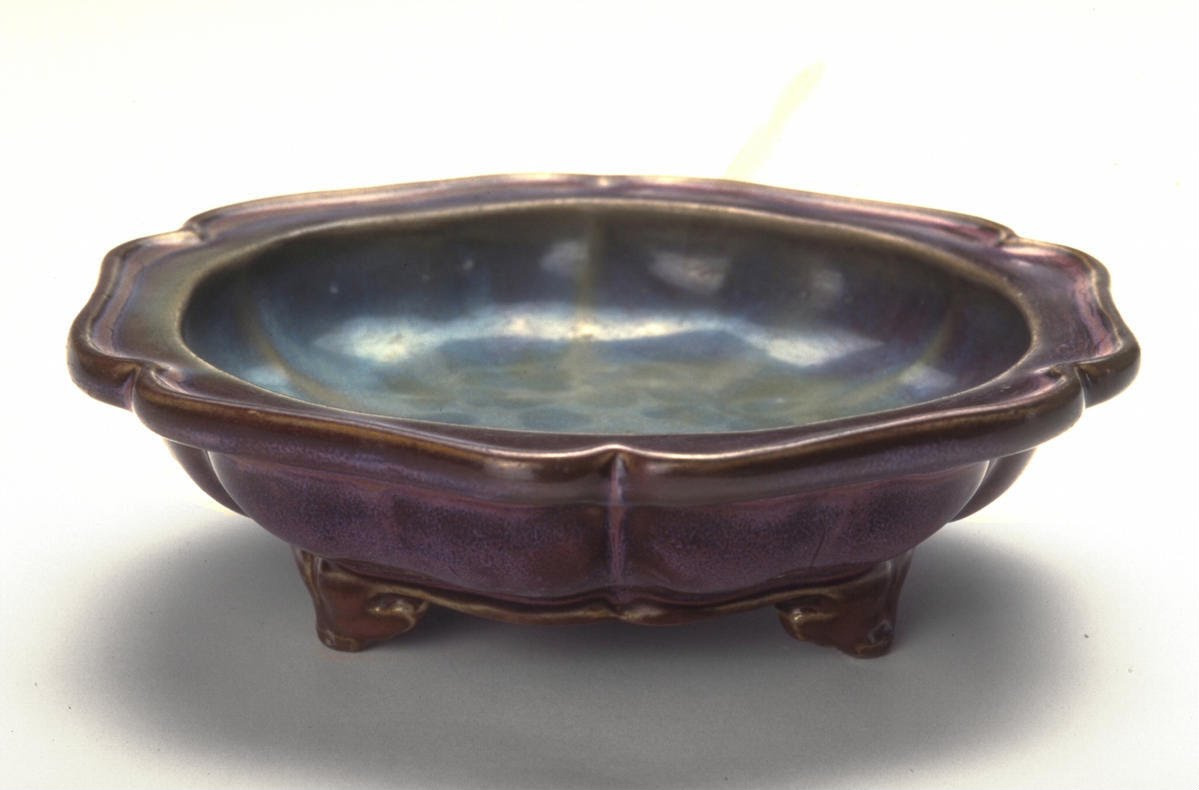
Miseczka na cebulki z Jun z ząbkowanym brzegiem. Północna Dynastia Song, ok. 1100–1127. Asian Art Museum

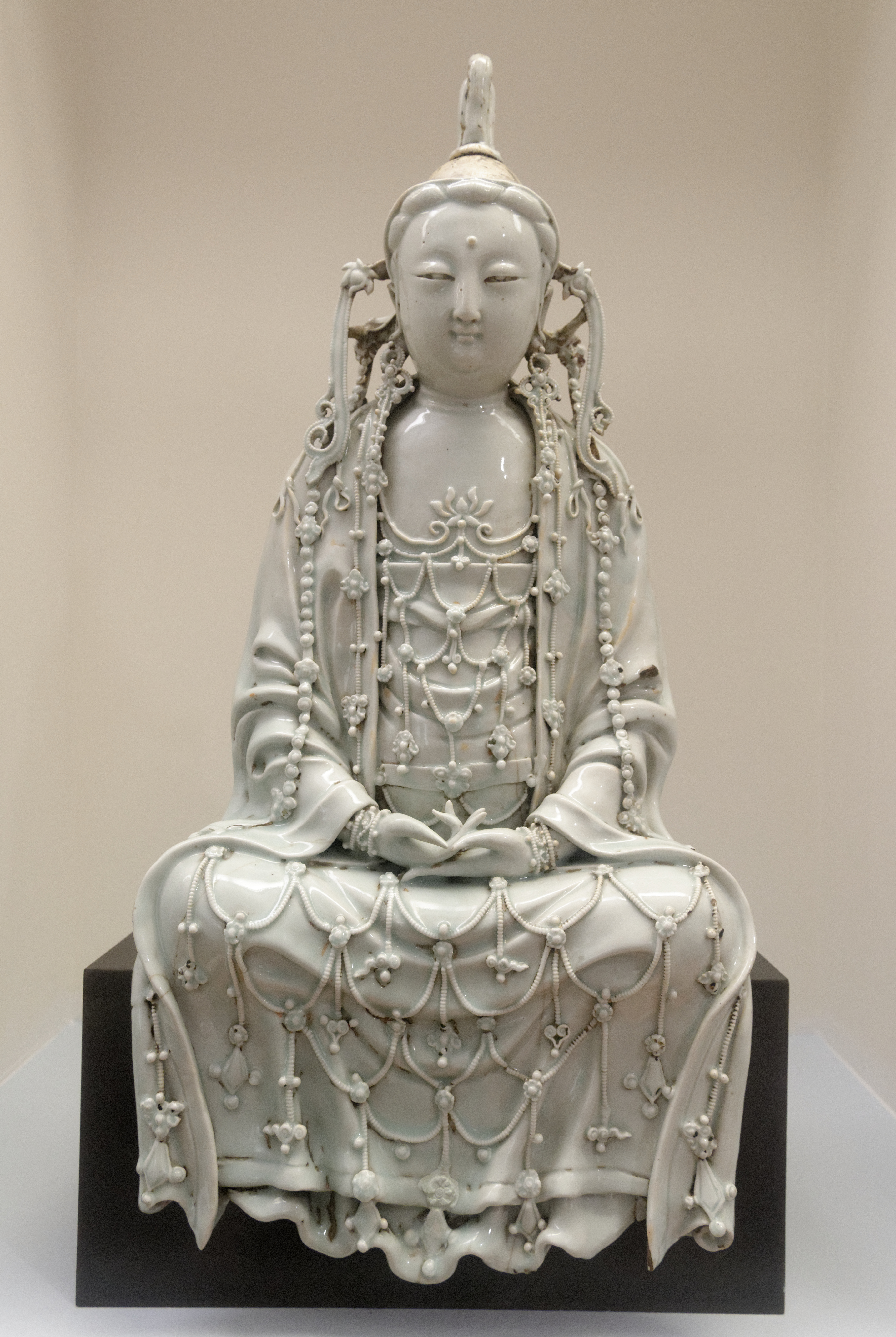
Figura Guanyin wykonana z porcelany Qingbai. Dynastia Yuan (1279–1368). Musée Guimet

Połączone wazy z dekoracją w kolorach famille rose, 1741. Narodowe Muzeum Pałacowe

W jaskini Xianren w prowincji Jiangxi znaleziono najstarsze znane fragmenty ceramiki użytkowej, datowane na 18 do 17 tys. lat p.n.e. (zobacz ilustracja). Chiny są zatem jedną z najstarszych kultur ceramicznych świata. W okresie neolitu na ich terenie wytwarzano wiele różnych rodzajów ceramiki o czerepie porowatym. Z późniejszego punktu widzenia najważniejszą ówczesną tradycję reprezentowała czerwona ceramika kultury Yangshao, ponieważ to jej naczynia stały się archetypami dla naczyń z brązu powstałych w późniejszej epoce. Typowa dla ceramiki Yangshao jest dekoracja bardzo oszczędnie korzystająca z elementów antropomorficznych (i jeszcze rzadziej animalistycznych), przy przewadze motywów geometrycznych, co miało pozostać cechą charakterystyczną chińskiej ceramiki. Inna ważna tradycja ceramiczna tego okresu powstała w ramach kultury Longshan, nazywanej również kulturą ceramiki czarnej. Charakterystyczne dla niej są czarne, pozbawione dekoracji malarskiej naczynia, o wyrafinowanych kształtach, bardzo gładkiej powierzchni, czasami zaś również dekoracji ażurowej.
Najważniejszą innowacją epoki Shang (ok. 1500–ok. 1045 p.n.e.) jest powstanie tzw. protoporcelany, to jest wypalanej w temperaturze do 1200 ℃ kamionki, która zawierała kaolin i była pokryta prymitywnym szkliwem zawierającym skaleń. Był to pierwszy krok na drodze do powstania porcelany, przy czym w Europie podobne naczynia pojawiły się dopiero w XV wieku. Kluczową technologiczną przewagę dawały Chińczykom piece dolnociągowe, których pierwsze wersje pochodzą właśnie z epoki Shang, pozwalające na wypalanie naczyń w wyższej temperaturze. Utrzymywały one przewagę nad swoimi europejskimi odpowiednikami aż do XVIII wieku. W Okresie Wiosen i Jesieni popularne stało się zastępowanie grzebanych dawniej wraz ze zmarłymi brązów rytualnych ich ceramicznymi odpowiednikami o tym samym kształcie. Podobnie ceramiczne figurki grobowe zastąpiły dawne ofiary z ludzi. Ich ekstremalnym przykładem jest tzw. Terakotowa Armia Pierwszego Cesarza (221 p.n.e.–210 p.n.e.), który został pochowany z tysiącami żołnierzy naturalnej wielkości. Zazwyczaj terakotowe figury osób mających służyć chowanym arystokratom były jednak mniejsze i zwłaszcza w epoce Han (206 p.n.e.–220 n.e.) obserwujemy ich postępującą miniaturyzację. Osiągnięto przy tym znaczny stopień realizmu i indywidualizacji rysów twarzy. Za czasów dynastii Han pojawiły się również naczynia z glazurą ołowiową. W okresie panowania Późniejszej dynastii Han (25–220) stopniowa ewolucja protoporcelany doprowadziła natomiast do powstania pierwszej pełnowartościowej porcelany w chińskim rozumieniu tego słowa, która była wypalana w temperaturze do 1310 ℃, a tym samym całkowicie zeszkliwiona, posiadała twarde ciało i wydawała rezonujący dźwięk przy uderzeniu. Tego rodzaju ceramika, pokryta zazwyczaj celadonowym szkliwem w kolorze szarawym, rozwinęła się w południowych prowincjach Zhejiang i Jiangsu, które w starożytności zajmowało państwo Yue, stąd nazywano ją ceramiką z Yue (zobacz ilustracja).
Pierwsza biała porcelana powstała w VII wieku i jest często kojarzona z tzw. ceramiką z Xing, która to nazwa pochodzi od słynnej IX-wiecznej porcelany z Xingzhou (dzisiejsze Xingtai). Być może najważniejszą innowacją epoki Tang (618–907) był jednak rozwój kolorowych glazur, w tym słynnej „trójkolorowej” (sancai), która była masowo używana do kolorowania figurek i naczyń. Figurki grobowe, z reguły wytwarzane z form odlewniczych, były produkowane w takich ilościach, że próbowano ograniczyć ich powstawanie za pomocą prawnych zakazów. Charakteryzowały się one całkowitym realizmem jeśli chodzi o kształt ludzi lub zwierząt i tym samym dostarczają cennych informacji do studiów nad epoką. Epoka Song (960–1279) jest uważana za okres największego rozkwitu chińskiej ceramiki. Doskonałość ówczesnych naczyń opiera się na wysokiej jakości czerepie i wspaniałej glazurze oraz pięknie formy. Stosowano bardzo różne rodzaje kolorowych szkliw (chociaż nadal najpowszechniejsze były szkliwa celadonowe), dodatkowo urozmaicanych przez rozmaite efekty, takie jak krakelury, zmienne odcienie lub nieregularne plamy. Oprócz porcelany produkowano również czarną kamionkę (zobacz ilustracja kamionkowej misy), przy czym najsłynniejsza spośród tego rodzaju ceramiki była kamionka z Jian, nazywana przez używających ją w ceremonii picia herbaty Japończyków tenmoku.
Epoka Yuan (1279–1368) była punktem zwrotnym w dziejach chińskiej ceramiki, wiązała się bowiem z przeniesieniem punktu ciężkości z produkcji monochromatycznych celadonów na ceramikę niebiesko–białą, podszkliwną czerwień oraz naczynia polichromowane. Jak zaznacza George Savage, garncarz z okresu Song używał przeważnie koła garncarskiego i ówczesna ceramika „bardziej dostosowała się do rodzaju materiału. Wiele było dekoracji rzeźbionej albo rytej w surowej glinie z nieosiągalną dotychczas wprawą”. W późniejszym okresie coraz częściej pojawiał się odlew, zaś garncarz stał się przede wszystkim malarzem, tj. o jakości ceramiki decydowała jej coraz bardziej rozbudowana dekoracja malarska. W tym czasie doszło do koncentracji produkcji w cesarskich piecach w Jingdezhen, skąd pochodzi prawie cała ważniejsza późniejsza porcelana. Technika zdobienia ceramiki błękitem kobaltowym, dzięki której powstała niebiesko–biała porcelana, wywodzi się z muzułmańskiego Bliskiego Wschodu (zobacz powyżej). Bardzo szybko jednak nastąpiła sinizacja tematyki zdobniczej. Niebiesko–biała porcelana dominowała w epoce Ming (1368–1644), jednak wówczas rozwinięto również porcelanę malowaną podszkliwną czerwienią oraz „pięciokolorową” (wucai) porcelanę polichromowaną. Chociaż pojawiła się tendencja do pokrywania wzorem całej powierzchni i zrezygnowano z wytwarzania naczyń typu songowskiego, które opierały się tylko na pięknie glazury, to wytwarzano również jednolicie białą porcelanę Dehua, skąd pochodziły także liczne porcelanowe figurki. Porcelana epoki Qing (1644–1911) jest technicznie doskonała, co jednak często skutkuje sterylnym efektem i przerostem dekoracji. Osiągnięto wówczas całkowicie nowe efekty w zakresie wielobarwnej dekoracji, co wiązało się z wynalezieniem nowych emalii, jednak nieznane wcześniej techniczne możliwości powodowały, że nie potrafiono zachować dawnej oszczędności środków wyrazu. Spośród wyrobów innych niż porcelana należy wspomnieć o kamionce Yixing (zobacz ilustracja), z której wyrabiano masowo eksportowane do Europy naczynia do picia herbaty. Był to zresztą okres w którym eksport chińskiej ceramiki osiągnął swój szczyt, co wiązało się z powstaniem w Chinach ceramicznego przemysłu o wielkości niespotykanej w dotychczasowej historii świata, a także takimi zjawiskami jak przeznaczona specjalnie na europejskie rynki porcelana eksportowa.

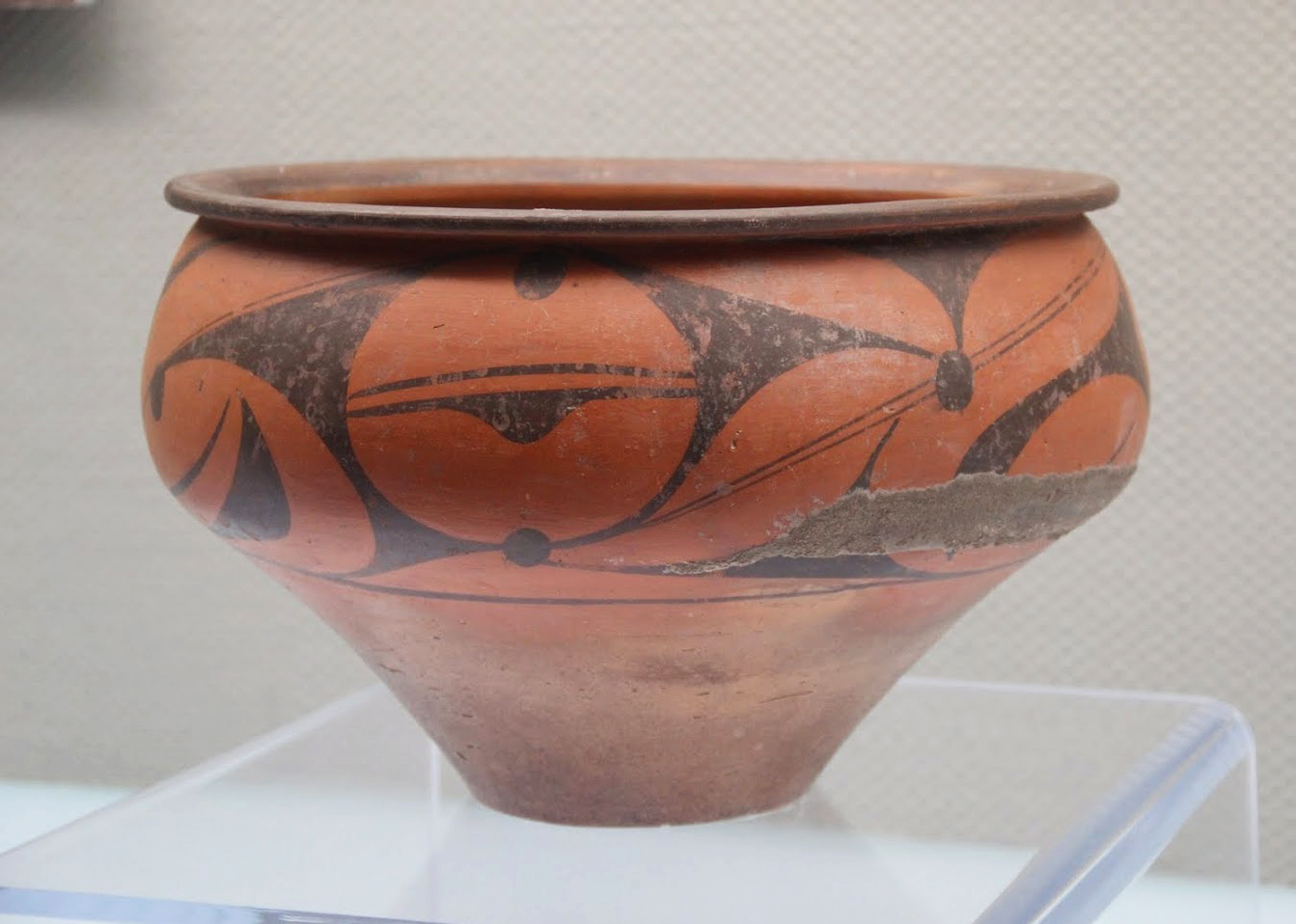
Naczynie ze stanowiska Miaodigou. Kultura Yangshao, ok. 4000 p.n.e. Muzeum Shanxi
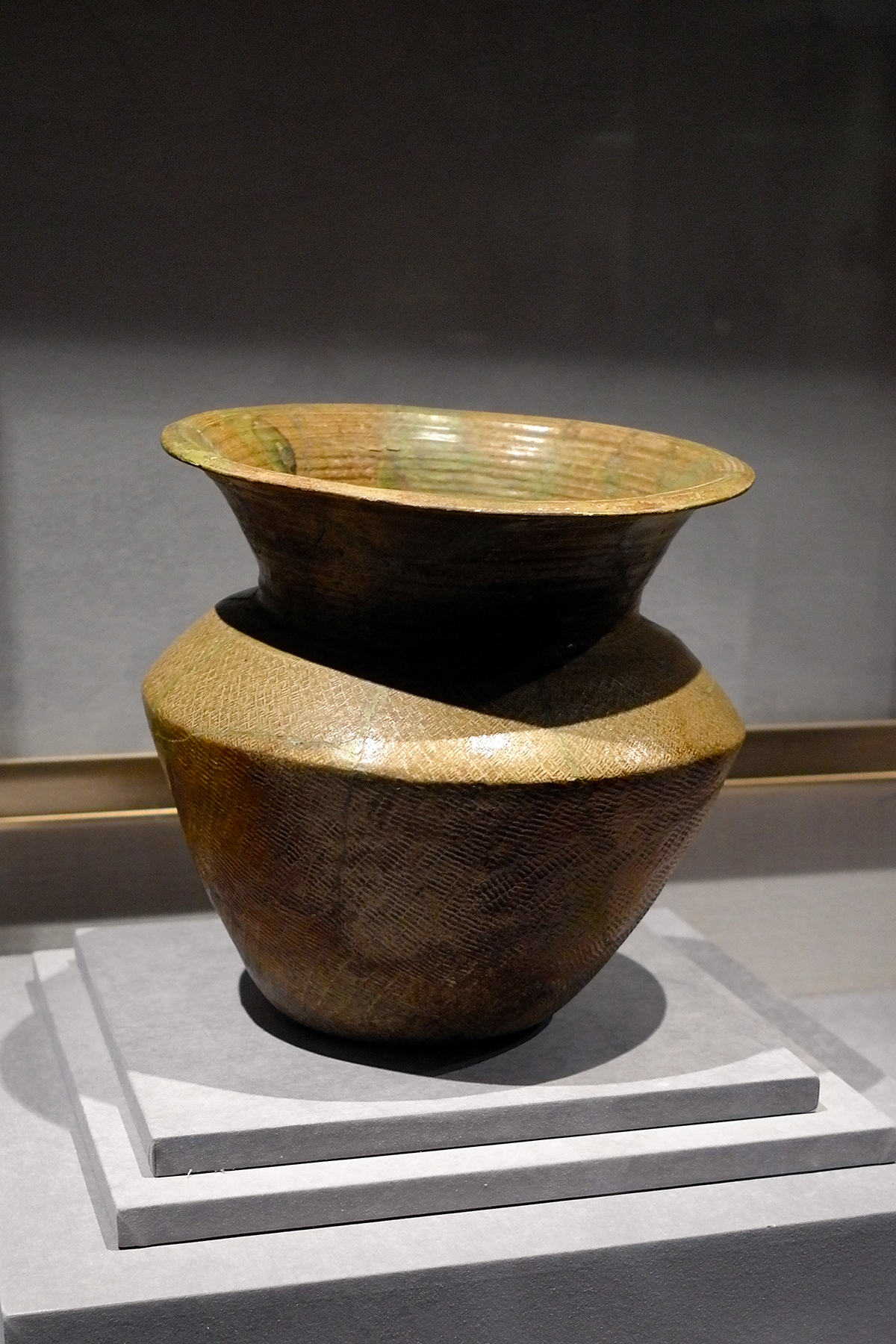
Protoporcelanowe naczynie typu zun z oliwkową glazurą. Dynastia Shang (ok. 1500–ok. 1045 p.n.e.). Muzeum Henanu
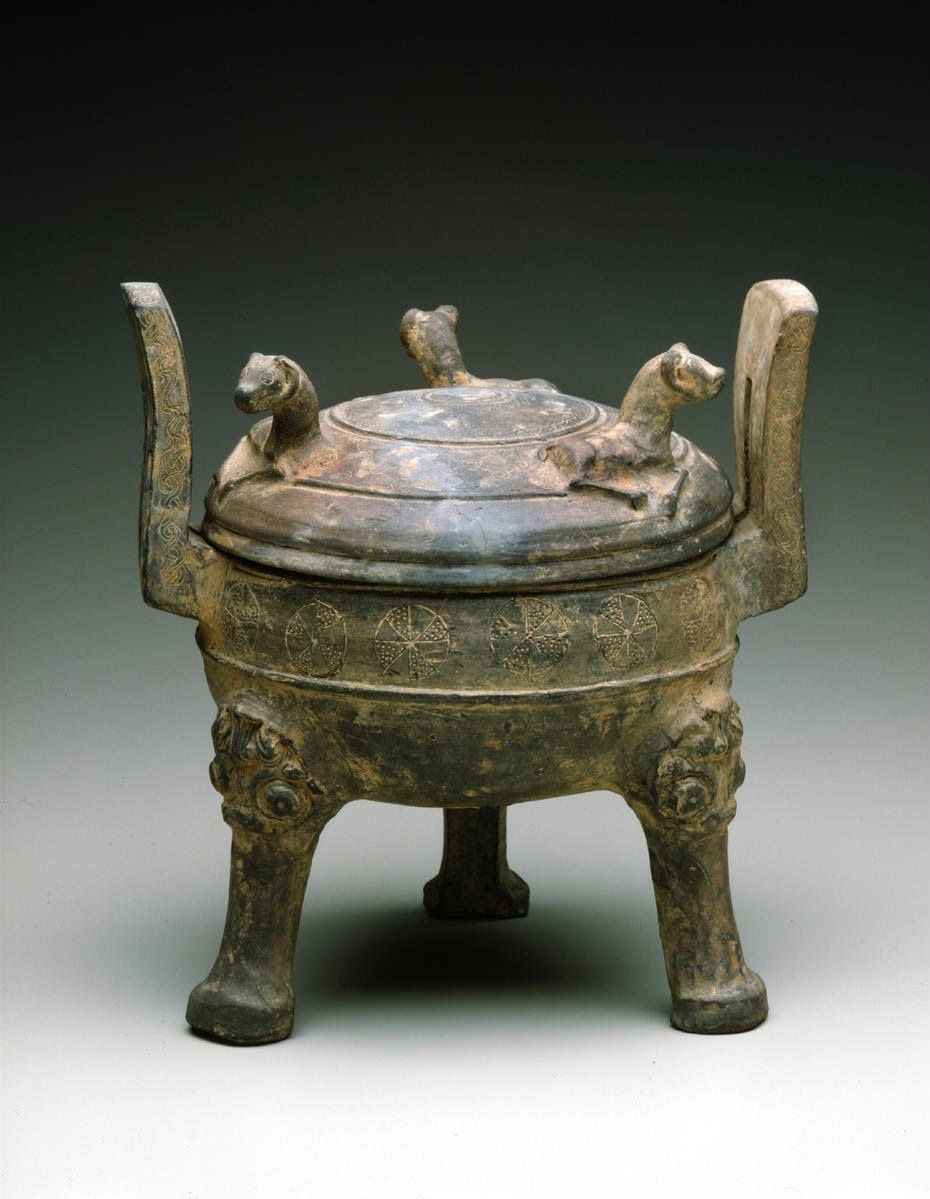
Ceramiczne naczynie imitujące brąz ding. Okres Walczących Królestw (470 p.n.e.–221 p.n.e.) Asian Art Museum
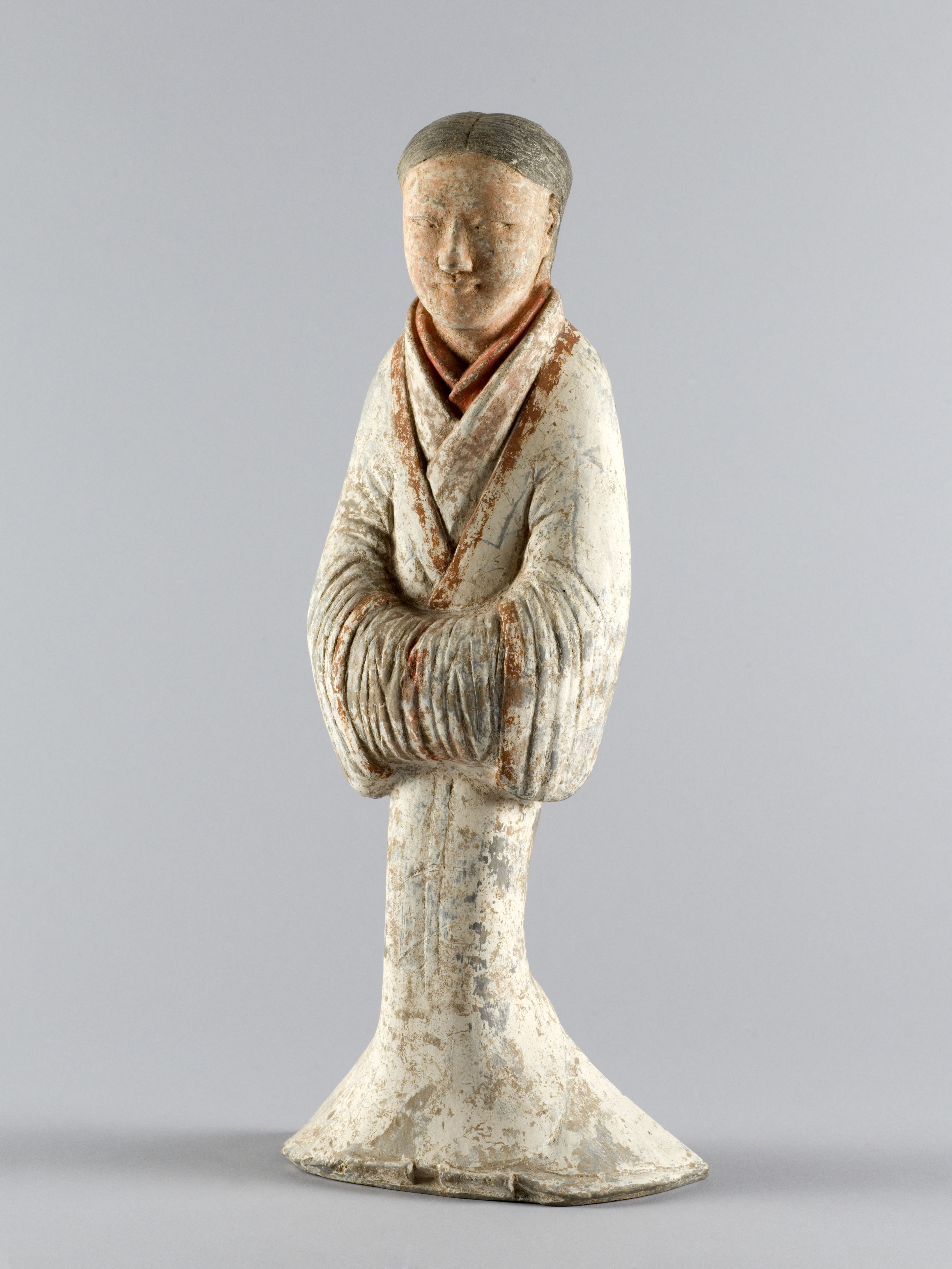
Figurka grobowa damy. Wcześniejsza dynastia Han (206 p.n.e.–9 n.e.). Musée Cernuschi
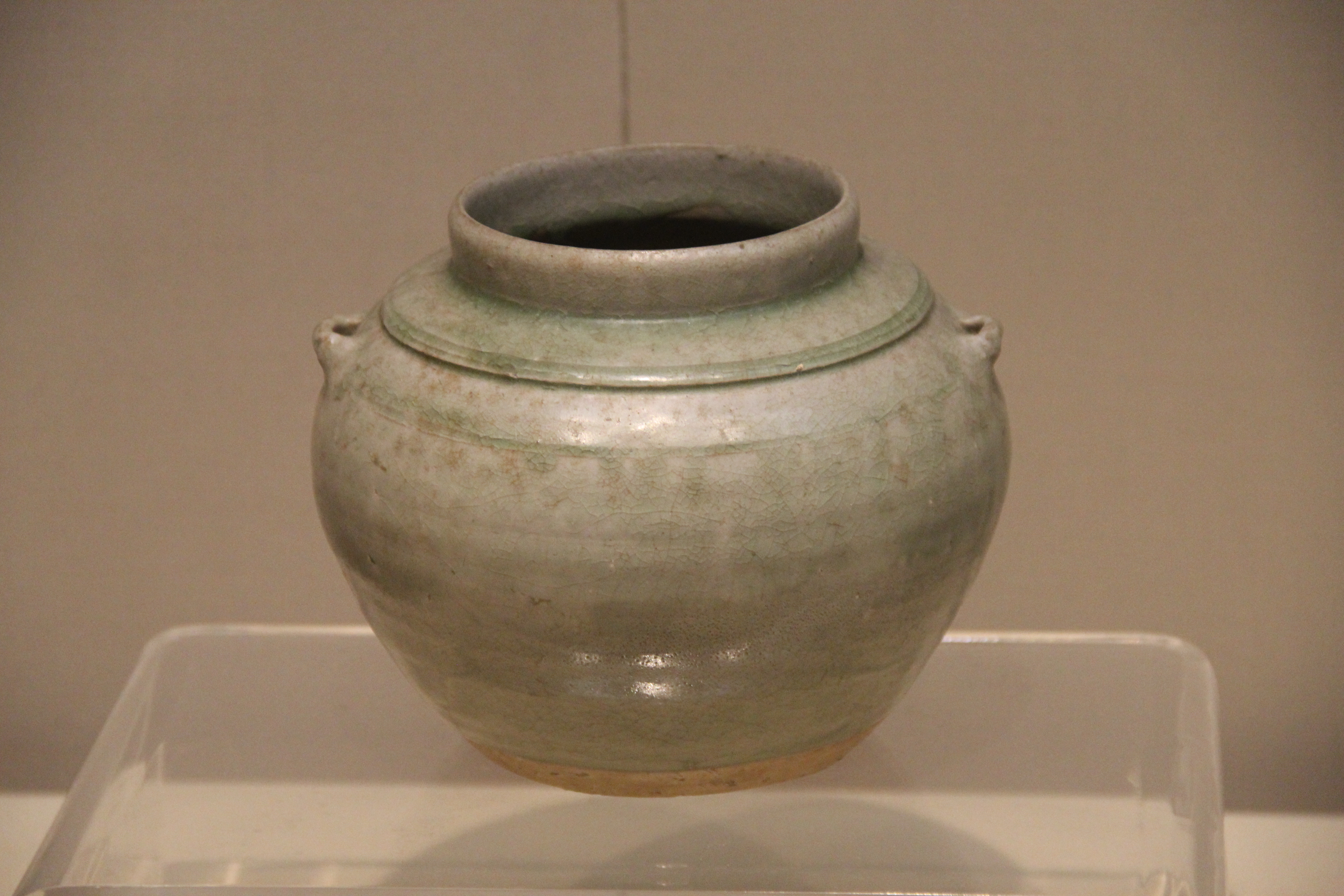
Waza z Yue z celadonową glazurą. Późniejsza dynastia Han (25–220). Muzeum Prowincji Zhejiang
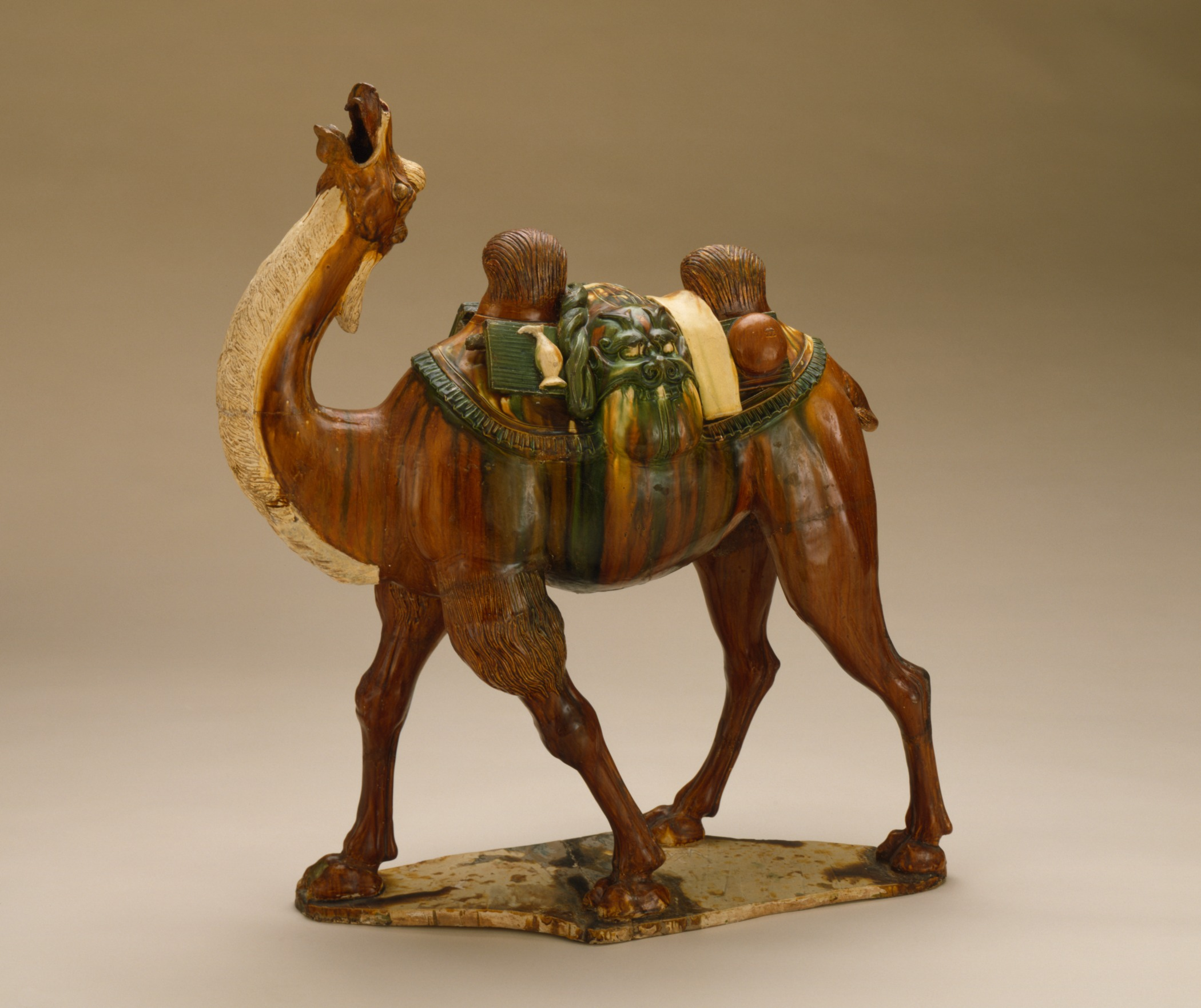
Figurka grobowa wielbłąda w barwach sancai, VIII w. n.e. Los Angeles County Museum of Art
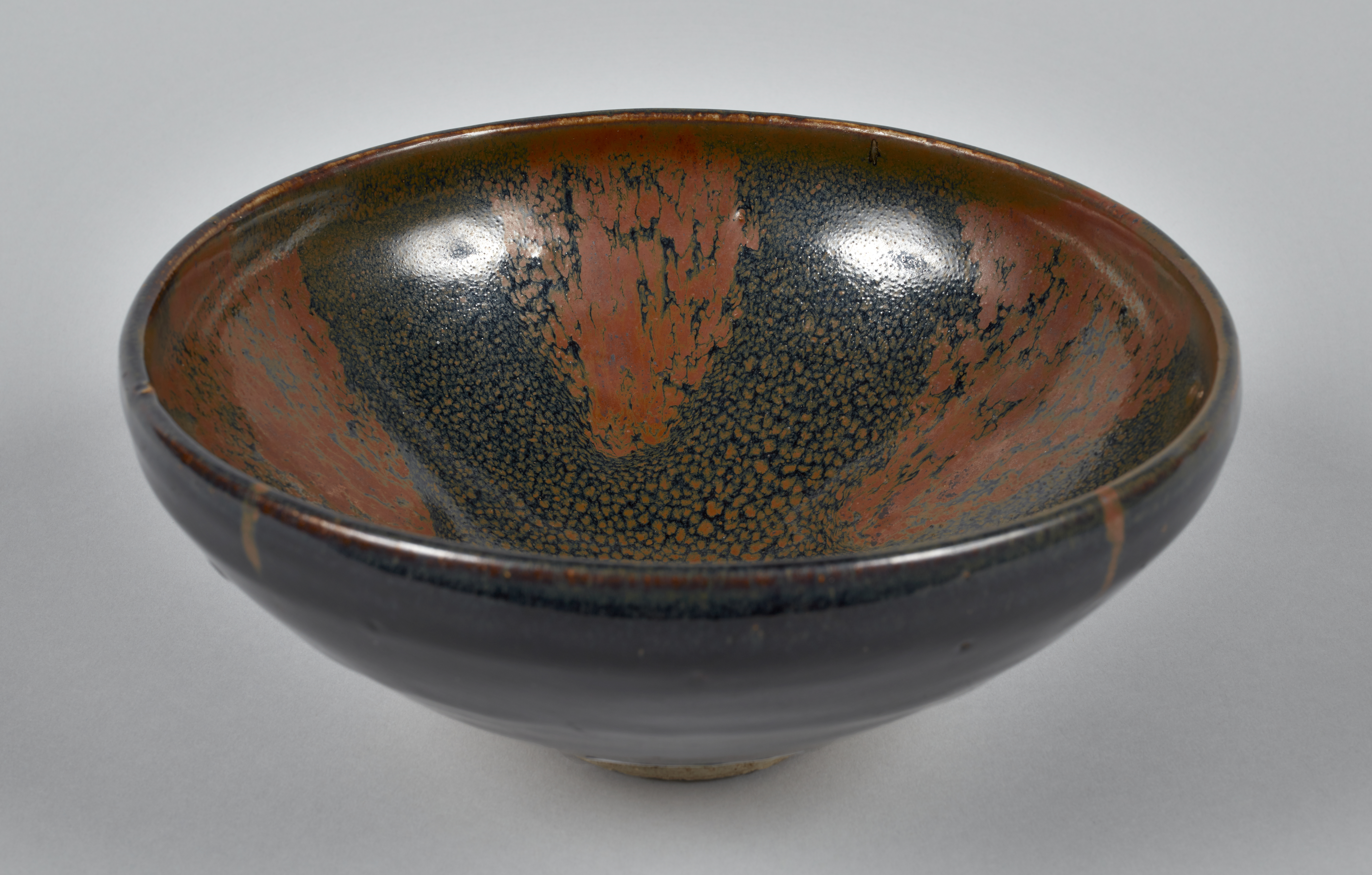
Kamionkowa misa. Dynastia Jin (1115–1234). Musée Cernuschi
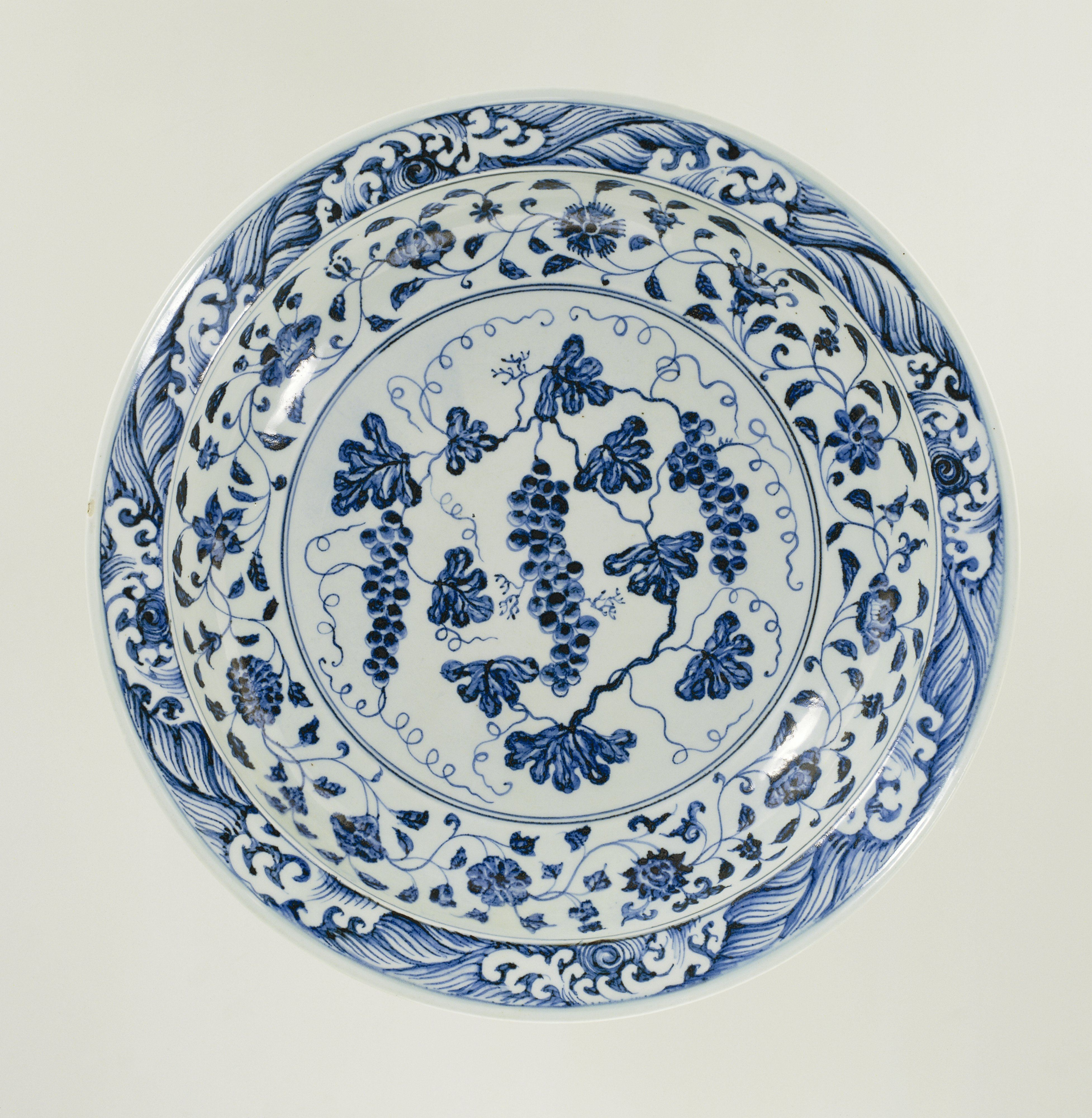
Niebiesko–biały talerz z winoroślą i kwiatami. Dynastia Ming, ok. 1400–1424. Rijksmuseum

#### Korea i Japonia

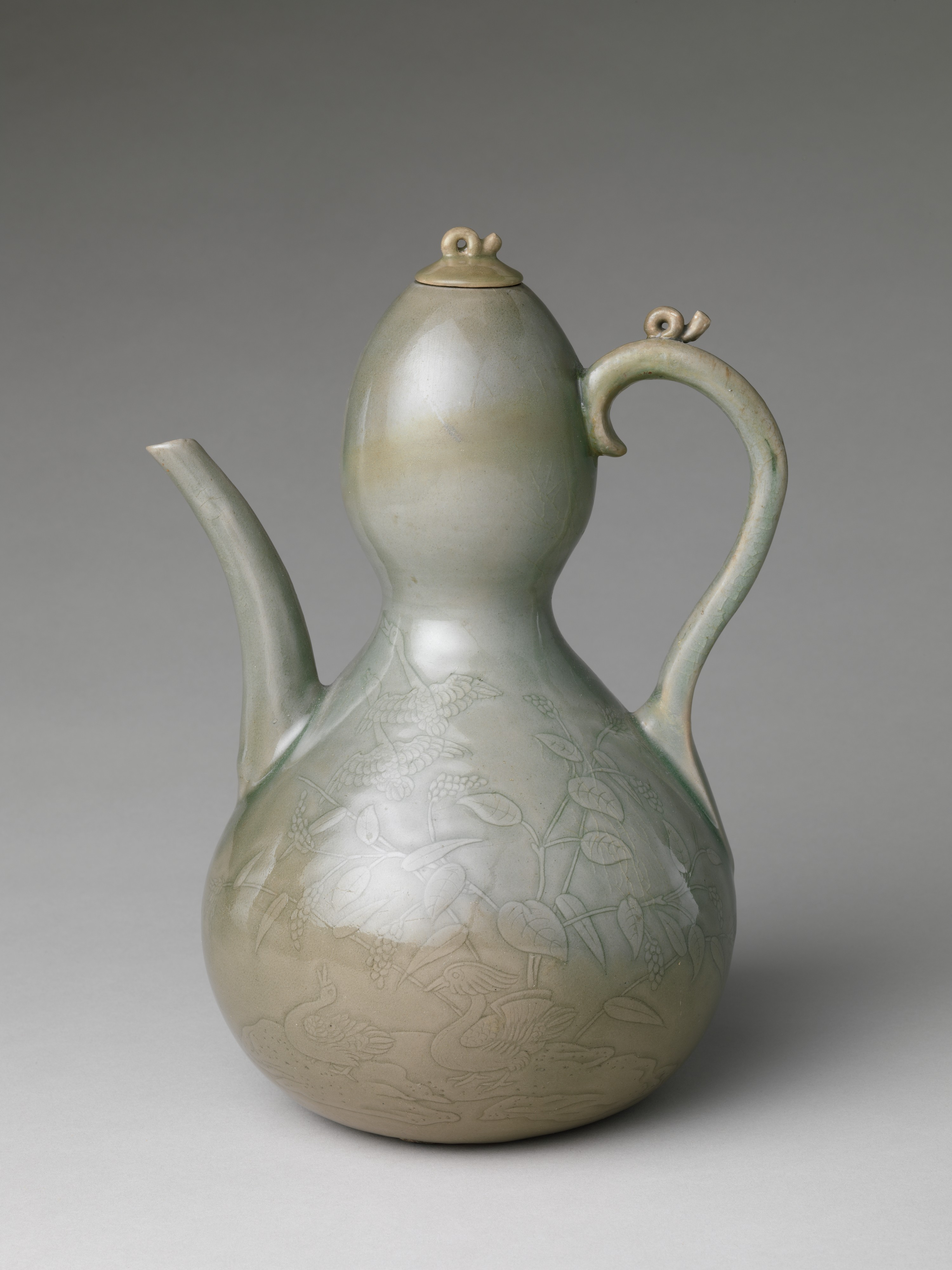
Dzban w kształcie tykwy z dekoracją rytą pod szkliwem celadonowym. Goryeo, początek XII wieku. Metropolitan Museum of Art

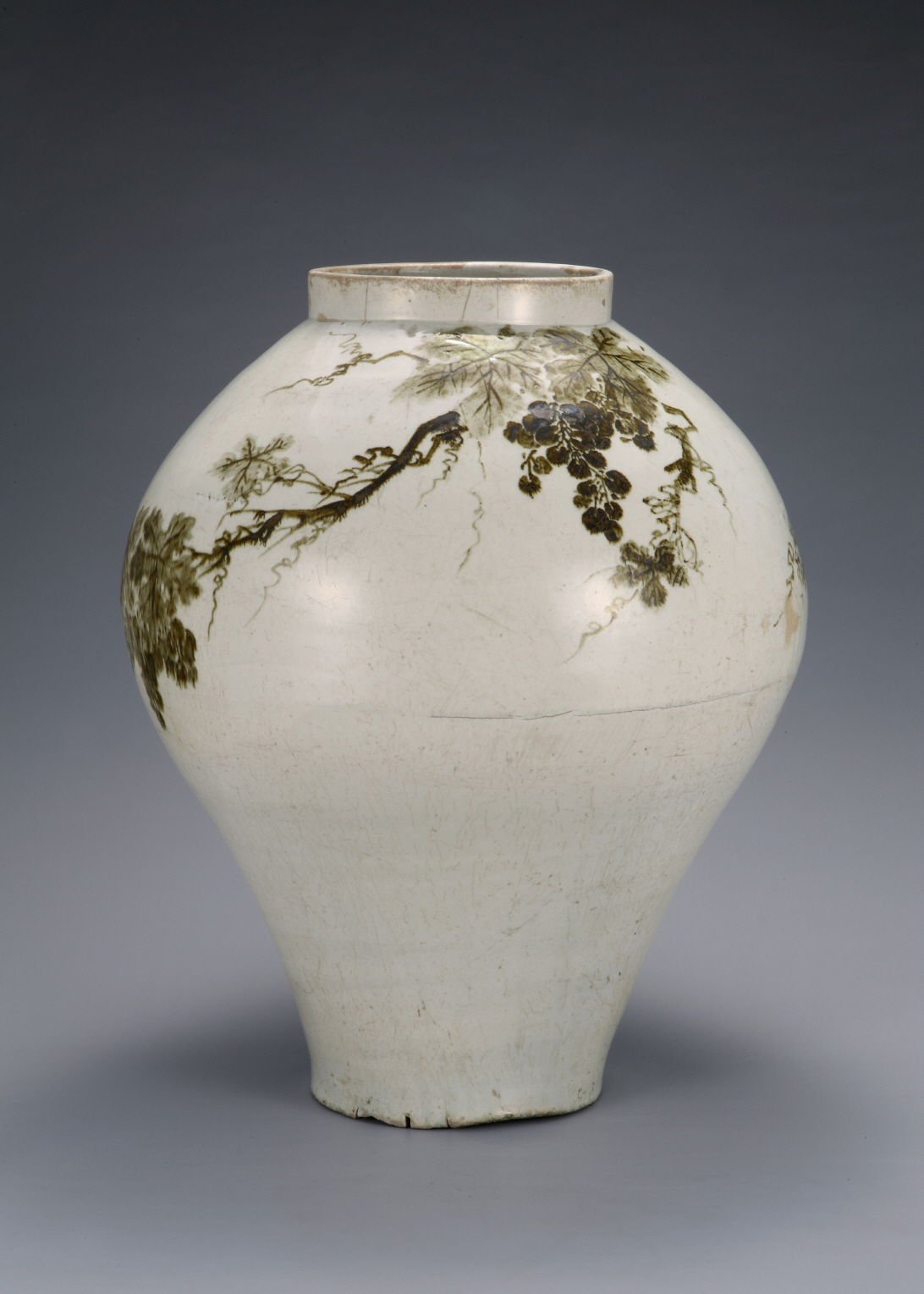
Dzban z białej porcelany z dekoracją w formie winorośli. Skarb Narodowy Korei, XVIII wiek. Muzeum Uniwersytetu Żeńskiego Ewha

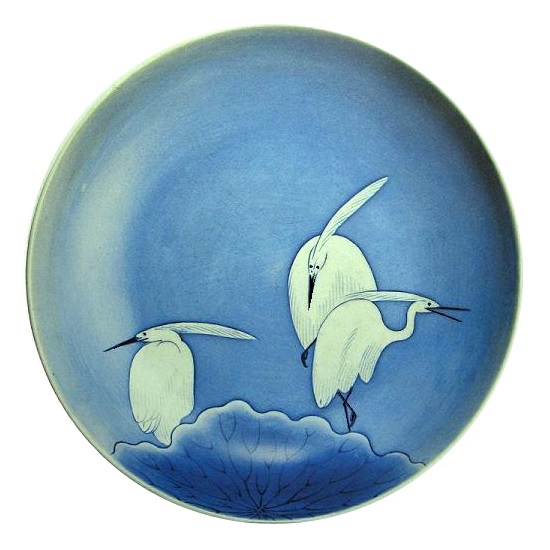
Porcelanowy talerz w stylu Nabeshima, 1690–1710. Muzeum Ceramiki Kyushu

Zarówno ceramika koreańska, jak i japońska, pozostawały pod silnym wpływem ceramiki chińskiej. Jednocześnie jednak oba kraje miały własne tradycje ceramiczne, które utrzymały swoją odrębność, przy czym Korea z reguły odgrywała rolę kulturalnego pomostu dla chińskich wpływów w Japonii. Pierwsza ceramika na terenie Korei pojawiła się na początku 7 tysiąclecia p.n.e. Najwcześniejsza tradycja ceramiczna kojarzona jest z neolityczną kulturą Jeulmun, zaś bardziej wyrafinowana ceramika pojawiła się w epoce brązu, ok. 1500 p.n.e., wraz z nastaniem kultury Mumun. Późniejszą koreańską ceramikę czasami trudno odróżnić od współczesnych jej wyrobów wytwarzanych w północno zachodnich prowincjach Chin w okresie Han do Tang. Pierwsze niewątpliwe naczynia z kamionki pojawiły się w królestwie Gaya (I w.–562) (zobacz ilustracja ceremonialnej wazy z podstawą), przy czym były one wzorowane na wyrobach metalowych. W królestwie Silla w IX w. na naczyniach pojawiła się oliwkowa lub żółta glazura, co wiązane jest z wpływem chińskiej ceramiki sancai. W epoce Goryeo (918–1392) zaczęto wytwarzać porcelanę, przy czym słynne są zwłaszcza celadony z tego okresu, o barwach niebieskawych i szarawych, później zaś bladooliwkowych (zobacz ilustracja dzbana w kształcie tykwy). Chińscy uczeni epoki Song cenili koreańskie celadony wyżej od rodzimych. W tym okresie w dekoracji naczyń wprowadzono też specyficznie koreańską technikę inkrustacji (kor. sanggam) (zobacz ilustracja wazy w stylu buncheong). Z okresem Joseon (1392–1910) kojarzona jest przede wszystkim porcelana biała, w tym dekorowana na niebiesko, która charakteryzuje się oszczędną dekoracją, co pozostaje w wyraźnym kontraście do chińskiej porcelany epoki Ming i Qing.
Nazwa najstarszej japońskiej kultury archeologicznej, Jōmon (13500–500 p.n.e.), pochodzi od jej „znaczonej sznurem” ceramiki, która jest jedną z najstarszych na świecie. Prawdopodobnie jej najsłynniejsze przykłady to tzw. płomienne naczynia (jap. Kaen-doki) (zobacz ilustracja), tworzone w środkowym okresie Jōmon (3650–2500 p.n.e.). Słynne są również tworzone przez cały okres Jōmon ceramiczne figurki Dogū. Ceramika epoki Yayoi (300 p.n.e.–300 n.e.) wykazuje wpływy koreańskie. Dla ceramiki okresu Kofun (300–538) charakterystyczne są figurki grobowe Haniwa. W okresie Asuka (538–710) ceramika zaczęła być wytwarzana na kole garncarskim i była bardziej wyrafinowana. W okresie Nara (710–794) pod wpływem chińskiej ceramiki epoki Tang pojawiły się pierwsze naczynia z prymitywną formą glazury. W okresie Heian (794–1185) zaczęto produkować wyroby imitujące chińskie celadony oraz szkliwa trójkolorowe (sancai). W XII wieku zaczęły powstawać regionalne ośrodki garncarstwa, takie jak Tokoname, Atsumi czy Seto i z tym wzrostem wytwórczości wiąże się pojawienie się oryginalnego japońskiego stylu w ceramice. 
Pod koniec XIV wieku sprowadzono wielu garncarzy koreańskich, co wiązało się z rosnącym znaczeniem ceremonii picia herbaty, która miała coraz większy wpływ na ceramikę (zob. Chawan). Do słynnych czarek przeznaczonych do picia herbaty należały m.in. tenmoku i raku. Z początkiem XVII wieku w pobliżu Arita odnaleziono złoża kaolinu i z pomocą koreańskich garncarzy, których wielka liczba znalazła się w Japonii w rezultacie japońskiej inwazji Korei (1592–1598), uruchomiono produkcję porcelany. Ponieważ do Europy wysyłano ją z portu Imari, stała się tam znana jako porcelana Imari. Jej technika i dekoracja wiele zawdzięczała wpływom koreańskim i chińskim. Początkowo dominowała porcelana niebiesko–biała, później zaś pojawiła się również polichromowana porcelana kakiemon. W okresie załamania się chińskiej produkcji po upadku dynastii Ming japońska porcelana była masowo eksportowana do Europy i wywarła trwały wpływ na europejską ceramikę. W późniejszym okresie wzrosło znaczenie porcelany produkowanej w Kutani (dzis. część miasta Kaga), która po otwarciu Japonii w drugiej połowie XIX wieku zaczęła być eksportowana do Europy.

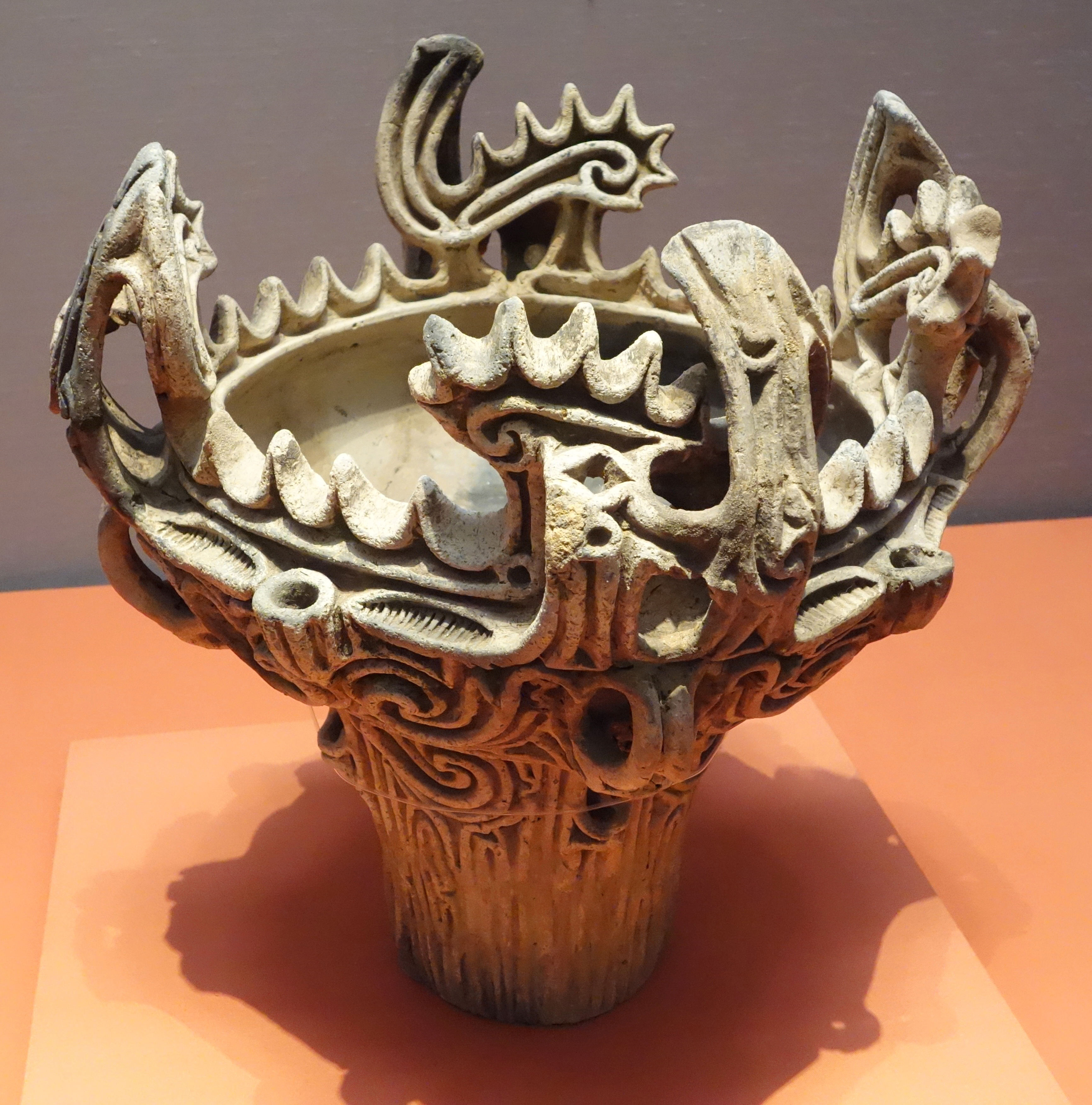
„Płomienne naczynie” (jap. Kaen-doki) znalezione na stanowisku archeologicznym Umataka-Sanjūinaba. Środkowy okres Jōmon (3650–2500 p.n.e.). Muzeum Narodowe w Tokio
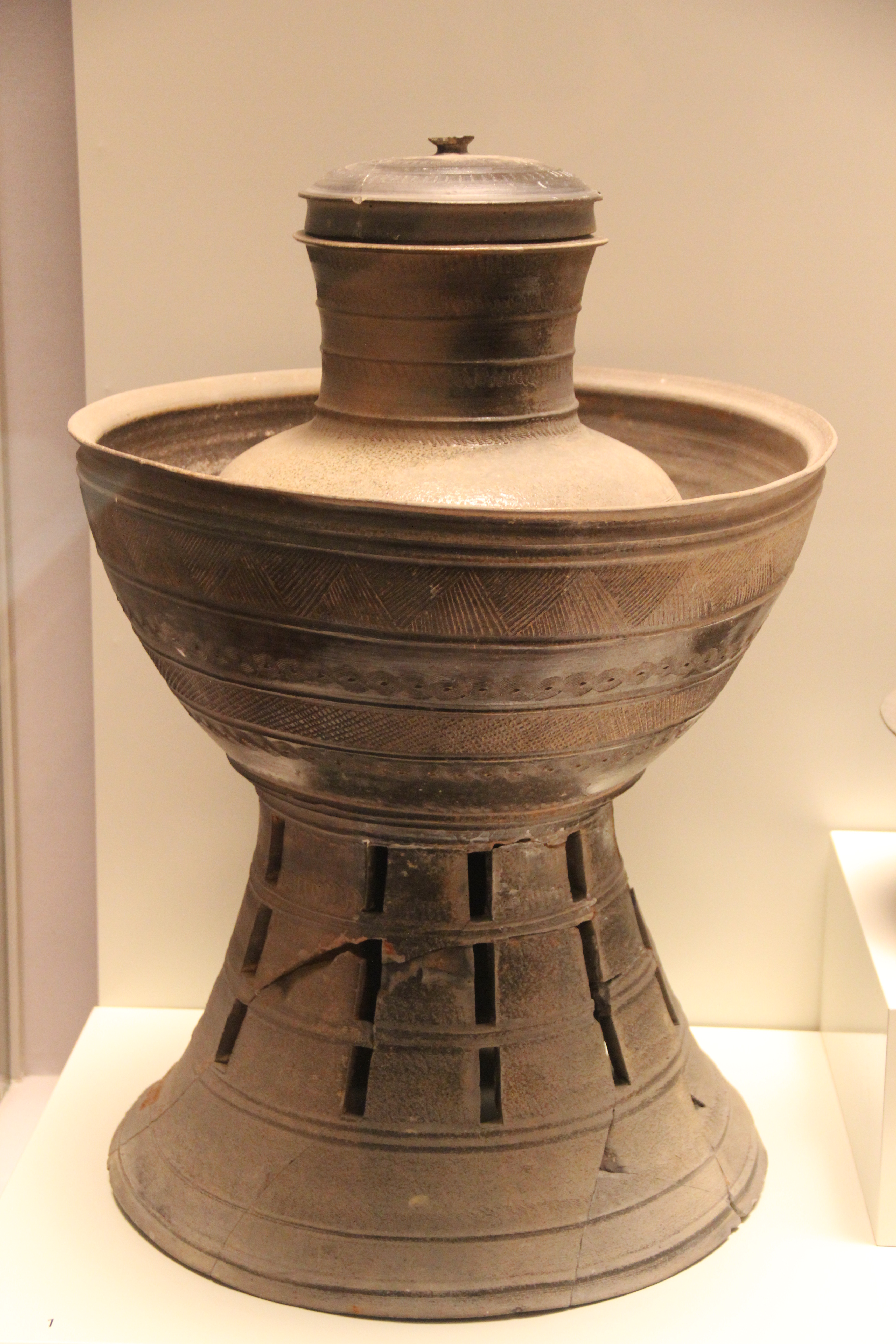
Ceremonialna waza z podstawą. Gaya (I w.–562). Muzeum Narodowe Korei
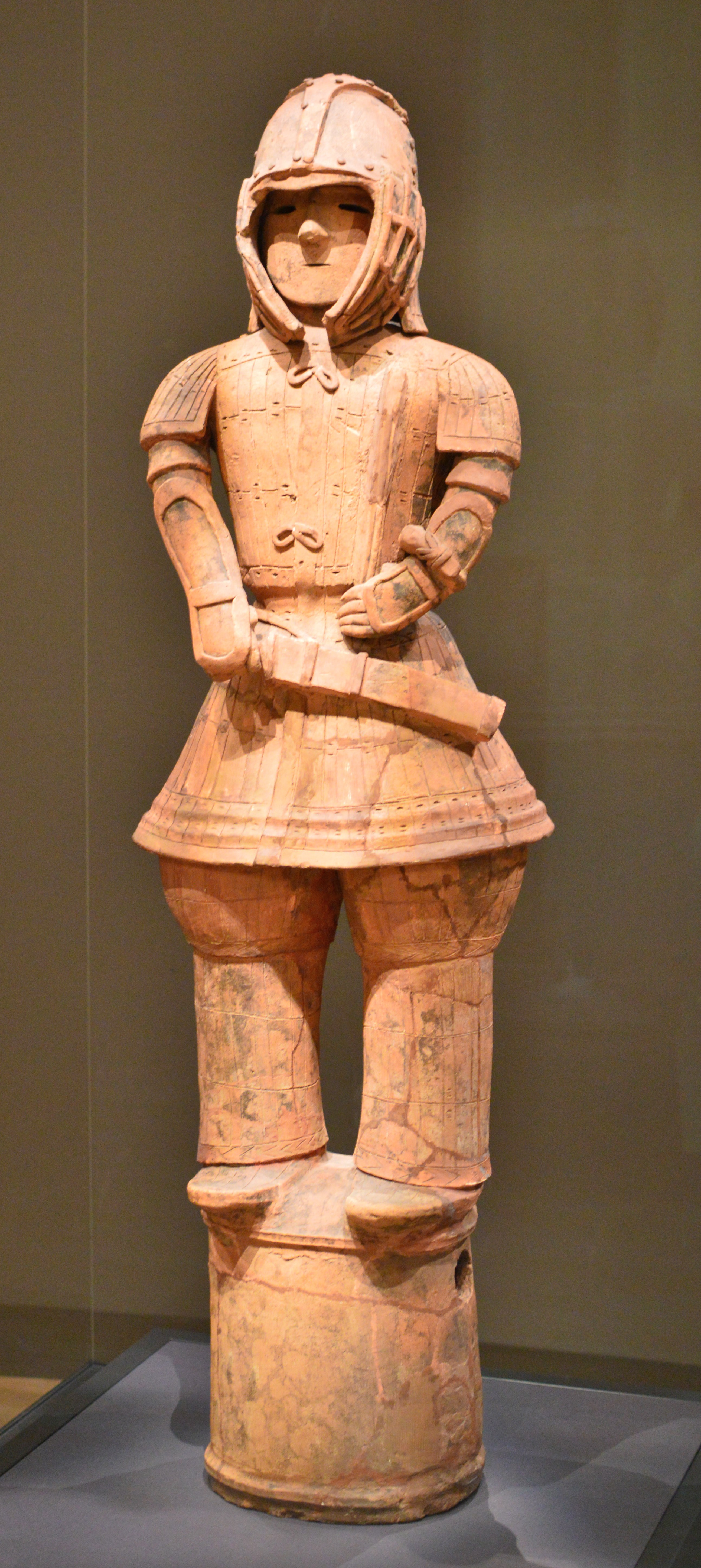
Figura Haniwa w zbroi keiko. Skarb Narodowy Japonii, VI wiek. Muzeum Narodowe w Tokio
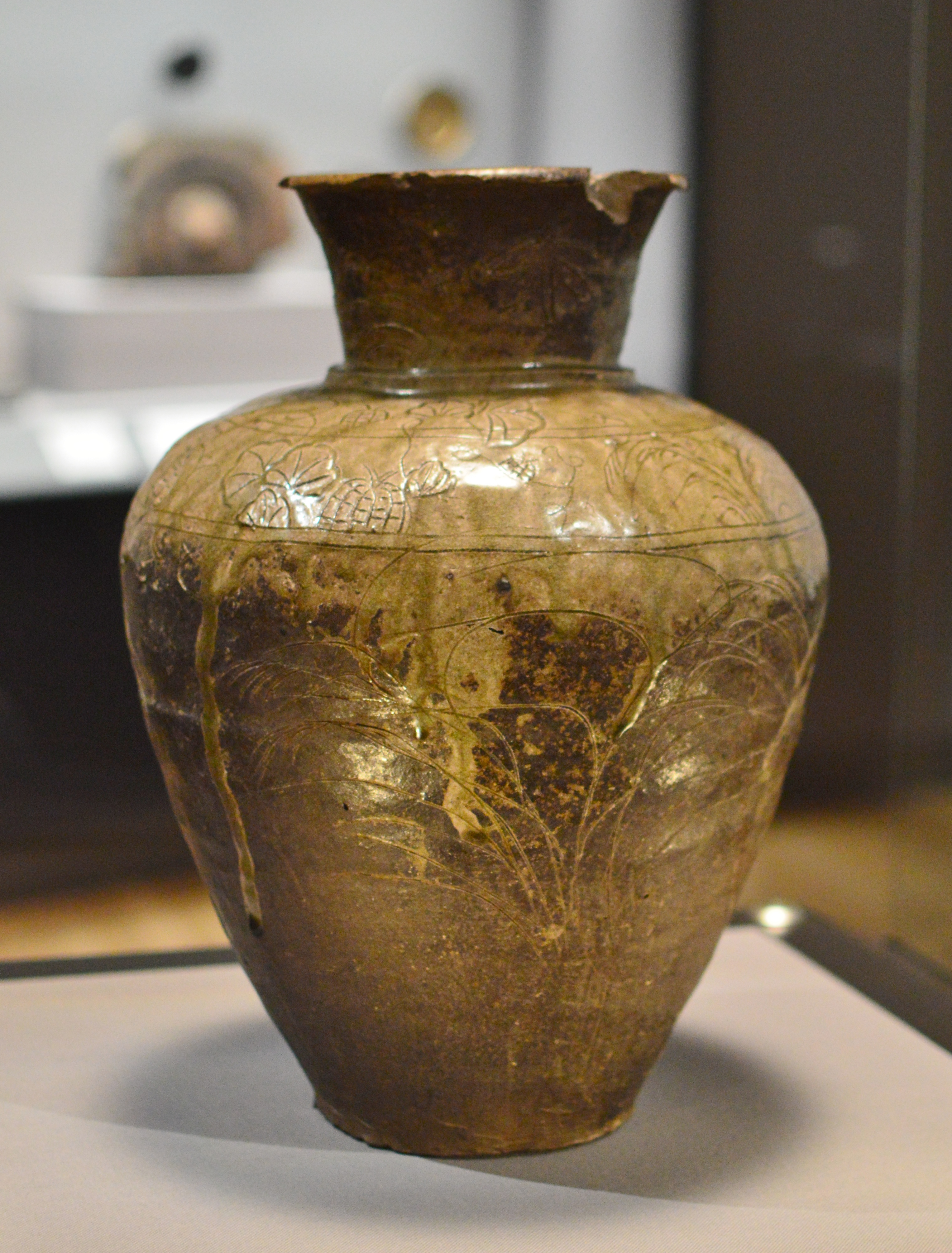
Dzban ze wzorem jesiennej trawy. Okres Heian, XI–XII w. Skarb Narodowy Japonii. Uniwersytet Keiō
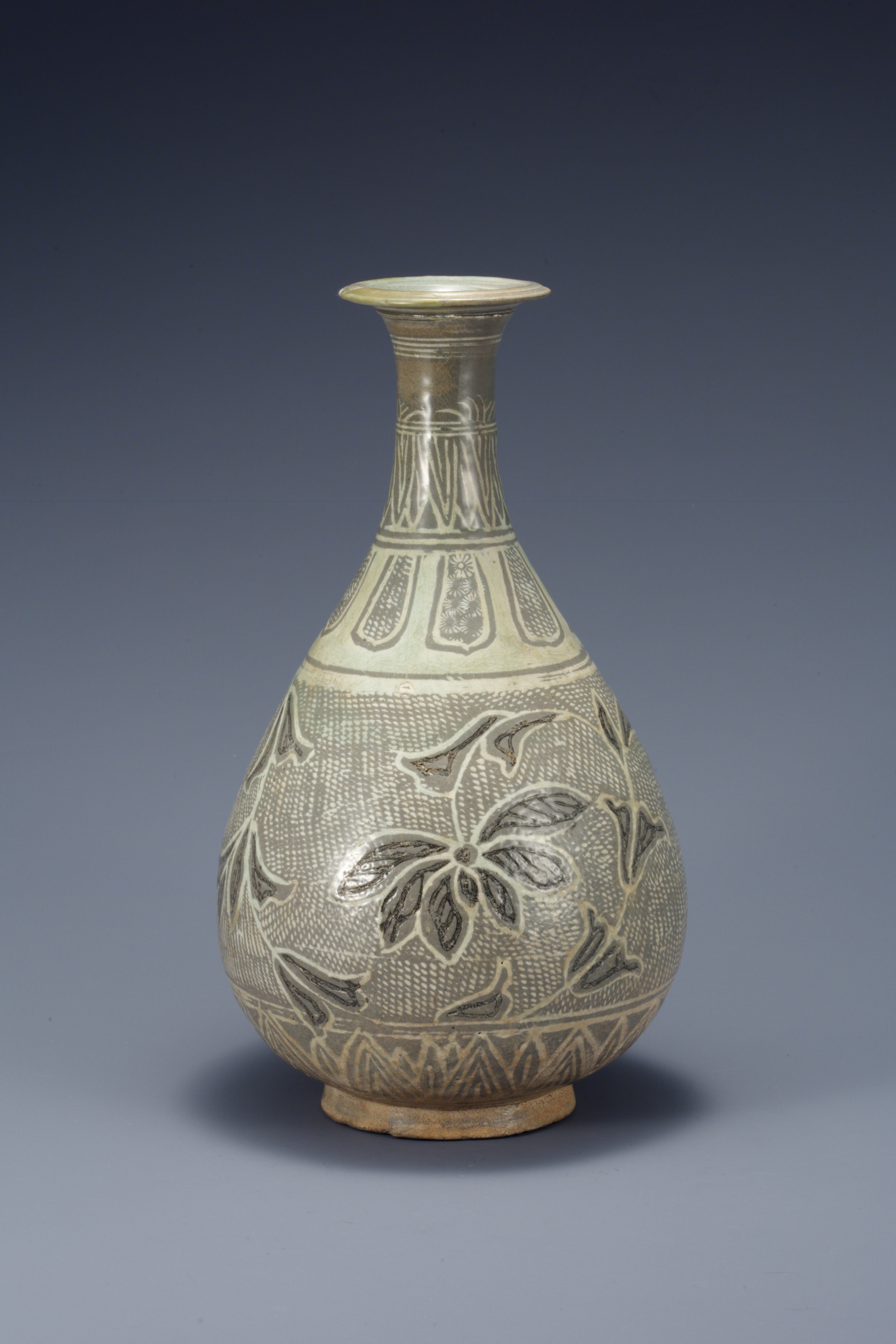
Waza w stylu buncheong z inkrustowaną (kor. sanggam) dekoracją w formie kwiatu lotosu. XV wiek. Muzeum Narodowe Korei
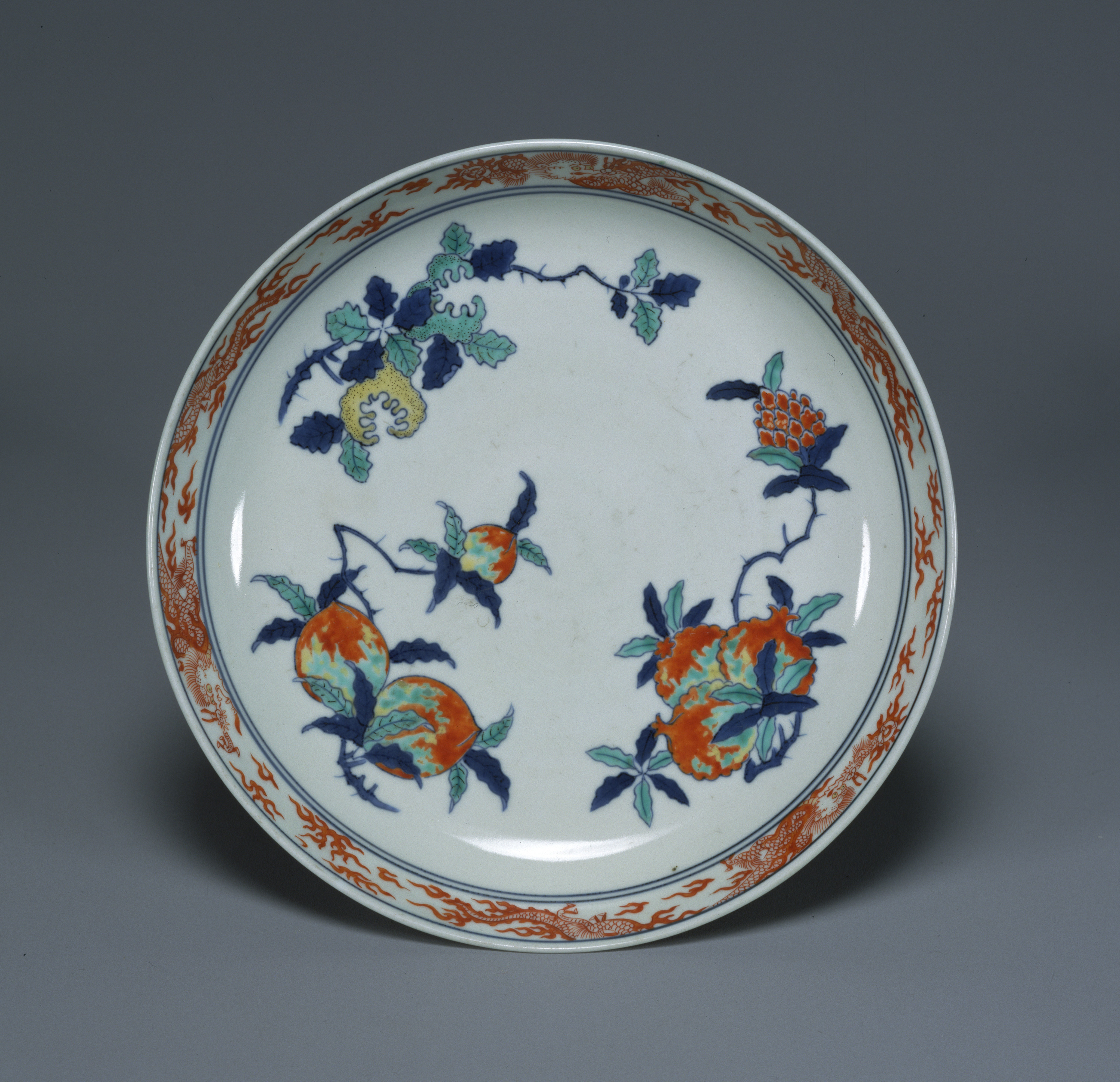
Talerz z dobrowróżbnym owocem. Porcelana kakiemon, era Enpō (1673–1681). Skarb Narodowy Japonii. Muzeum Narodowe w Tokio
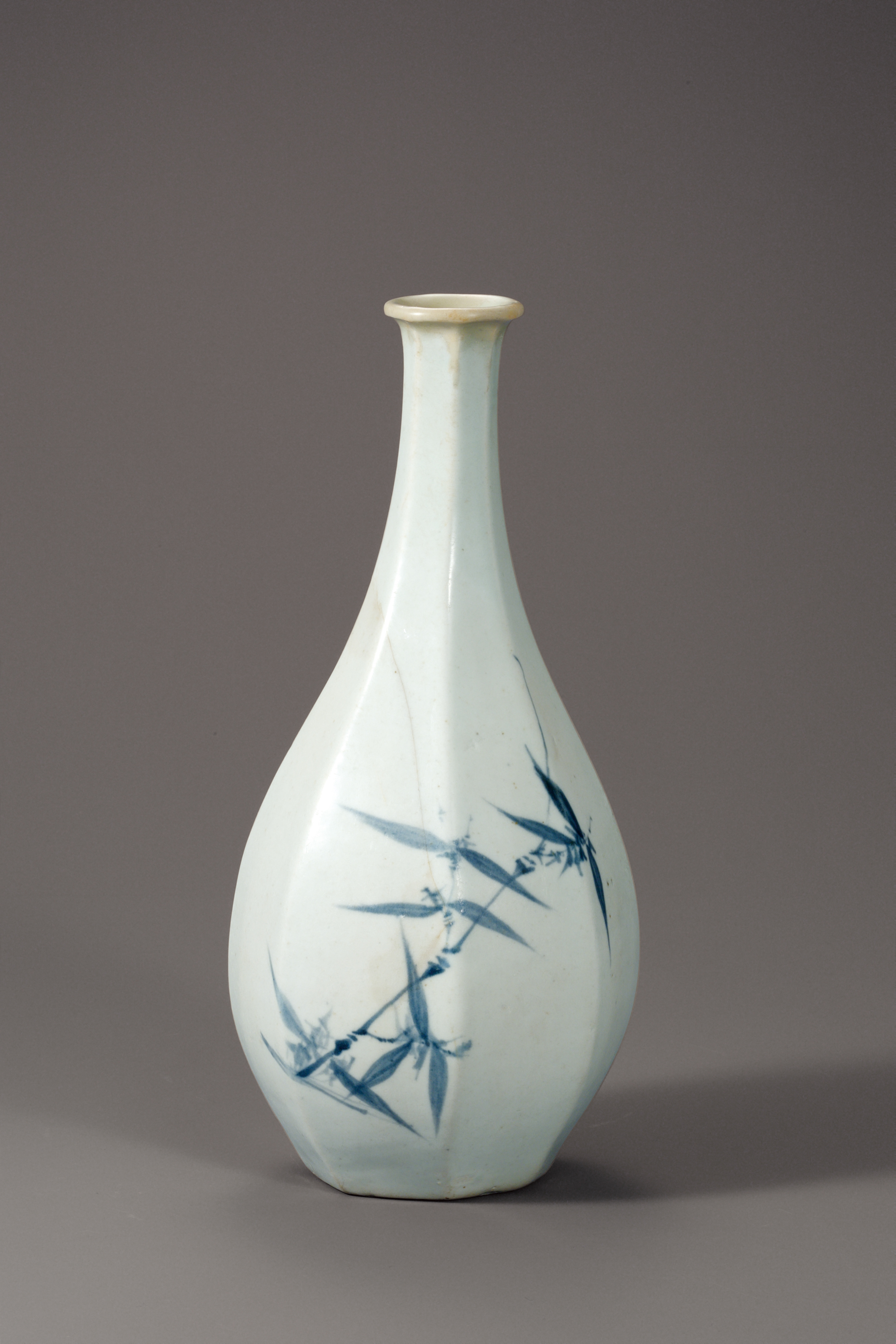
Porcelanowa butla z niebiesko–białą dekoracją przedstawiającą bambusa i orchideę. Korea, XVIII wiek. Muzeum Narodowe Korei

### Powstanie europejskiej porcelany

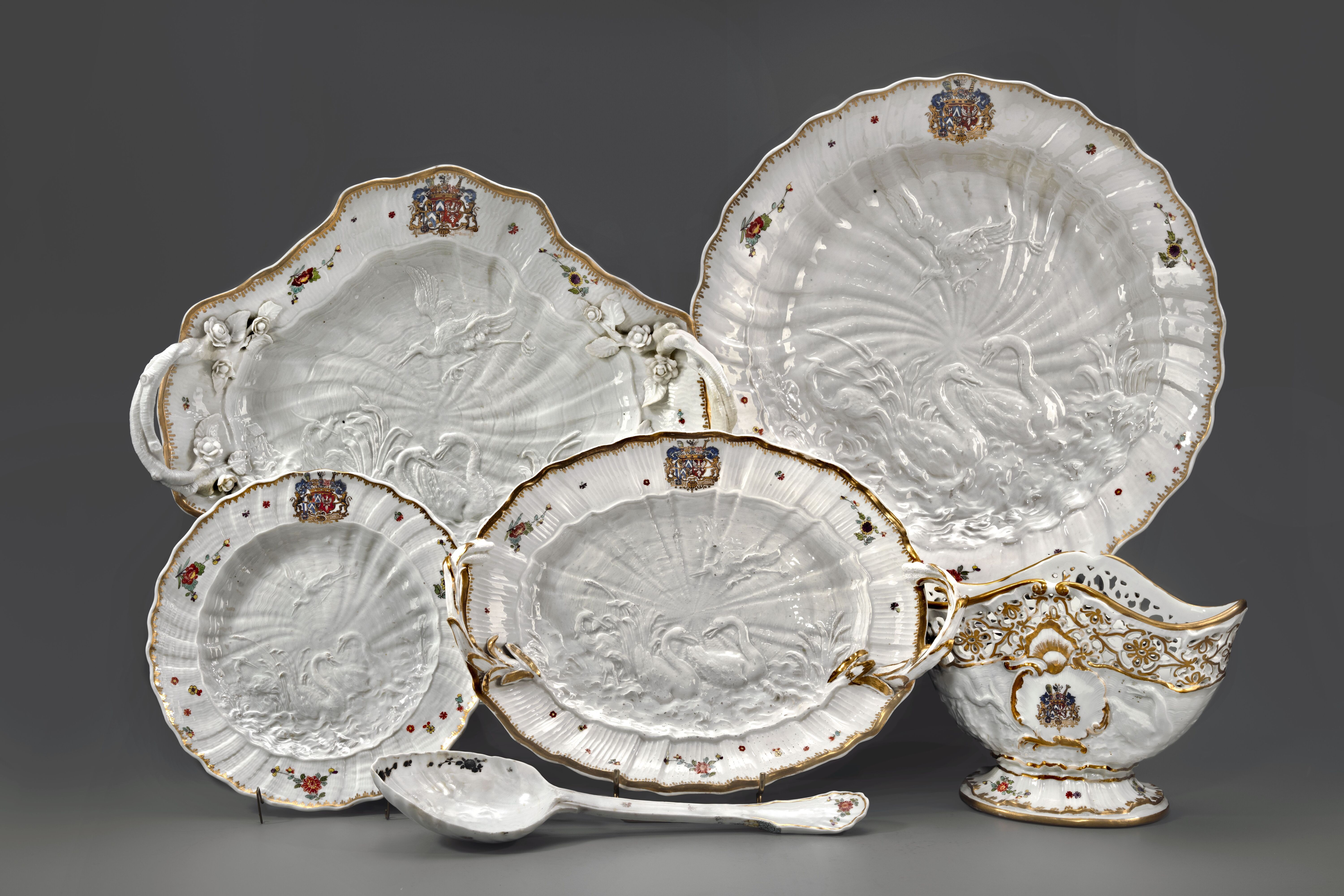
Naczynia z Serwisu łabędziego zaprojektowanego przez Johanna Joachima Kändlera w Muzeum Narodowym w Warszawie. Miśnia, 1738–1742

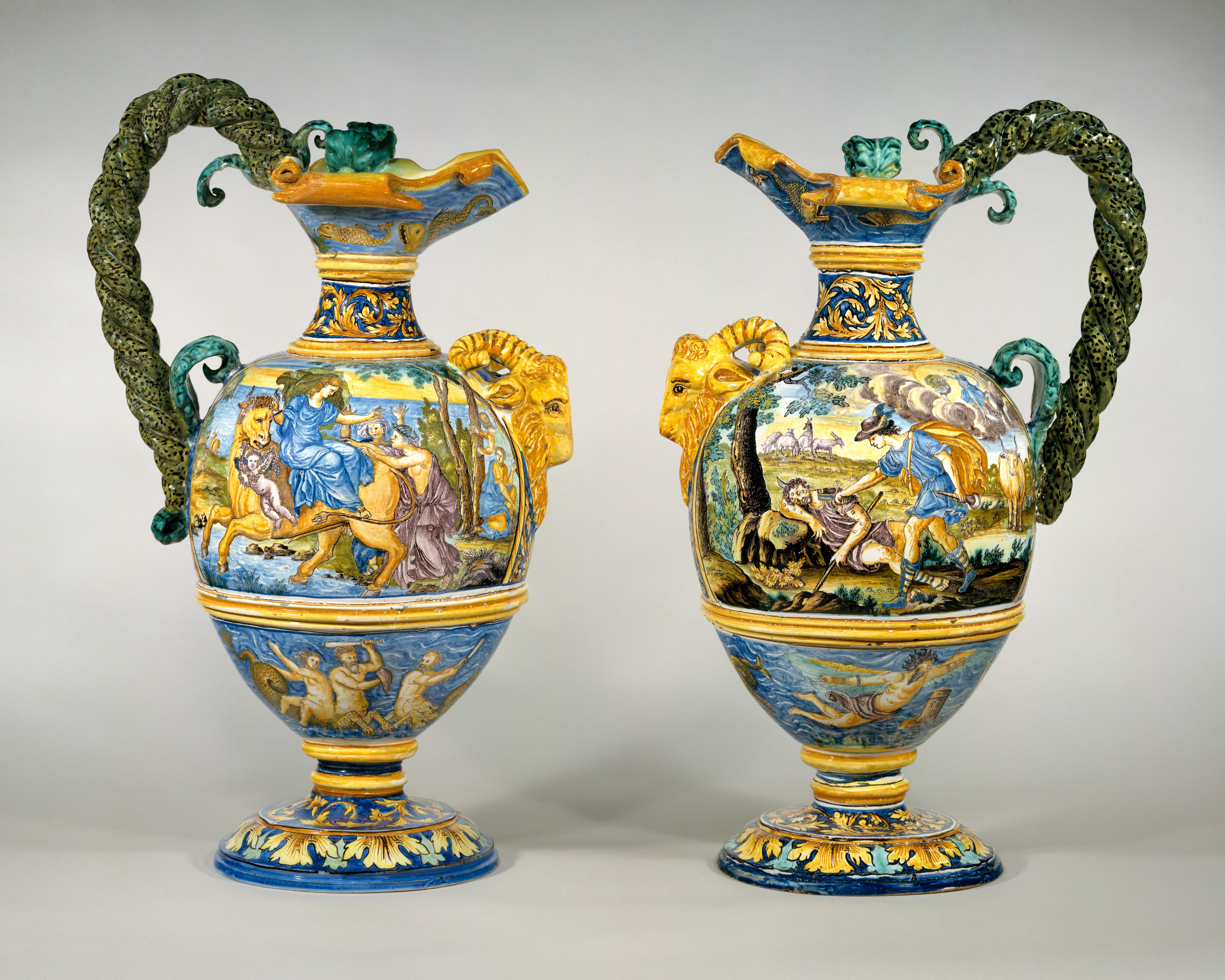
Para fajansowych dzbanów w stylu Ludwika XIV. Nevers, ok. 1680. Metropolitan Museum of Art

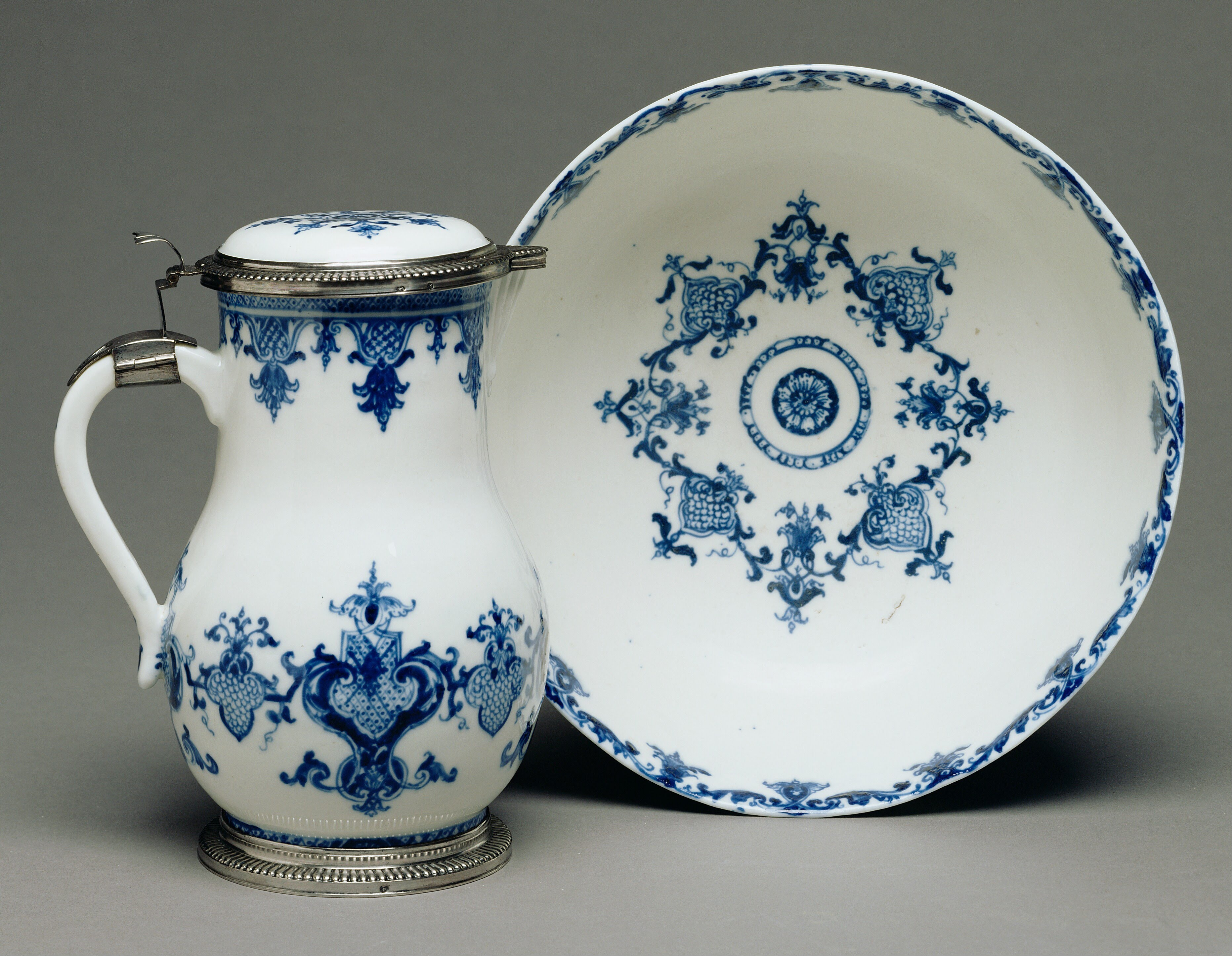
Dzban z pokrywką i półmisek. Miękka porcelana z Saint-Cloud, ok. 1715–1720. J. Paul Getty Museum

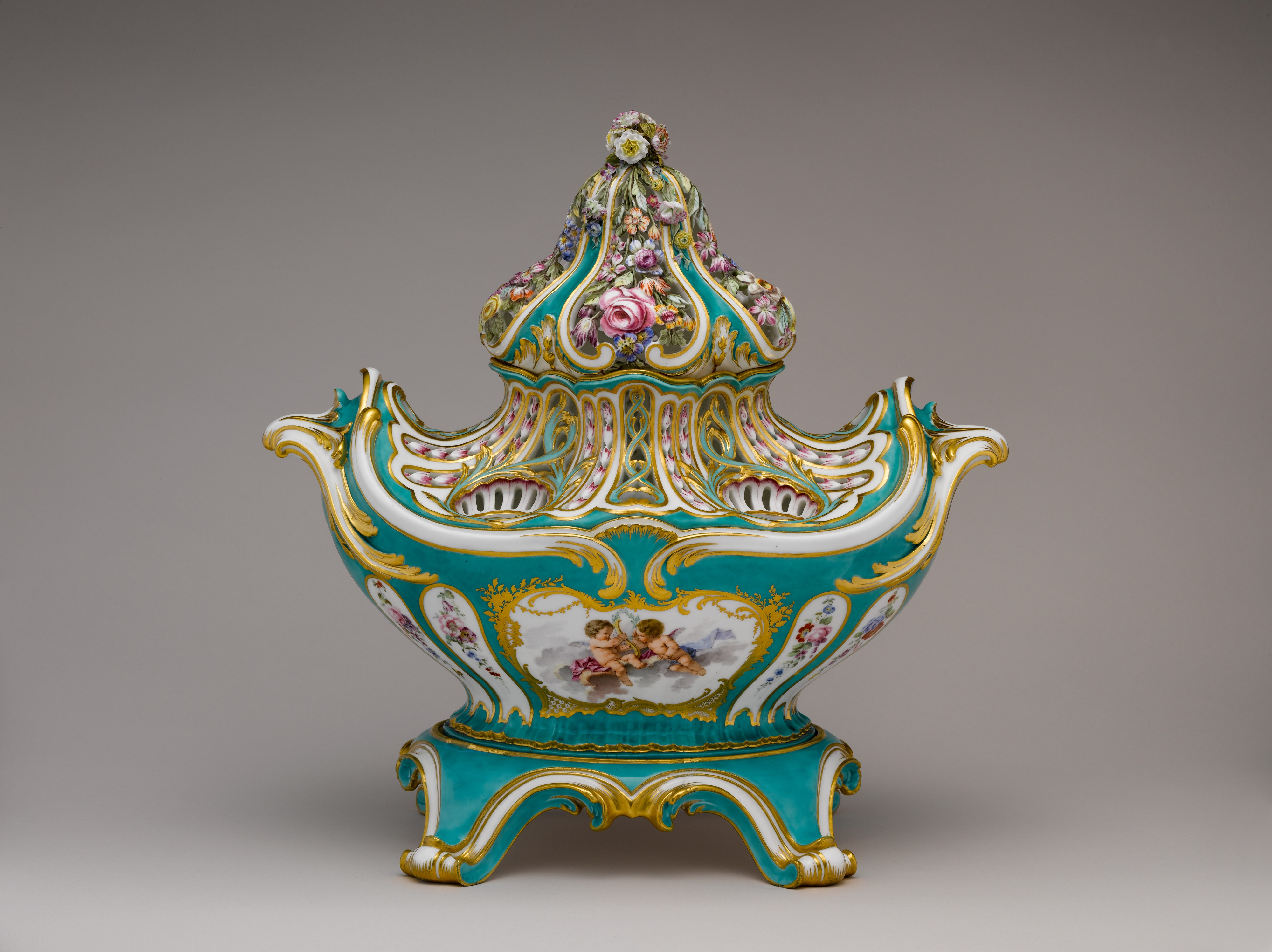
Waza pot–pourri z miękkiej porcelany wykonana dla markizy de Pompadour. Sèvres, 1756–1757. Metropolitan Museum of Art

Europejczycy zapoznali się z chińską porcelaną pod koniec epoki Ming i odtąd ich celem stało się doścignięcie ideału białego, przeświecającego ceramicznego ciała. Pierwsza istotna próba na tej drodze odbyła się we Florencji pod patronatem Franciszka Medyceusza (zm. 1587), od którego powstałe wówczas naczynia nazywa się dziś porcelaną medycejską. Wypalana w temperaturze znacznie niższej niż chińska porcelana, ceramika ta miała z nią niewiele wspólnego również pod względem składu, który oprócz gliny opierał się na substancjach używanych przy produkcji szkła, takich jak biały piasek i fryta. Była jednak rzeczywiście biała i przezroczysta, a tym samym może być uznana za pierwszą „miękką porcelanę”, jak zaczęto wkrótce nazywać europejskie substytuty porcelany tworzone aż do początku XIX wieku. Eksperyment z porcelaną medycejską nie przeżył swojego patrona i w tej sytuacji próbując tworzyć imitacje chińskiej porcelany Europejczycy zwrócili się do dobrze znanego im fajansu. Celowały w tym zwłaszcza nowopowstałe manufaktury w holenderskim Delft, które skoncentrowały się na produkcji naczyń naśladujących biało–niebieską porcelanę. W 1673 nową wersję miękkiej porcelany stworzono w manufakturze fajansu w Rouen, zaś w 1690 kolejną zaczęto produkować w Saint-Cloud. Rozpowszechnienie różnych odmian miękkiej porcelany w XVIII-wiecznej Francji sprawiło, że zaczęto ją nazywać „porcelaną francuską”.
W 1709 Johann Friedrich Böttger ogłosił odkrycie receptury właściwej („twardej”) porcelany, zaś rok później pod patronatem Augusta Mocnego powstała produkująca ją manufaktura w Miśni. Sekretu produkcji porcelany nie dało się utrzymać w tajemnicy i w Europie zaczęły powstawać kolejne produkujące ją manufaktury. Wiele z nich, tak samo jak Miśnia, objętych było królewskim patronatem, co wiąże się z faktem, że produkcja „białego złota” była uważana za kwestię królewskiego prestiżu i sprawę wagi państwowej. Państwowe manufaktury porcelany powstały kolejno w Wiedniu (1718), Sevrès (1740), Capodimonte (1743), Petersburgu (1744), Nymphenburgu (1747), Berlinie (1761) i Kopenhadze (1775). W razie finansowych kłopotów mogąc liczyć na królewskie wsparcie manufaktury te koncentrowały się na schlebianiu arystokratycznym gustom, podejmując często ekstrawaganckie z artystycznego punktu widzenia projekty, czemu sprzyjała atmosfera panującego wówczas baroku i rokoka. Był to również czas niezwykłego rozkwitu produkcji porcelanowych figurek, modelowanych przez takich mistrzów jak Kändler z Miśni i Bustelli z Nymphenburga.
Pomimo rosnącej konkurencji Miśni udało się utrzymać prymat wśród europejskich producentów porcelany aż do czasu wojny siedmioletniej (1756–1763). Później artystyczne przewodnictwo stopniowo przejęła manufaktura w Sevrès, która po ekstrawagancjach rokoka (zobacz ilustracja wazy pot–pourri) zaczęła wprowadzać neoklasyczny styl Ludwika XVI. Charakterystyczny dla niego był m.in. wyrób figurek z biskwitu (zobacz ilustracja grupy figuralnej  „Lekcja gry na flecie”), który miał imitować antyczny marmur. W trakcie rewolucji francuskie wytwórnie porcelany przeszły okres dramatycznych zawirowań i w Europie zaczęła dominować porcelana angielska. W odróżnieniu od kontynentu, w Wielkiej Brytanii nigdy nie powstała żadna państwowa manufaktura porcelany i jej produkcja miała charakter czysto komercyjny oraz odbywała się w wielu różnych, konkurujących ze sobą ośrodkach. Jednym ze skutków tego stanu rzeczy była ogromna różnorodność, objawiająca się m.in. w produkcji zarówno miękkiej, jak i twardej, porcelany oraz rozwiniętej na miejscu porcelany kostnej. 
Chociaż próby naśladowania chińskiej porcelany od drugiej połowy XVI aż do XVIII wieku nadawały ton europejskiej ceramice, to w tym okresie w jej ramach pojawiło się również kilka innych istotnych zjawisk. We Włoszech i Francji nadal żywe były tradycje majoliki i w przeciwieństwie do Delft tamtejsze wytwórnie fajansu wciąż wytwarzały wiele polichromowanej ceramiki (zobacz ilustracja pary fajansowych dzbanów w stylu Ludwika XIV). To w ramach tej tradycji tworzył jeden z największych ceramików wszystkich czasów, Bernard Palissy (zm. 1589), który w swojej „ceramice rustykalnej” odwrócił zwyczajową konwencję, zgodnie z którą naturalne formy przybierały formę zgeometryzowanego ornamentu, prezentując całkowicie naturalistyczne kształty ułożone w piękne kompozycje (zobacz ilustracja półmiska w kształcie gondoli). W tym samym czasie w Niemczech rozwinęły się nowe formy kamionkowych naczyń pokrytych szkliwem solnym (znanych już od połowy XIV wieku), z rozbudowaną dekoracją reliefową, takie jak schnelle i bartmannskrug. Z końcem XVI wieku kamionka była prawdopodobnie najbardziej rozpowszechnioną formą ceramiki w północnej Europie i amerykańskich koloniach, używaną przez wszystkie warstwy społeczeństwa, w tawernach, na wiejskich weselach, w chatach, na miejskich targach, jak i w pałacach.

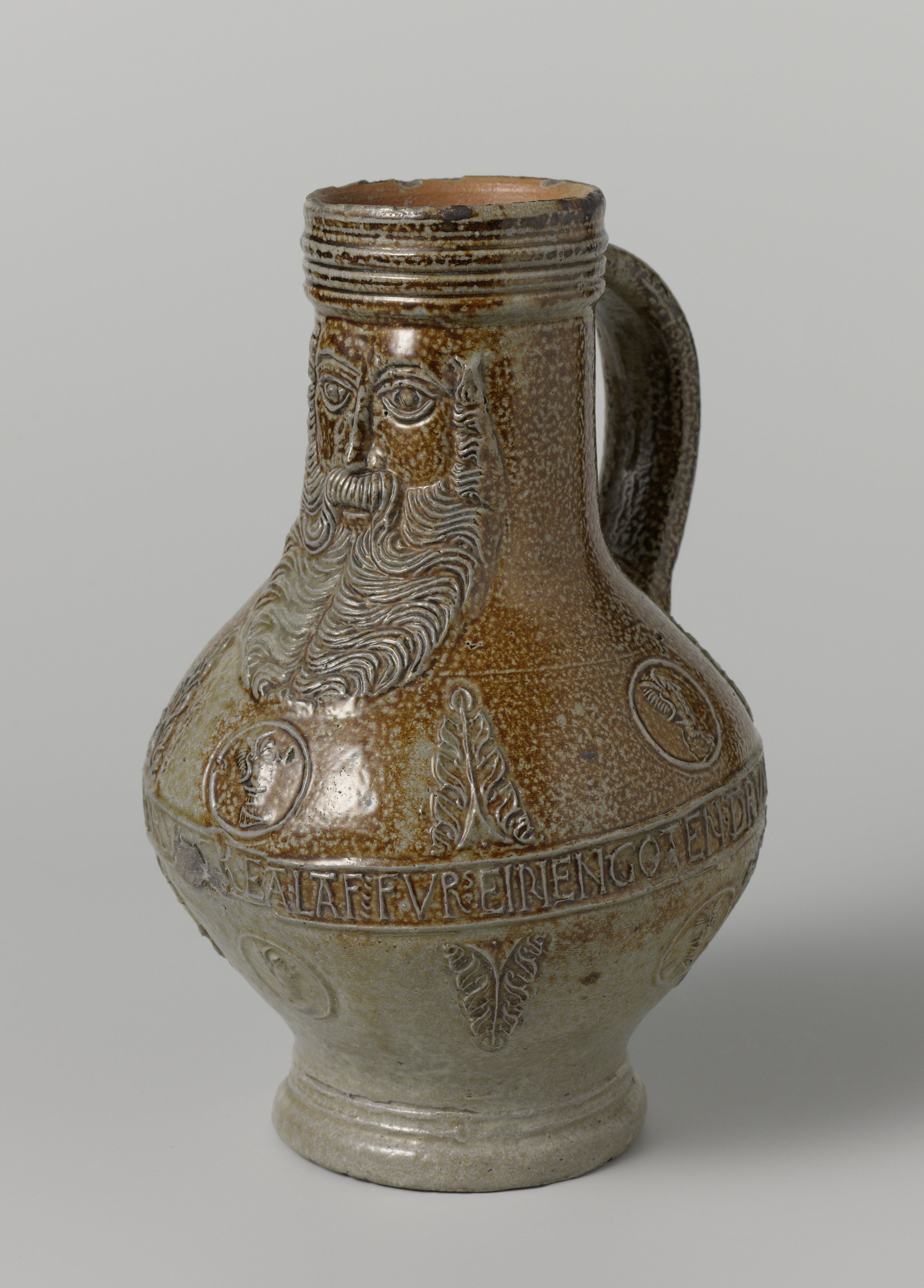
Bartmannskrug. Kolonia, ok. 1530–1570. Rijksmuseum
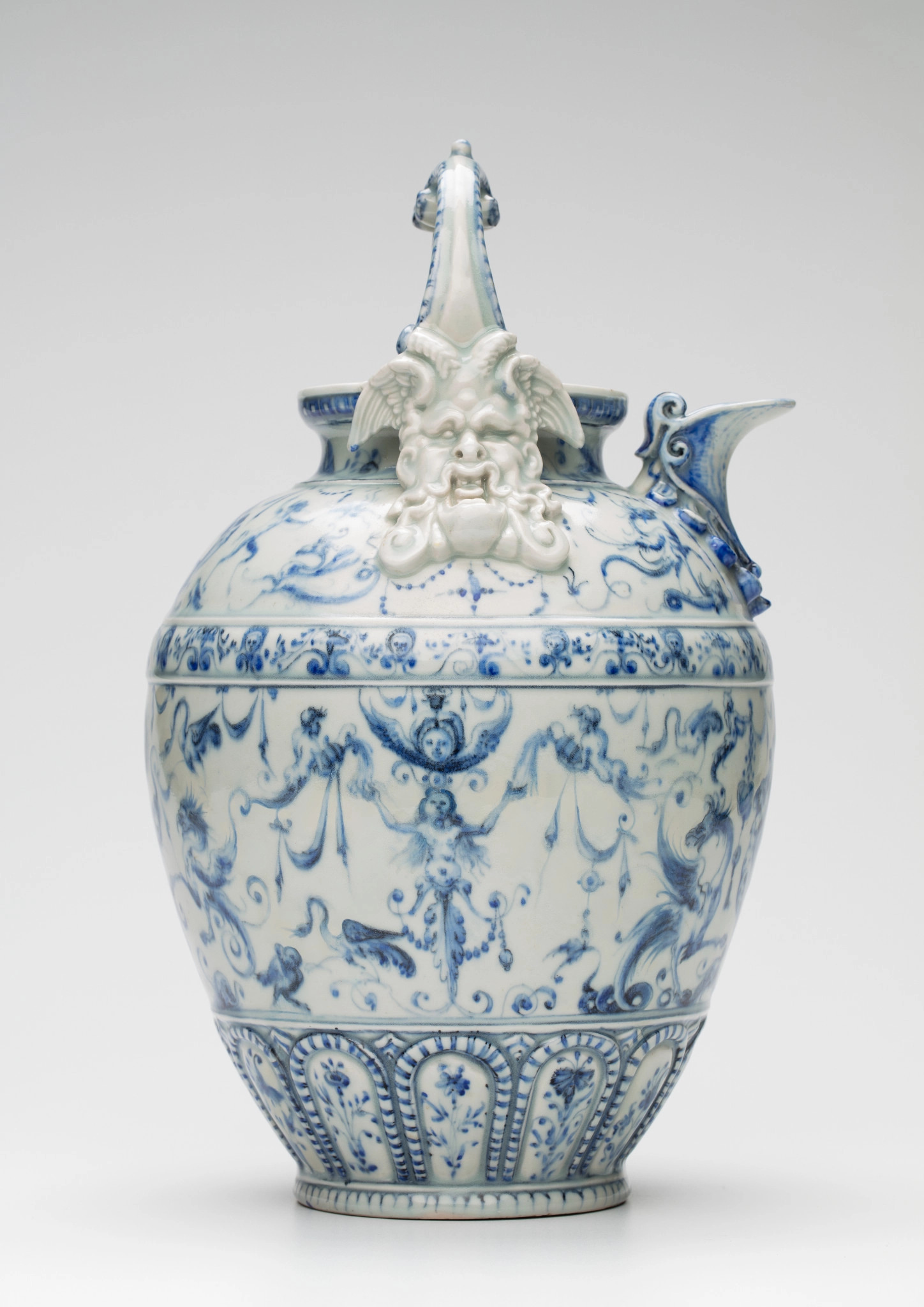
Waza z porcelany medycejskiej. Florencja, 1575–1578. Detroit Institute of Arts
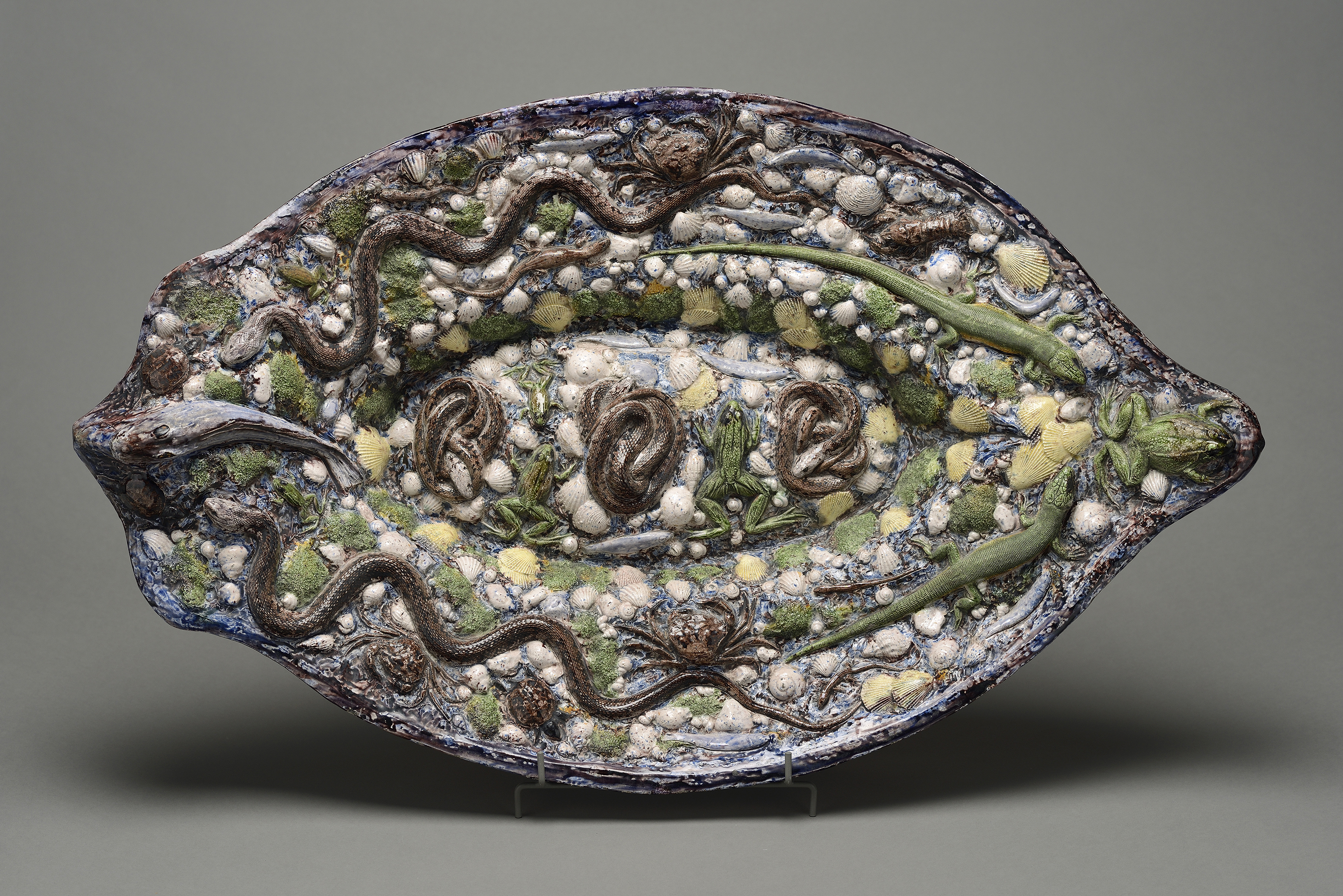
Półmisek w formie gondoli przypisywany Bernardowi Palissy’emu (zm. 1589). Musée des Beaux-Arts de Lyon
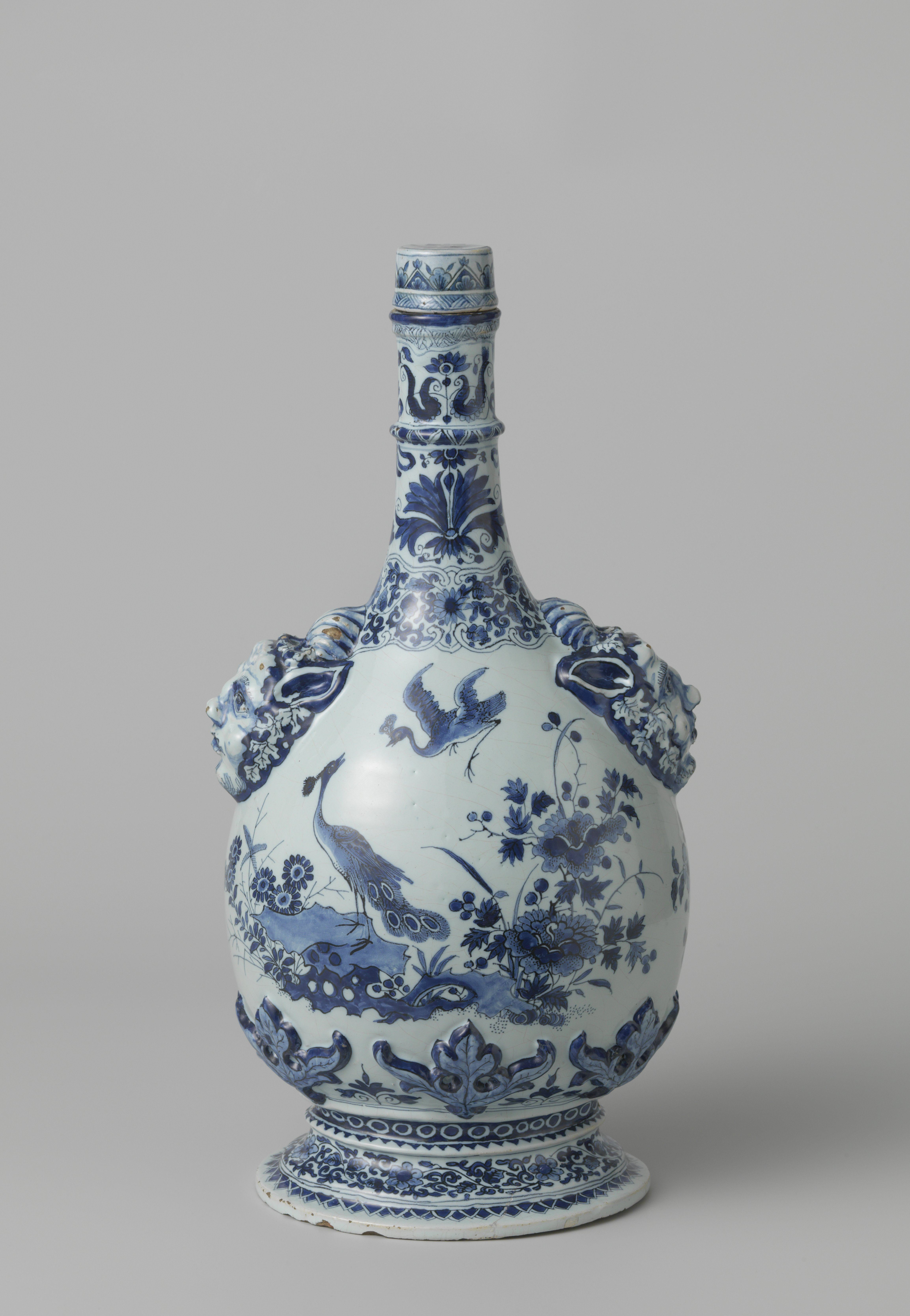
Fajansowa butla pielgrzyma dekorowana na modłę chińską. Delft, ok. 1680–1685. Rijksmuseum
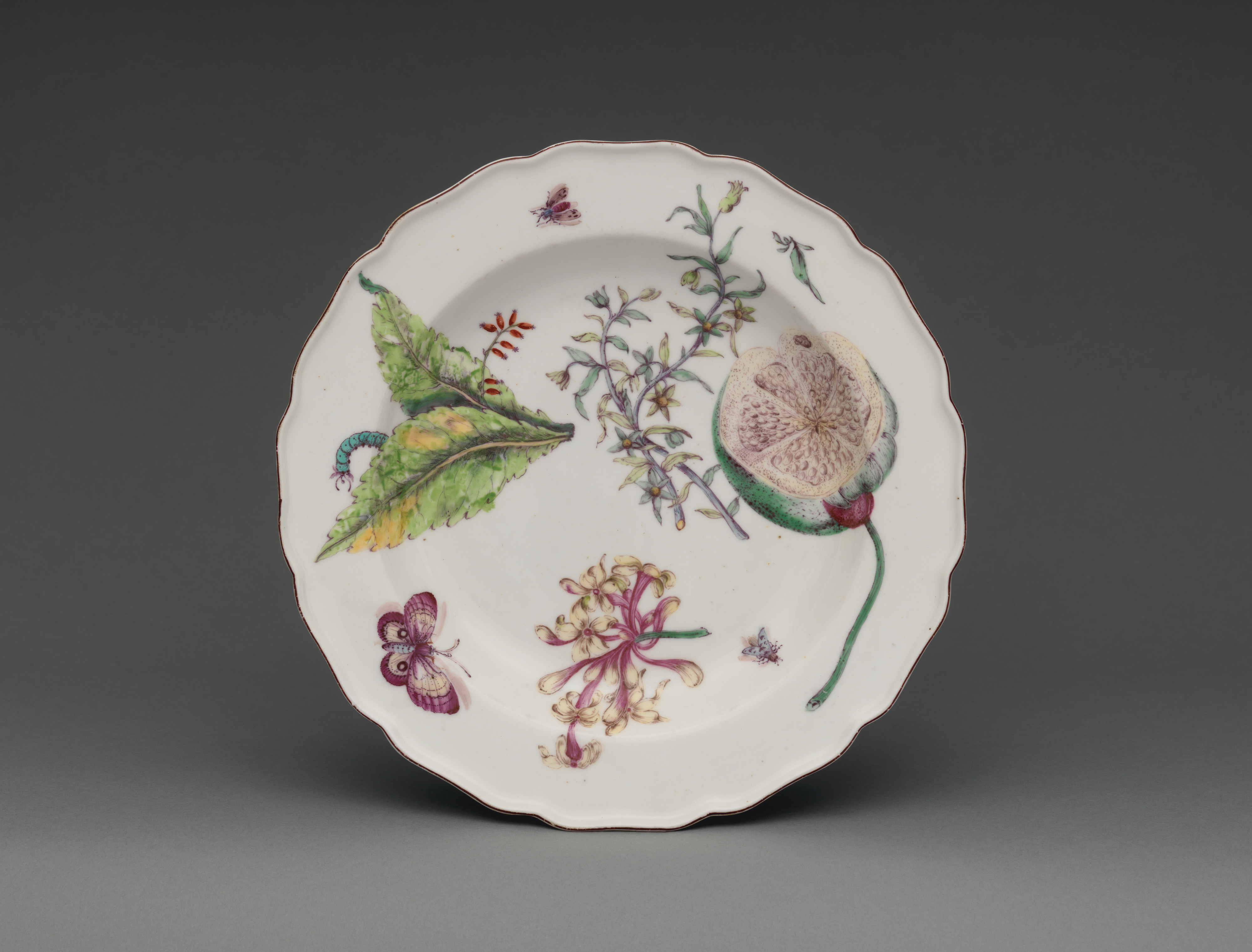
Talerz „botaniczny”. Miękka porcelana z Chelsea, ok. 1755. Metropolitan Museum of Art
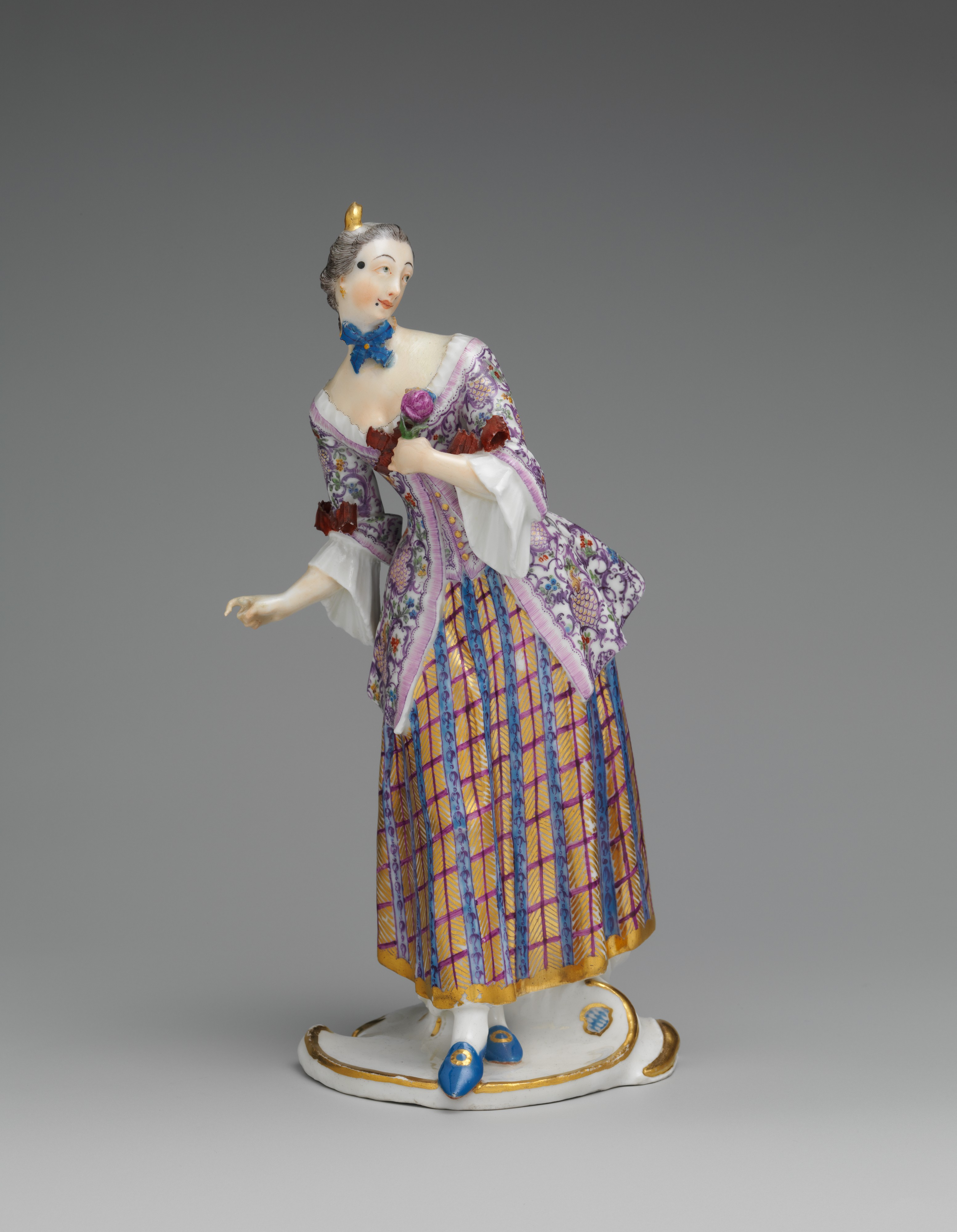
Lucynda, porcelanowa figurka z Commedia dell’arte wykonana przez Franza Antona Bustellego. Nymphenburg, ok. 1760. Metropolitan Museum of Art

### Ceramika w epoce przemysłowej

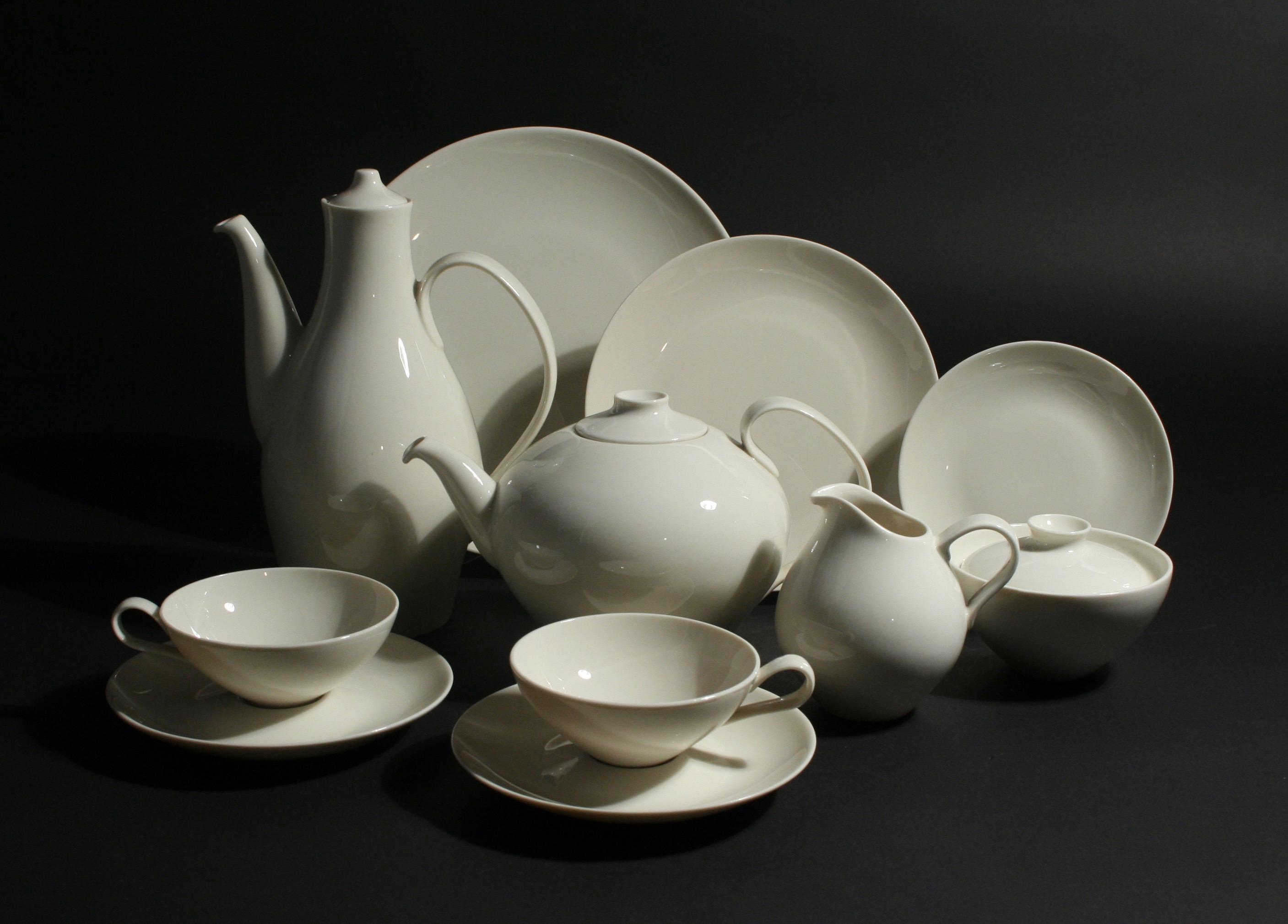
Serwis „Muzeum” zaprojektowany przez Evę Zeisel. Castleton China Co., New Castle, 1942. Museum of Modern Art

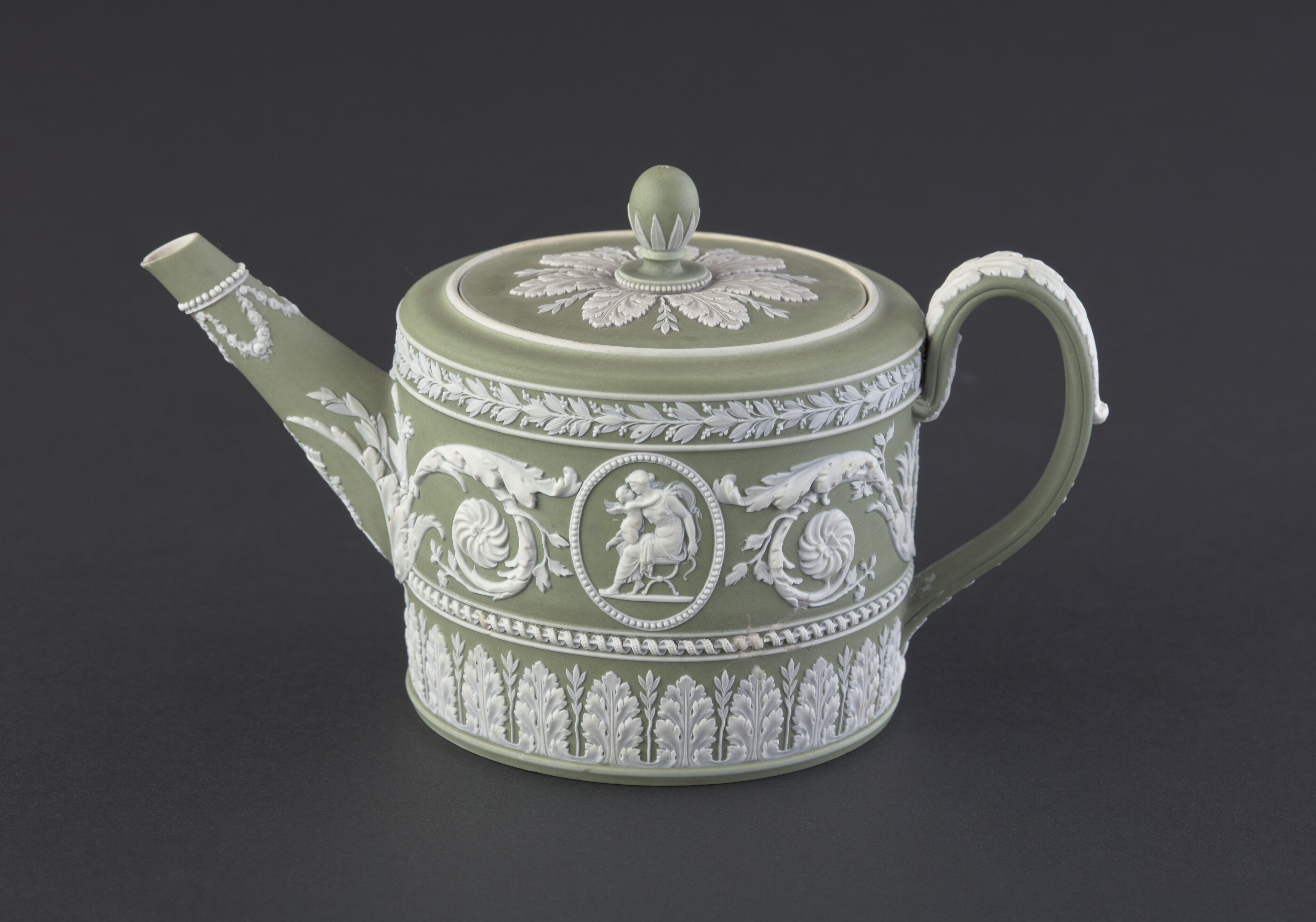
Imbryk z pokrywką z kamionki jaspisowej z serwisu księżnej Heleny Radziwiłłowej. Wedgwood, The Potteries, ok. 1788. Muzeum Narodowe w Warszawie, Oddział w Nieborowie

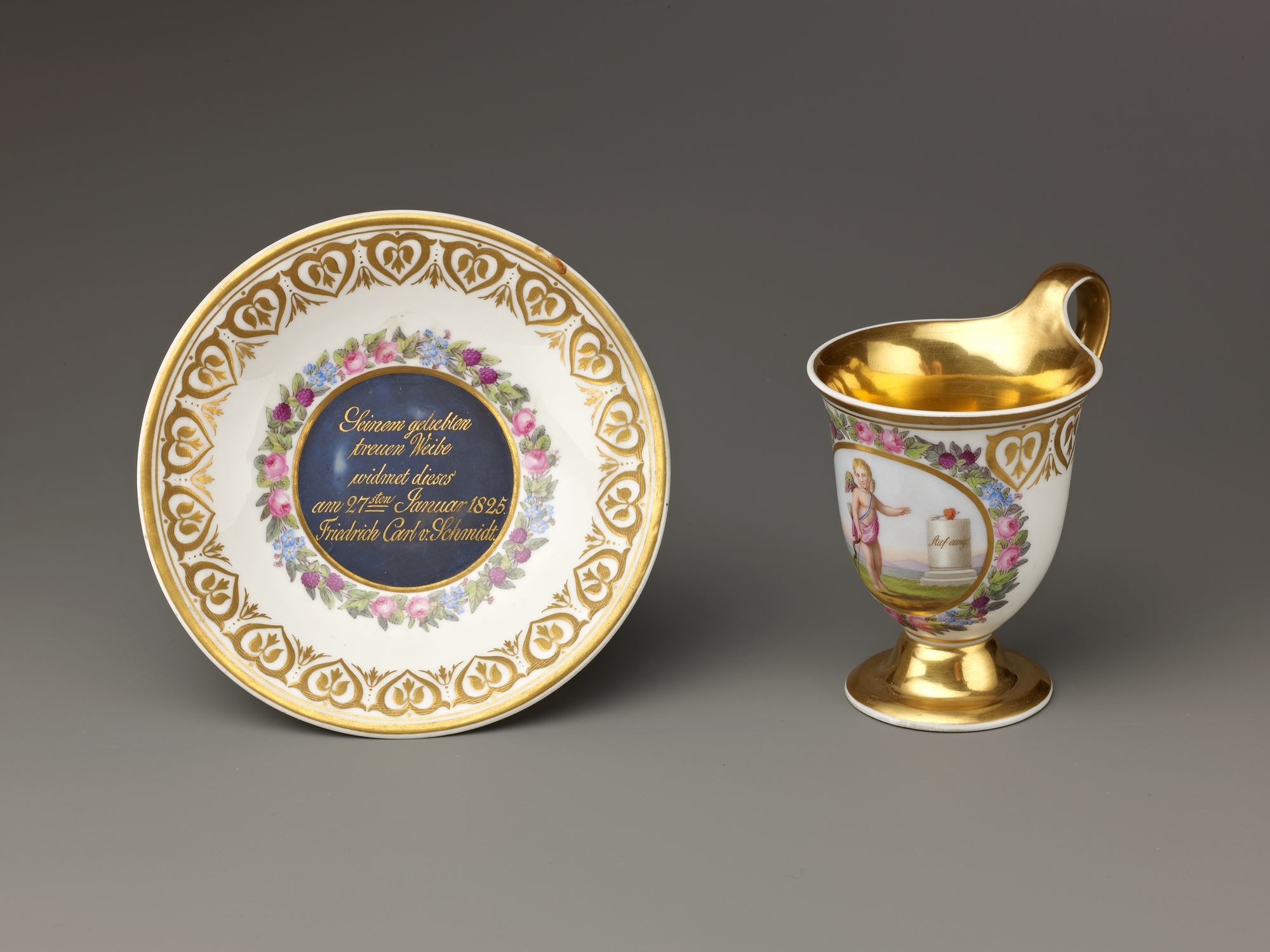
Porcelana w stylu biedermeier – puchar i spodek upamiętniające dwudziestopięciolecie małżeństwa. Berlin, ok. 1825. Metropolitan Museum of Art

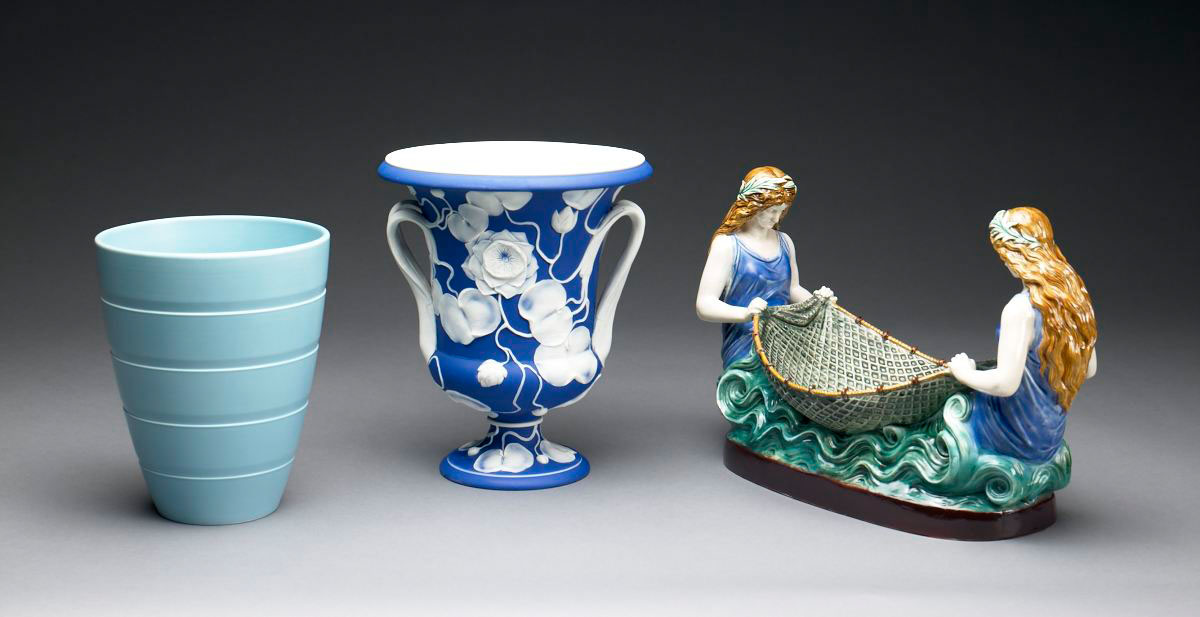
Wyroby spółki Wedgwood, od lewej do prawej: waza zaprojektowana przez Keitha Murraya, ok. 1930; naczynie do chłodzenia butelek, ok. 1950, i dekoracja stołu w formie dwóch najad trzymających sieć, kwiecień 1885. Birmingham Museum of Art

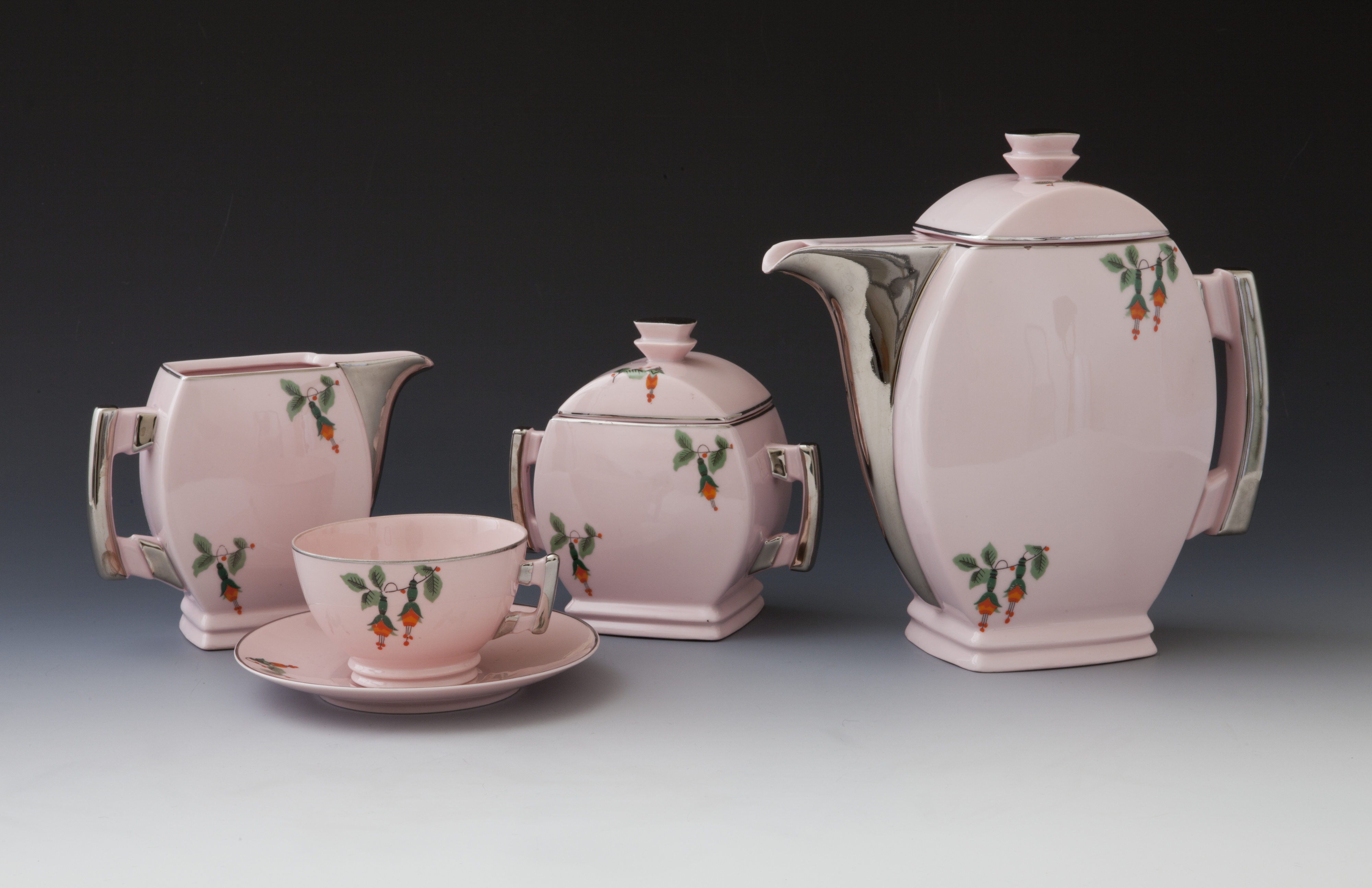
Serwis do herbaty „Płaski” w stylu art déco wykonany z różowej porcelany w Zakładach Porcelany „Ćmielów”, 1932-1934. Muzeum Narodowe w Krakowie

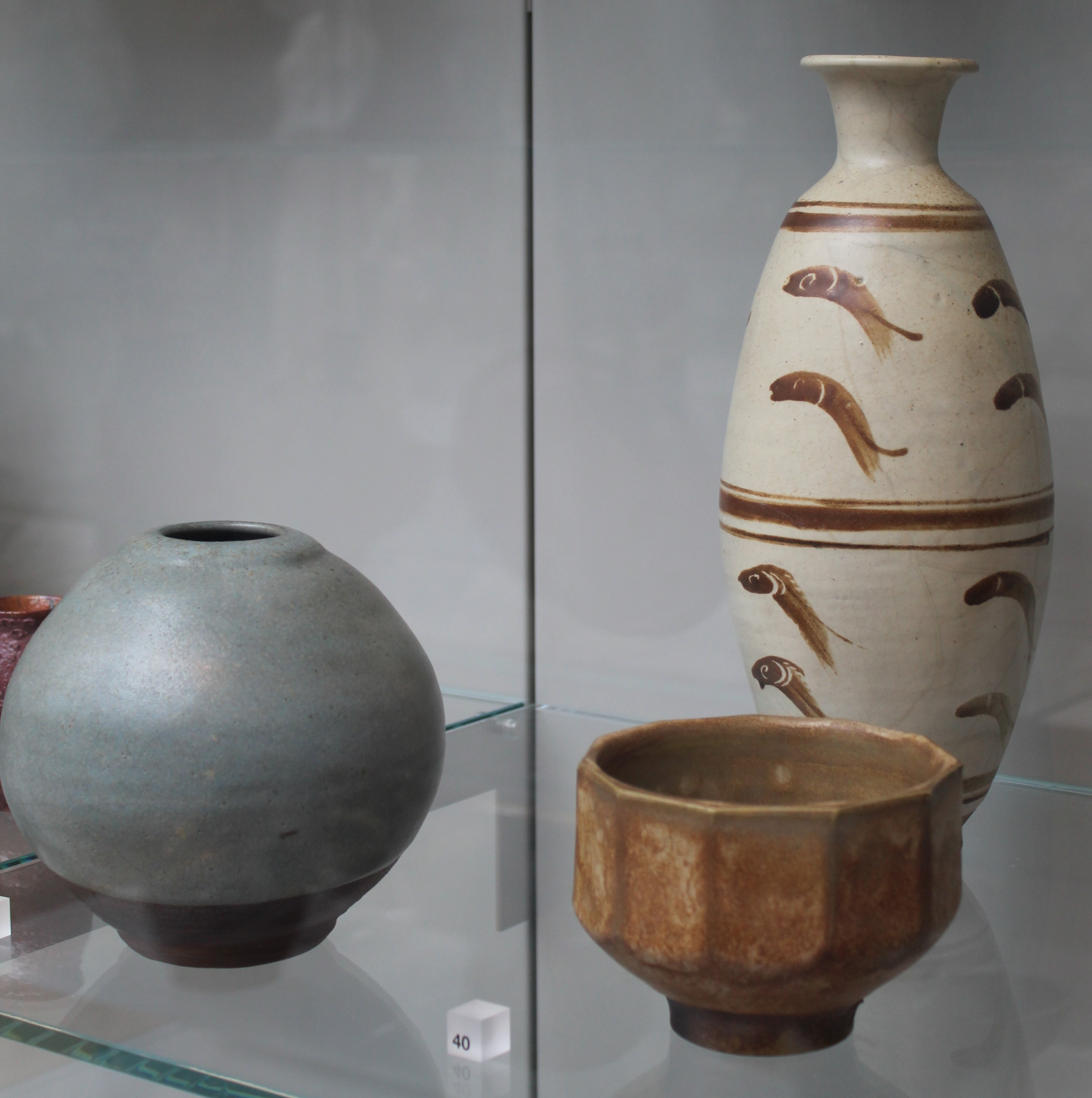
Trzy naczynia wykonane przez Bernarda Leacha (zm. 1979) w Muzeum Wiktorii i Alberta

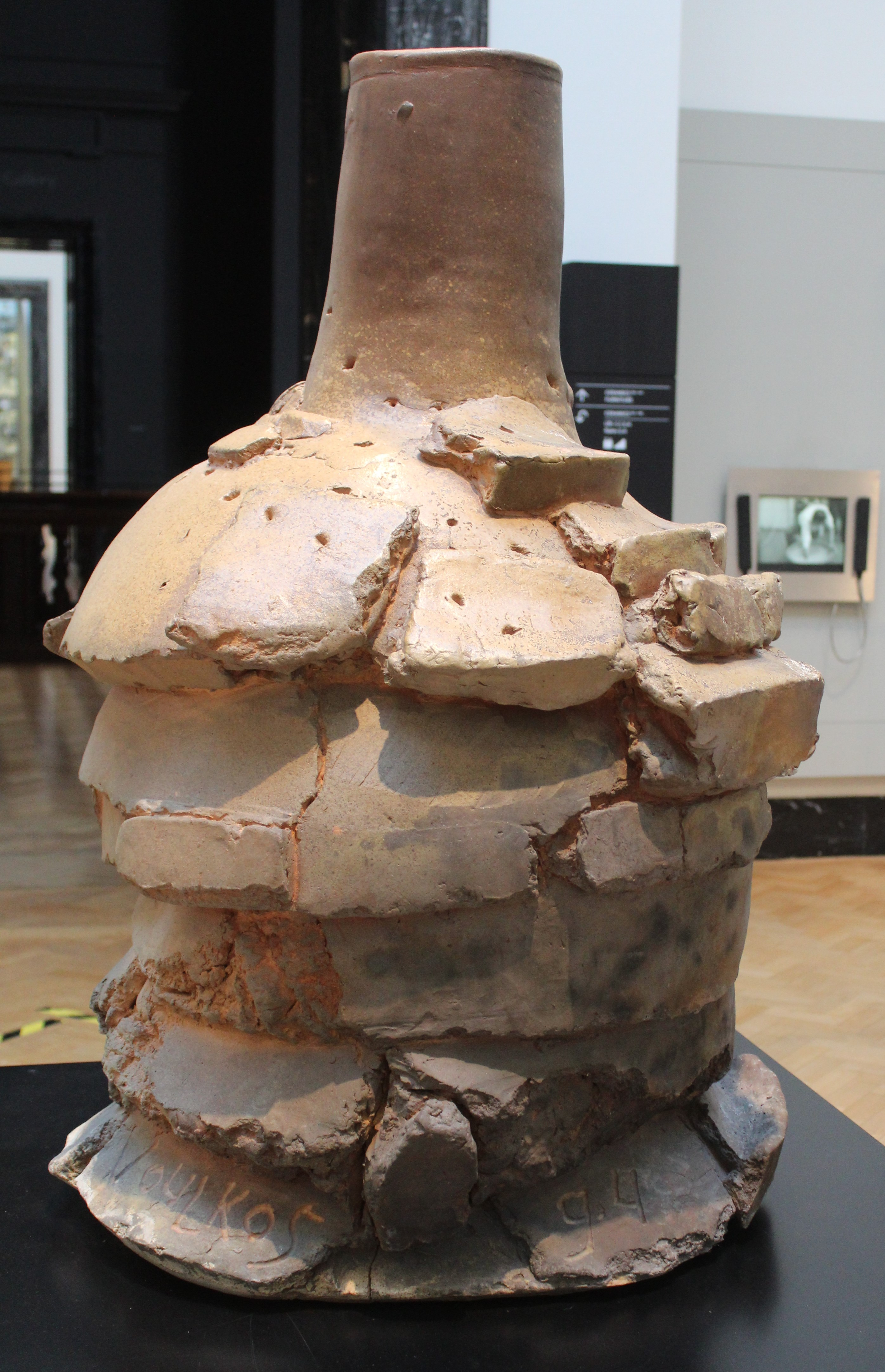
„Pinatubo”, rzeźba wykonana z kamionki przez Petera Voulkosa. New Jersey, 1994. Muzeum Wiktorii i Alberta

Zacięta rywalizacja pomiędzy angielskimi manufakturami porcelany była tylko częścią procesu, który doprowadził do daleko idących przemian w produkcji ceramiki na całym świecie, a wiązał się z kiełkującą wówczas w Anglii rewolucją przemysłową. W dziedzinie ceramiki regionem stojącym na czele tych przemian była część hrabstwa Staffordshire nazywana The Potteries, która co najmniej od połowy XVII wieku była największym centrum produkcji ceramiki w Wielkiej Brytanii. Osobą, która stała się niejako symbolem ceramiki całego regionu, był Josiah Wedgwood (zm. 1795). Kolejne stworzone przez Wedgwooda masy ceramiczne, takie jak fajans delikatny, masa bazaltowa i masa jaspisowa, miały na celu uzyskanie ceramiki równie eleganckiej jak porcelana, ale znacznie tańszej. Sukces przedsięwzięcia Wedgwooda był możliwy również dzięki powstałej wówczas technice druku ceramicznego, która pozwoliła na precyzyjną i znacznie tańszą w wykonaniu dekorację, oraz jego własnym innowacjom, takim jak pirometr, masowe stosowanie odlewu, użycie maszyny parowej i podział pracy. Bliskość i wzajemne powiązania ceramików działających w regionie The Potteries oznaczały, że innowacje Wedgwooda bardzo szybko rozchodziły się poza jego przedsiębiorstwo. W rezultacie na przełomie XVIII i XIX wieku wysokiej jakości oraz jednocześnie tania angielska ceramika zalała europejski kontynent. W pierwszej połowie XIX wieku The Potteries stało się najważniejszym centrum ceramicznym na świecie, wyprzedzając pod względem znaczenia Jingdezhen (przyczyniła się do tego również rebelia tajpingów, która spowodowała zaprzestanie produkcji w Jingdezhen na okres dekady). Produkowano w nim niemal wyłącznie prostą, białą ceramikę, dekorowaną za pomocą druku. W drugiej połowie stulecia Anglia musiała sprostać rosnącej konkurencji ze strony Francji i Niemiec, zaś pod jego koniec na światowych rynkach zaczęli dominować producenci ze Stanów Zjednoczonych.
W XIX wieku zaczął się zmieniać także charakter porcelany. Sekret jej wytwarzania stał się powszechnie znany, zaś kolejne etapy racjonalizacji produkcji, częściowo wymuszone przez angielską konkurencję, sprawiły, że przestała być ceramiką arystokratów, ale stała się dostępna dla nowej klasy bogacącej się burżuazji, która rosła w siłę po zakończeniu wojen napoleońskich. Manufaktury porcelany były już wówczas czysto komercyjnymi przedsięwzięciami, które nie mogły liczyć na żadne królewskie subsydia, i konieczność dostosowania się do gustów mieszczańskich klientów spowodowała rozwinięcie nowej estetyki, związanej z takimi prądami jak biedermeier w Niemczech czy wczesny styl wiktoriański w Wielkiej Brytanii. Duża część powstałej wówczas ceramiki charakteryzowała się ostentacyjną dekoracją, często z użyciem złota lub srebra, co odpowiadało nowobogackim aspiracjom nowej klienteli. Podobny trend można było dostrzec również w innych dziedzinach rzemiosła artystycznego. Wiele osobistości świata artystycznego uważało tego rodzaju wyroby za będące w okropnie złym guście i wiązało je z ogólnym upadkiem jakości rzemiosła, do którego ich zdaniem miało dojść w wyniku rozwinięcia masowych, przemysłowych metod produkcji. 
Takie były korzenie ruchu „Reformy Wzornictwa” (ang. „Design Reform”), na czele którego stali m.in. projektant i edukator Henry Cole, artysta Richard Redgrave czy teoretyk Owen Jones. Henry Cole był jednym z głównych organizatorów Wielkiej Wystawy Światowej z 1851, która jego zdaniem obnażyła niski poziom brytyjskiego wzornictwa. Na kolejnych wystawach światowych rzemiosło artystyczne zajmowało eksponowane miejsce, a jego jakość uważano za miernik poziomu kulturalnego kraju. Ta popularyzatorska funkcja wystaw światowych okazała się tak ważna, że rzemiosło artystyczne z tego okresu nazwano twórczością „epoki wystaw światowych”. Wystawy światowe pozwoliły szerszej publiczności na zapoznanie się z ceramiką odległych nieraz krajów, przy czym szczególnie duży wpływ wywarła ceramika świata islamu i japońska. Około 1890 wzory zapożyczone z ceramiki z İzniku stały się „znaturalizowanym” elementem dekoracji zachodnich wyrobów, tak jak niegdyś stało się to z chińską niebiesko–białą porcelaną (ok. 1860 niebiesko-biała ceramika była prawdopodobnie najbardziej rozpowszechnionym rodzajem naczyń na Ziemi). Rozwinięto również zachodnią ceramikę malowaną lustrem. Równocześnie na fali japonizmu, który ogarnął Zachód w drugiej połowie XIX wieku, różne gatunki japońskiej ceramiki, będącej wówczas symbolem wyrafinowania i dobrego smaku, inspirowały poszukujących nowych wzorców ceramików Zachodu.
Powstanie wystaw światowych było tylko jednym z przejawów wielkiej fali instytucjonalizacji, jaka przeszła przez XIX stulecie. Henry Cole był nie tylko główym organizatorem Wielkiej Wystawy, ale również Generalnym Superintendentem Departamentu Sztuk Praktycznych, działającego w ramach brytyjskiego rządu, oraz pierwszym dyrektorem South Kensington Museum, później przekształconego w Muzeum Wiktorii i Alberta. Był zatem zaangażowany zarówno w powstawanie sieci kolejnych szkół wzornictwa, które brytyjski rząd zaczął powoływać począwszy od lat 30. XIX wieku, jak i powstawanie kolejnych muzeów. To właśnie w XIX wieku w Europie powstał współczesny system muzealny, który stopniowo rozszerzył się na Amerykę i inne kontynenty. Kolejnym rodzajem instytucji zapoczątkowanych w tym okresie były szkoły artystyczne, w tym kształcące w rzemiośle artystycznym. Podsumowując, powstał wówczas cały system instytucjonalizujący nauczanie ludzi zaangażowanych w produkcję ceramiki, takich jak projektanci, ceramicy i dekoratorzy. Jednocześnie dzięki muzeom, które kolekcjonowały dawne naczynia i figurki na niespotykaną wcześniej skalę, ludzie ci mieli większy niż kiedykolwiek dostęp do przykładów ceramiki z różnych epok i zakątków świata, co musiało skutkować znacznie bardziej eklektycznym podejściem do tworzenia ceramiki niż we wcześniejszych okresach. Częściej niż kiedyś powstawały również naczynia w jakimś stylu historycznym, co było nie do przyjęcia dla zwolenników reformy wzornictwa. Prawdopodobnie najlepiej odzwierciedlającym te trendy prądem była nowa majolika (debiutująca za sprawą Minton and Company na Wielkiej Wystawie w 1851), która w nazwie odwoływała się do dawnej ceramiki z okresu renesansu, ale w praktyce szybko zaczęła być kojarzona z każdym dziełem raczej większych rozmiarów, o złożonej budowie i jaskrawej dekoracji. Chociaż jej twórcy łamali niemal każdą zasadę ustaloną przez reformę wzornictwa, to ich dzieła „były uważane za posiadające wielką artystyczną wartość przez zaskakująco dużą część poinformowanego towarzystwa krytyków”.
Reforma wzornictwa zwróciła uwagę na wcześniej raczej anonimową postać projektanta. Tacy przedstawiciele tego zawodu jak Christopher Dresser czy Eva Zeisel nie byli związani z jakąś konkretną wytwórnią, ale oferowali swoje usługi każdemu, kto potrzebował nowego projektu, który następnie mógł być skierowany do masowej produkcji. Obok tej wytwórczości na wielką skalę pojawiła się również świadoma produkcja wybranej ceramiki w niewielkich seriach. Tego rodzaju praktyka była obecna od czasu pierwszych manufaktur, ale teraz towarzyszyło jej przekonanie, że tworzona w ten sposób ceramika ma status sztuki, co wiązało się z powstaniem w ostatniej ćwierci XIX wieku pojęcia ceramiki artystycznej (ang. „Art Pottery”). Znaczna część tej ostatniej powstała przy tym nie w fabrykach, ale małych warsztatach indywidualnych twórców, których ręczne metody produkcji dramatycznie kontrastowały ze zmechanizowaną wytwórczością, mającą niewiele wspólnego z na wpół rzemieślniczym sposobem działania dawnych manufaktur. Można przy tym wyróżnić dwie postawy, jakie ci indywidualni ceramicy przyjęli wobec swojej twórczości. Pierwsza akcentowała artystyczny wymiar ich działalności, dążąc do osiągnięcia przez ceramikę statusu zarezerwowanego w europejskiej tradycji dla sztuk pięknych. Jej najbardziej elokwentnym przedstawicielem był zapewne Bernard Leach, którego książka A Potter’s Book, wydana w 1940 roku, stała się manifestem ruchu Studio Pottery. Leacha można jednak uznać jedynie za wyraziciela tendencji, która od dawna była obecna wśród artystów–ceramików (jak chcieli siebie postrzegać), często działających na bazie swojego atelier, takich jak Francuzi Théodore Deck, Jean–Joseph Carriès, Clément Massier i Ernest Chaplet, czy Amerykanie George E. Ohr i Adelaide Alsop Robineau. Z drugiej strony część ceramików przyjęła jako swój etos rzemieślniczy, spoglądając czasem z ironią na „artystowskie” aspiracje pierwszej grupy, co miało związek z takimi ruchami jak Arts and Crafts Movement w Wielkiej Brytanii, Ruch na rzecz Rzemiosła Ludowego w Japonii czy Deutscher Werkbund i Bauhaus w Niemczech. Do ważniejszych przedstawicieli tej drugiej grupy można zaliczyć Anglików Williama de Morgana, Williama Howsona Taylora i Braci Martin, Niemkę Marguerite Friedlaender-Wildenhain oraz Japończyka Shōji Hamadę. Niezależnie od poglądów na swoją twórczość działalność tych ceramików miała zasadniczo ten sam charakter, to jest polegała na wytwarzaniu pojedynczych, lub produkowanych w niewielkich seriach dzieł, zazwyczaj sygnowanych, co było radykalnym zerwaniem z dominującą w dotychczasowej historii postacią anonimowego garncarza.
Obok indywidualnych warsztatów „Art Pottery” była też wytwarzana w niewielkich zakładach, często z założenia o niekomercyjnym charakterze, takich jak angielskie Linthorpe Art Pottery, Ruskin Pottery i Della Robbia Pottery, czy amerykańskie Rookwood Pottery i Wheatley Pottery Company. Była również przedmiotem zainteresowania wielkich kompanii, generalnie zajmujących się masową produkcją, takich jak francuska Haviland oraz angielskie Mintons, Wedgwood i Doulton and Company. Po drugiej wojnie światowej w świecie anglosaskim zaznaczył się wpływ imigrantów z Europy Środkowej i Wschodniej, takich jak Austriacy Lucie Rie oraz Otto i Gertrud Natzler, Niemka Marguerite Friedlaender-Wildenhain, Węgierka Eva Zeisel czy Polak Marek Cecuła. W tym okresie Stany Zjednoczone stały się najważniejszym centrum „Art Pottery”, gdzie tworzyły takie indywidualności jak Peter Voulkos, Robert Arneson, Jim Melchert czy Judy Chicago. Przez cały ten czas ceramika podlegała przemianom związanym z kolejnymi artystycznymi prądami, które pojawiały się w świecie XIX i XX wiecznej sztuki, takimi jak Art Nouveau, Art déco, surrealizm, kubizm, konceptualizm, minimalizm czy postmodernizm, często stanowiąc ich istotną część. Z tym faktem związany był też udział w tworzeniu ceramiki artystów, którzy wywodzili się z innych dziedzin sztuki, najczęściej malarzy, takich jak Paul Gauguin, Pablo Picasso, Kazimierz Malewicz czy Joan Miró.

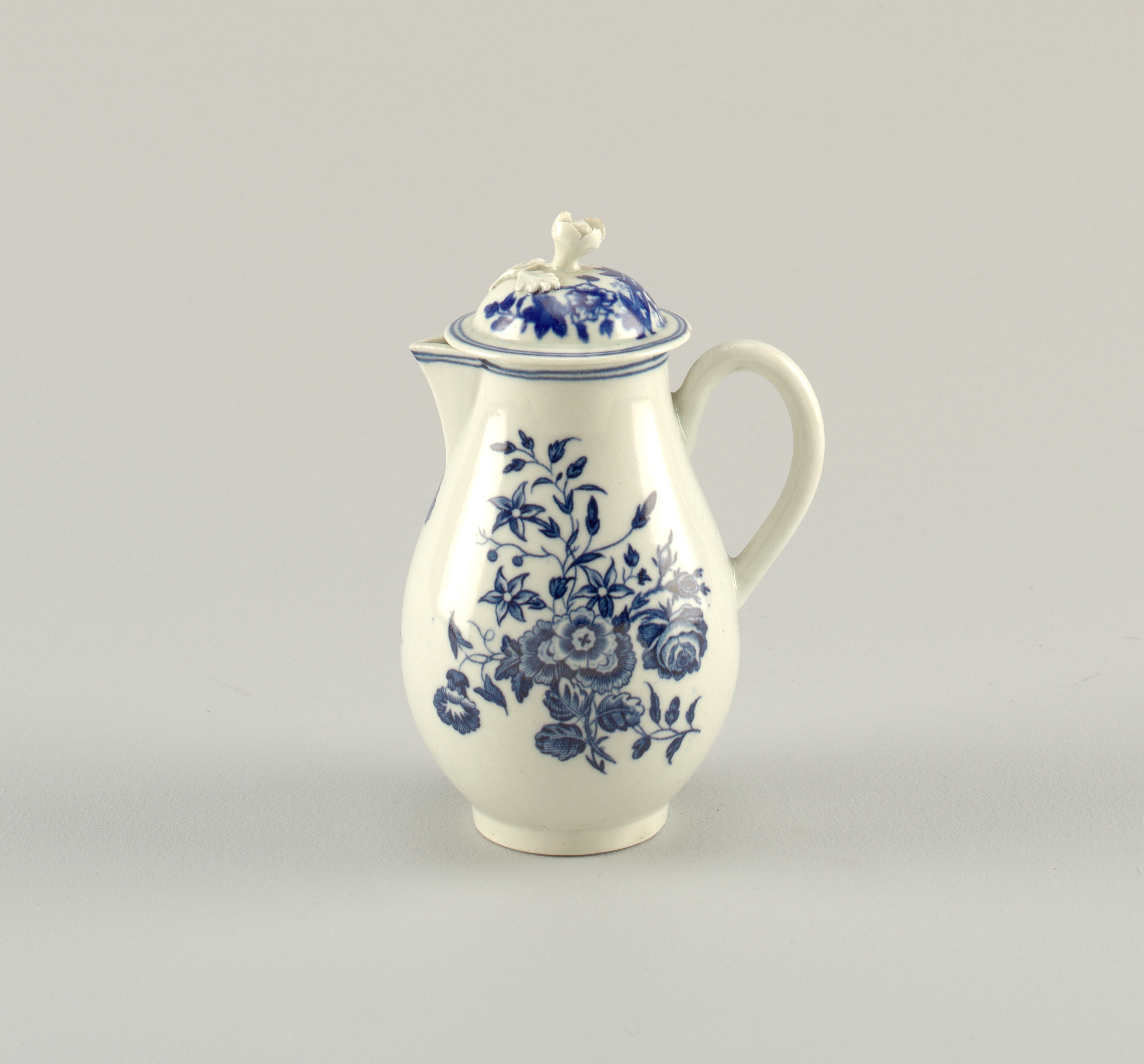
Dzbanek z miękkiej porcelany dekorowany za pomocą techniki druku ceramicznego. Worcester, ok. 1770. Cooper Hewitt, Smithsonian Design Museum
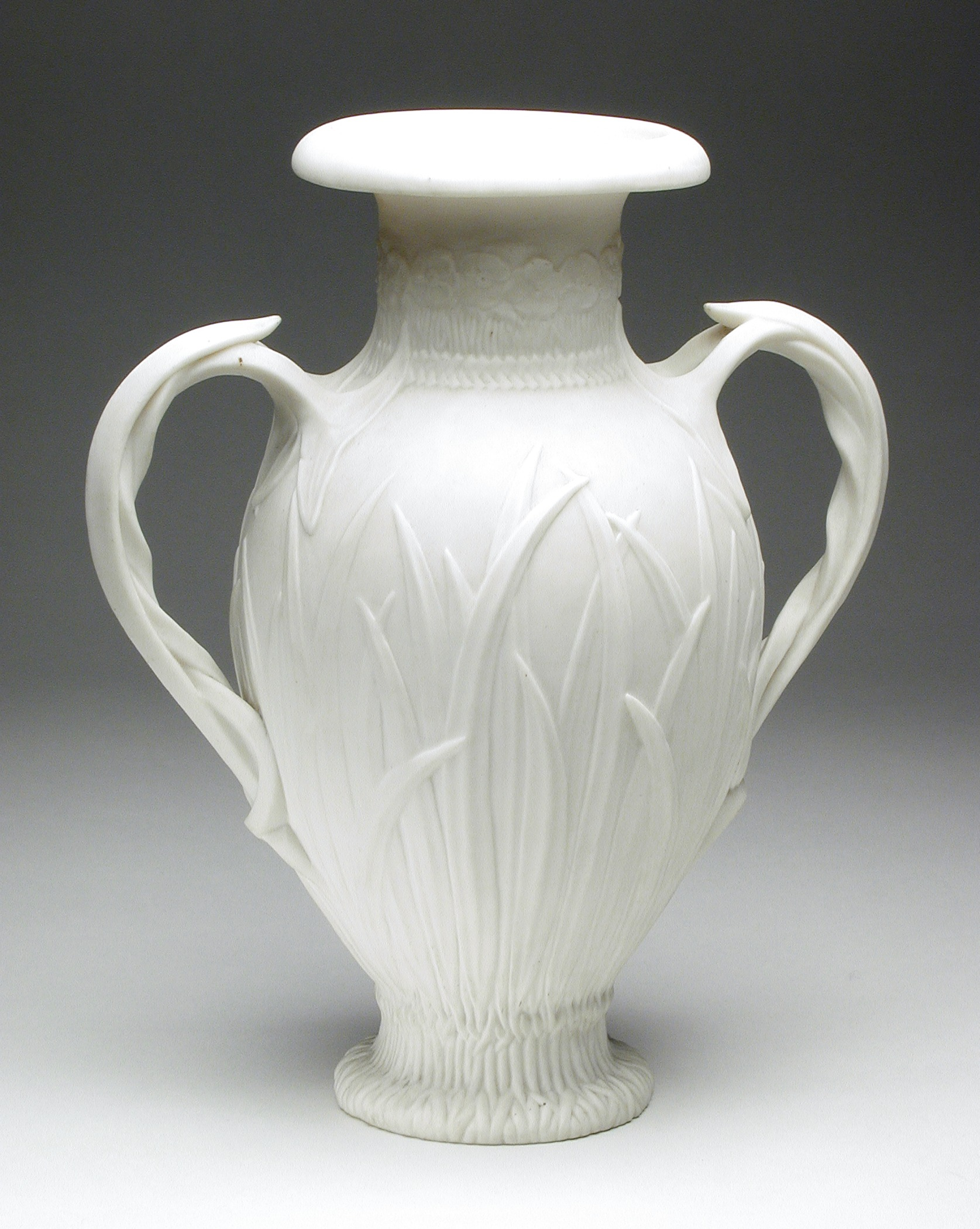
Waza „Well Spring” zaprojektowana przez Richarda Redgrave’a. Mintons, The Potteries, ok. 1847. Los Angeles County Museum of Art
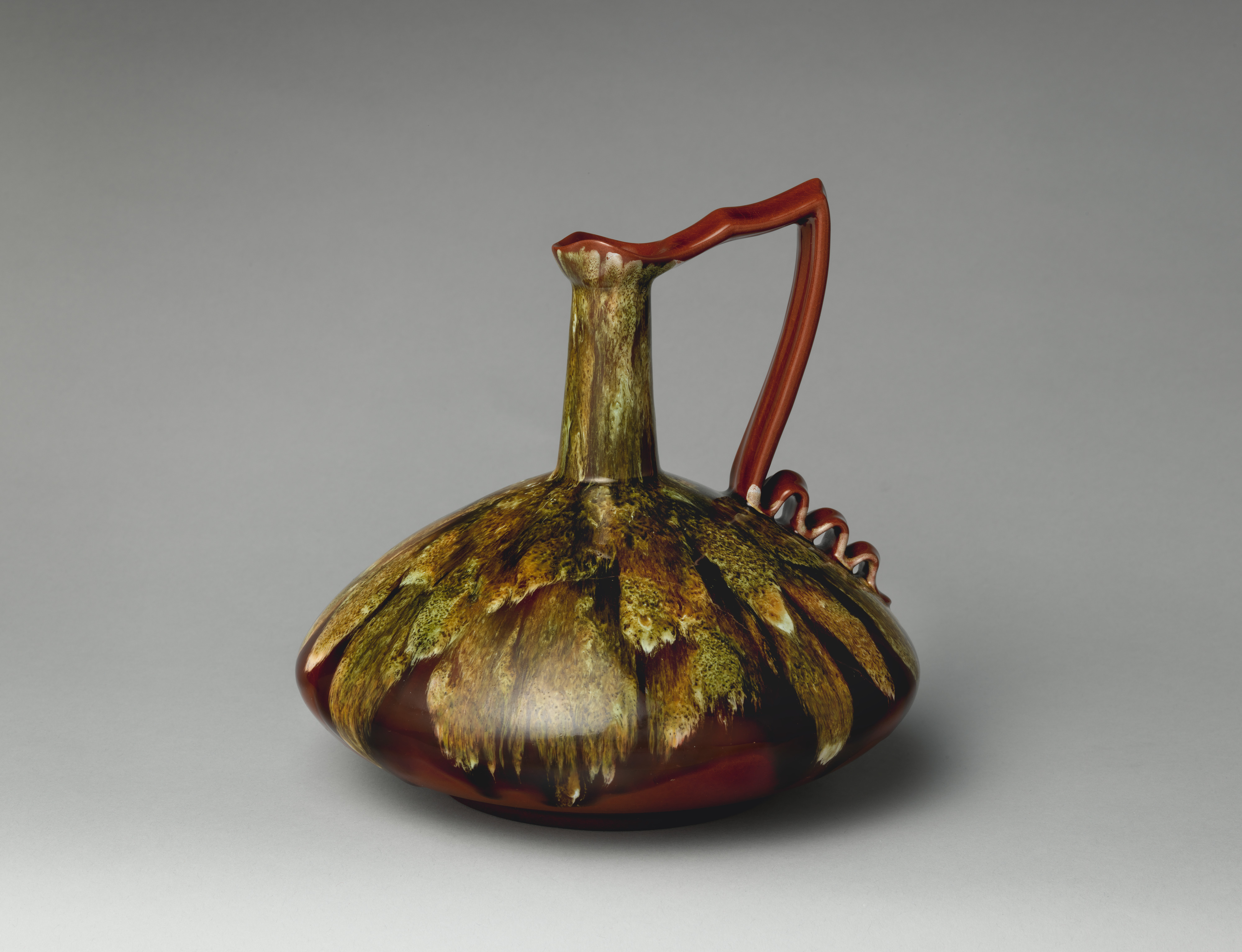
Dzban zaprojektowany przez Christophera Dressera, Linthorpe Art Pottery, Middlesbrough, ok. 1880. Metropolitan Museum of Art
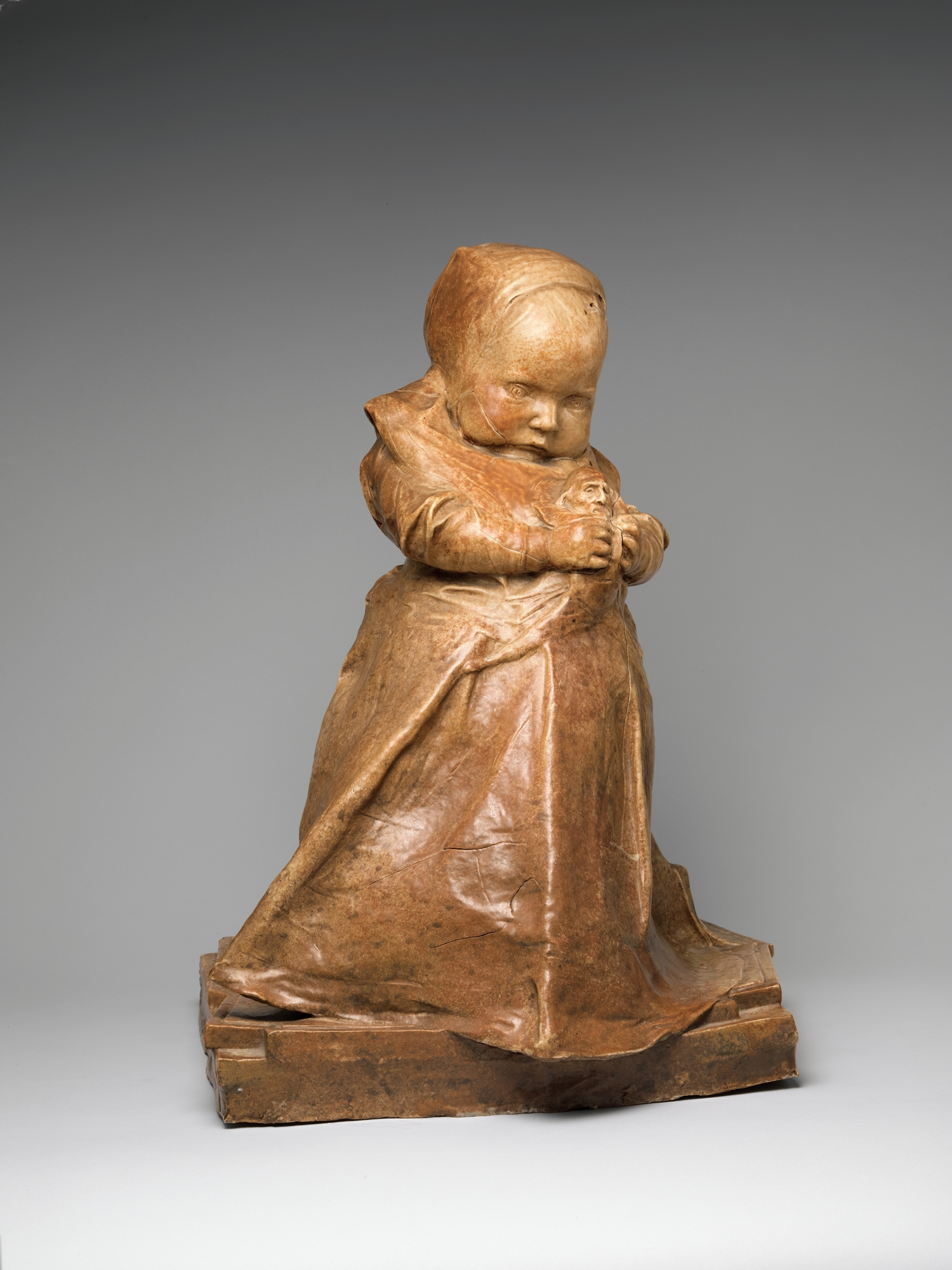
Infanta, figurka wykonana przez Jean–Josepha Carrièsa. Saint-Amand-en-Puisaye, ok. 1890–1894. Metropolitan Museum of Art
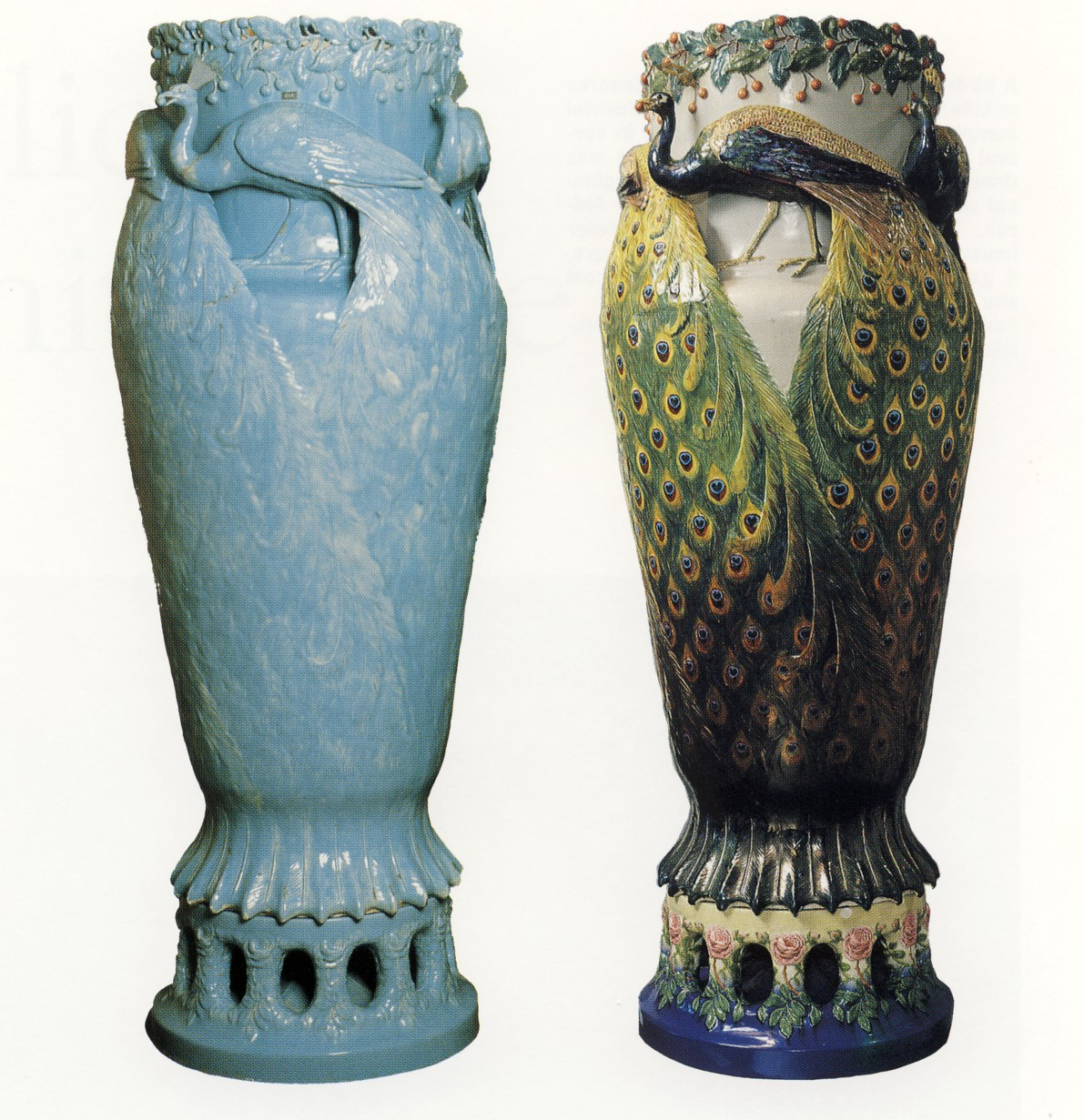
„Pawie wazy” zaprojektowane przez Anę Boberg, przykład majoliki wykonej przez spółkę Rörstrand. Sztokholm, 1900. Muzeum Rörstrand
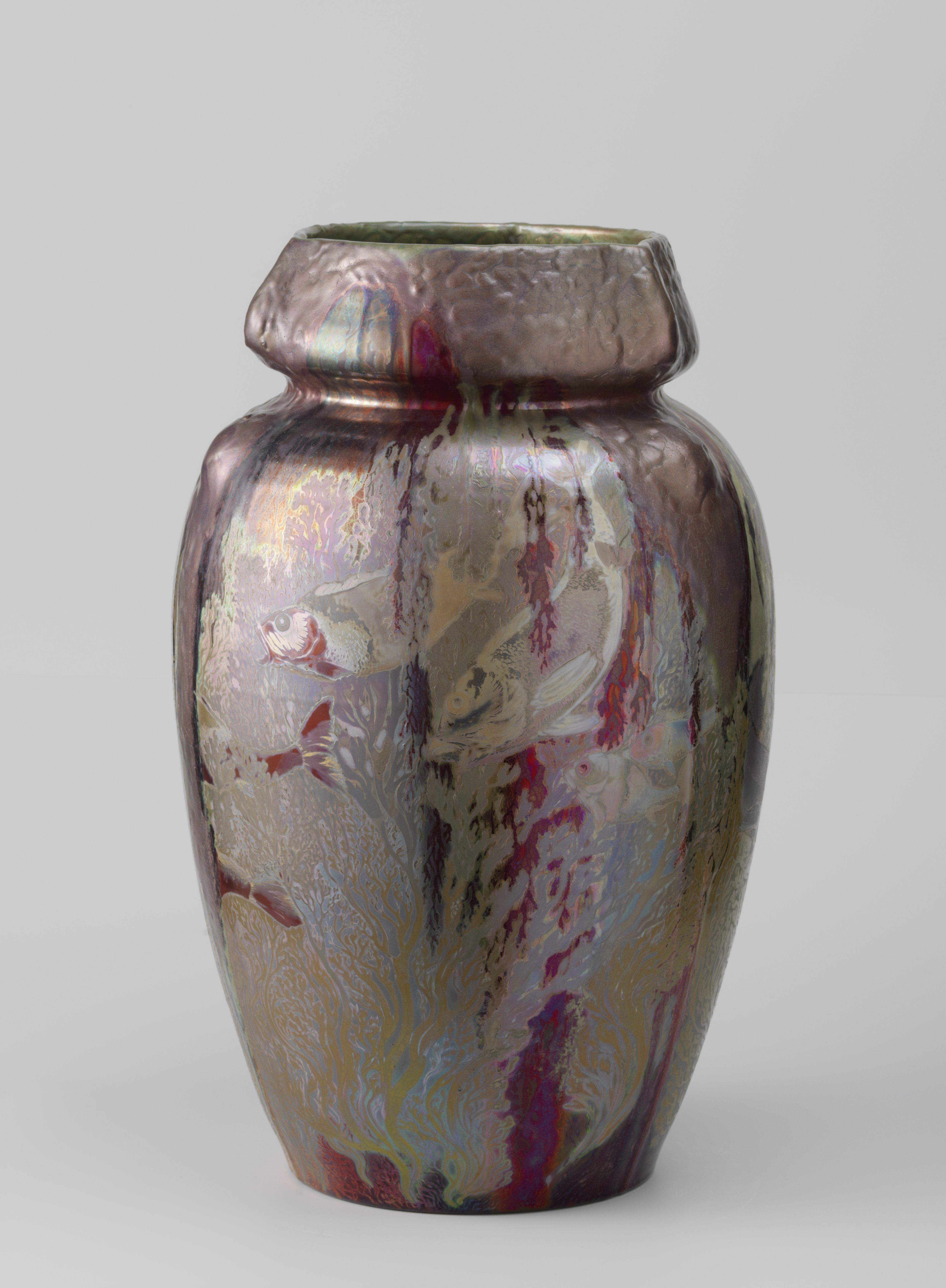
Waza malowana lustrem w stylu Art Nouveau wykonana przez Clémenta Massiera, ok. 1900. Rijksmuseum
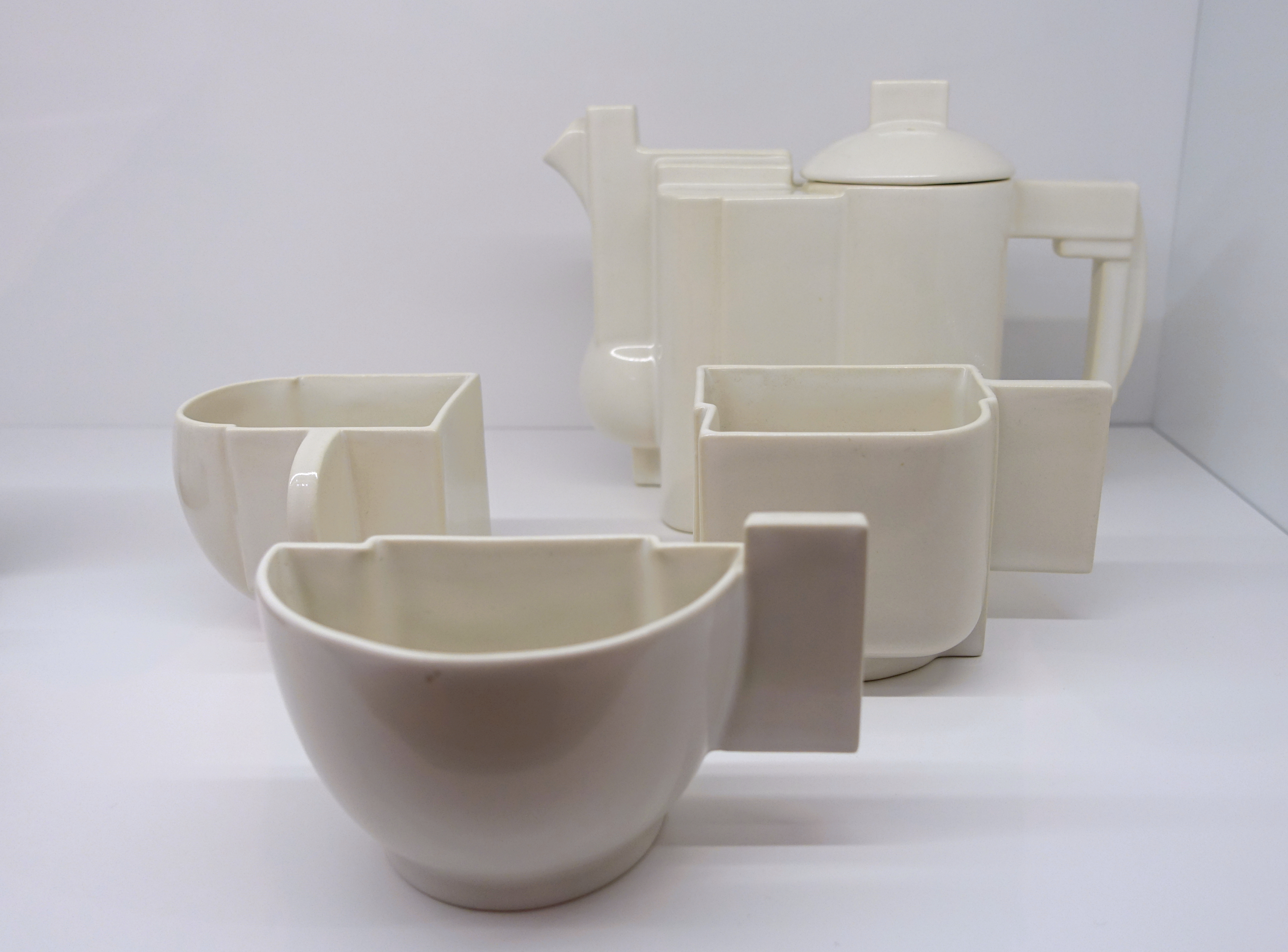
Serwis suprematyczny zaprojektowany przez Kazimierza Malewicza. Fabryka porcelany im. Łomonosowa w Petersburgu, 1923. Muzeum Sztuki Użytkowej w Kolonii
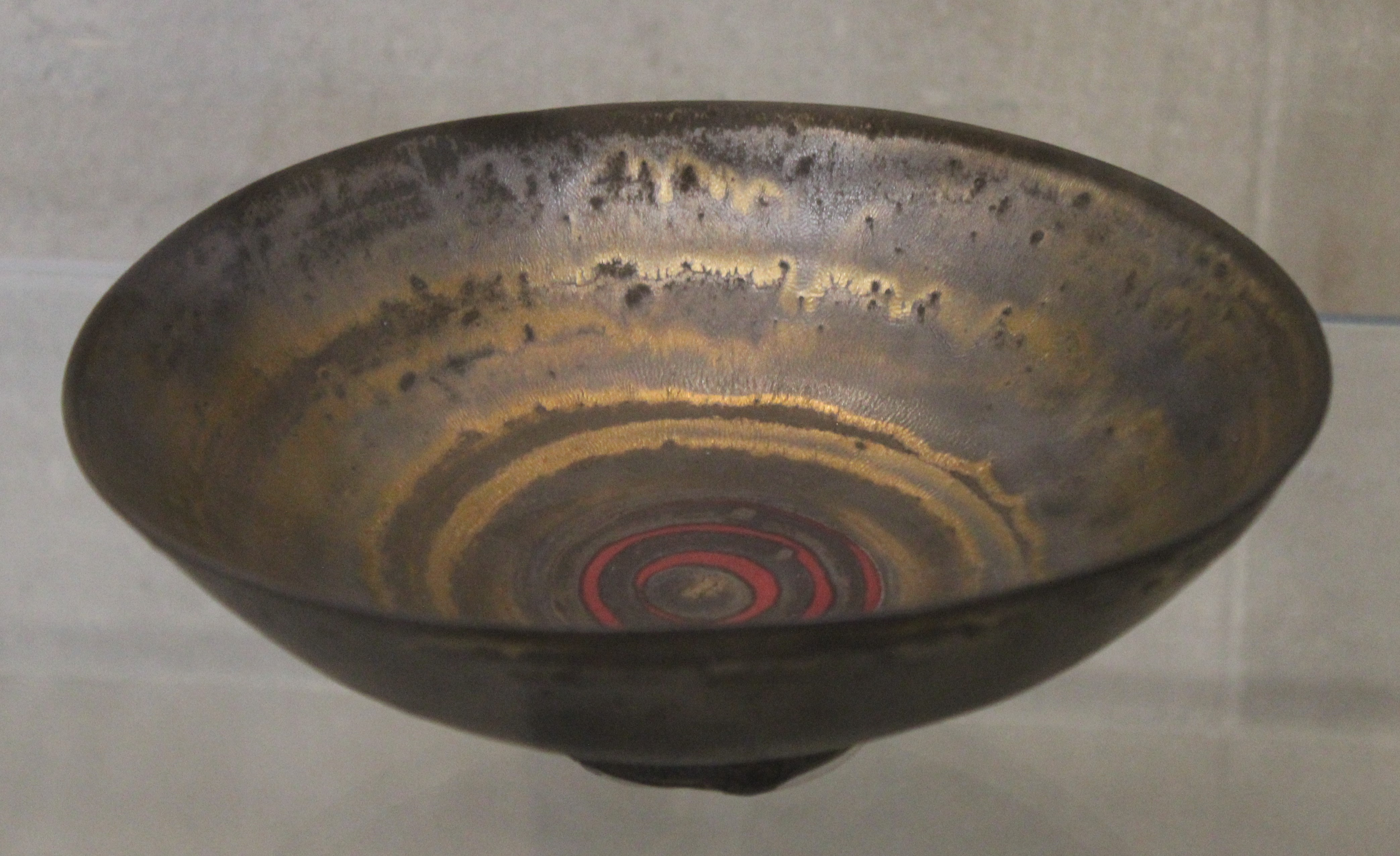
Misa wykonana przez Lucie Rie, 1958. National Museum Cardiff